# T-54/55
T-54 và T-55 là một dòng xe tăng hạng trung (theo phân loại của Liên Xô) sản xuất tại Liên Xô và trang bị cho quân đội nước này từ năm 1947.  Đây là mẫu xe tăng sản xuất nhiều nhất trong lịch sử với tổng số 95.000 xe được xuất xưởng (một số nguồn khác thì ước lượng con số sản xuất này dao động từ 85.000 - 100.000 chiếc, bao gồm cả những chiếc sản xuất tại nước ngoài với tên gọi khác).
T-54 xuất hiện lần đầu năm 1949 như một mẫu tăng hạng trung thay thế cho T-34 thời Thế chiến II. Nguyên mẫu T-54 đầu tiên được hoàn thành năm 1946 và được chế tạo lần đầu năm 1947. T-54 liên tục được sản xuất và cải tiến, và sau khi được sửa chữa, nó được đổi tên thành T-55. T-55 ra mắt vào năm 1958 và có đầy đủ mọi sự cải tiến của series T-54 mà không có khác biệt căn bản trong thiết kế và vẻ ngoài. T-55A xuất hiện vào đầu thập niên 1960. Việc sản xuất loại xe này tiếp tục đến tận năm 1981 ở Liên Xô và cũng được sản xuất ở Trung Quốc (Type 59), Tiệp Khắc và Ba Lan.
Một số lượng lớn loại này vẫn còn được các nước sử dụng, mặc dù đến thập niên 1980, T-54/55 đã bị Liên Xô thay thế bằng T-62, T-64, T-72 và T-80 trong vai trò loại tăng chủ yếu tại các đơn vị xe tăng của Hồng quân Liên Xô. T-54 được sử dụng rộng rãi trong các cuộc chiến từ sau năm 1950, như Hungary năm 1956, Tiệp Khắc năm 1968, và Syria năm 1970. Nó là xe tăng chính của các nước Ả Rập trong cuộc chiến 1967 và 1973 với Israel. Trong thập niên 1960, T-54 tham chiến ở Việt Nam, Campuchia và Uganda. Đến đầu thế kỷ XXI, T-54 và các phiên bản nâng cấp của nó vẫn phục vụ tích cực trong biên chế nhiều quân đội trên thế giới.

## Miêu tả
T-54 được chế tạo ở phòng thiết kế Nizhny Tagil dưới sự chỉ đạo của A. Morozov từ năm 1946 trong chương trình chế tạo mang tên "Obyekt 137". Xe tăng được tiếp nhận vào biên chế năm 1950 và sản xuất hàng loạt ở Kharkov, Nizhny Tagil và Omsk. Trong quá trình sản xuất đã tiến hành nâng cấp xe tăng mà không thay đổi mác xe. Xe tăng T-54 có hai biến thể - T-54A và T-54B:
- T-54A được chế tạo ở phòng thiết kế tại Hạ Tagil và tiếp nhận vào biên chế năm 1955. Việc sản xuất hàng loạt được thực hiện từ năm 1955 đến 1957 tại Kharkov, Nizhny Tagil và Omsk. Lần đầu tiên trên xe tăng, Liên Xô đã lắp pháo 100mm D-10TG có hệ thống ổn định nòng (STP-1 "Gorizont") với bộ hút khói đầu nòng sau phát bắn.[5]
- T-54B được chế tạo bởi phòng thiết kế Hạ Tagil và tiếp nhận vào trang bị ngày 11 tháng 9 năm 1956. Việc sản xuất hàng loạt từ năm 1957 đến 1959 ở Kharkov, Hạ Tagil và Omsk. Xe tăng sử dụng pháo D-10T2S với hệ thống cân bằng pháo hai trục dọc - ngang STP-2 "Tsiklon".[5]
- T-55 được chế tạo dưới tên gọi "Obyekt 155" bởi phòng thiết kế Nizhny Tagil dưới sự chỉ đạo của L. Kartsev. Xe tăng được tiếp nhận vào trang bị ngày 24 tháng 5 năm 1958. Việc sản xuất hàng loạt được thực hiện ở Kharkov, Nizhny Tagil và Omsk từ năm 1958 đến 1962. So với T-54, trên xe tăng này đã áp dụng các nâng cấp mới: tăng cường công suất động cơ từ 520 lên 580 mã lực; sử dụng thùng – bệ để tăng khối lượng nhiên liệu và cơ số đạn, lắp máy nén khí để đảm bảo hơn việc khởi động động cơ, duy trì tuổi thọ pin ắc quy, lbổ sung hệ thống bảo vệ sinh hóa xạ PAZ,[6] hệ thống khói nhiệt (TDA) để tạo thành màn khói từ sự bốc hơi của nhiên liệu thải ra từ ống xả, hệ thống chữa cháy tự động, khí tài quan sát của lái xe và bộ truyền động. Ngoài ra, cơ số đạn xe tăng từ 34 tăng lên 43 viên đạn pháo 100mm. Khác với T-54B, T-55 không có súng phòng không 12,7mm trên nóc xe (tuy nhiên đến năm 1969, T-55 lại được lắp súng phòng không DShK).[7]

T-55 chạy bánh xích, khung gầm gồm năm bánh với một khoảng trống giữa bánh thứ nhất và bánh thứ hai và không có những trục lăn hồi chuyển. Nó có thân ngắn, tháp pháo hình vòm nằm bên trên bánh xe thứ ba. Pháo chính có cỡ nòng 100mm và có một lỗ thoát hiểm ở gần chân nòng. Xe tăng được trang bị một súng máy đồng trục 7,62mm và một súng máy 7,62mm dưới thân xe. Các mẫu T-55A về sau này không được trang bị súng đó.
T-55 được phân biệt với T-54 vì nó không có vòm ở bên phải và quạt thông gió của tháp pháo được lắp phía trước so với quạt thông gió của T-54, và tất cả các mẫu T-55 đều có một bộ phận tìm kiếm ánh sáng hồng ngoại dành cho pháo thủ lắp bên phải súng chính. Tuy nhiên, bộ phận tìm kiếm ánh sáng này không phải là một đặc điểm phân biệt, bởi vì nó cũng được trang bị thêm cho nhiều mẫu T-54.
Giống như T-34, T-54/55 được thiết kế để có thể sản xuất nhanh với chi phí rẻ. Năm 1970, mỗi chiếc T-55 có giá khoảng 115.000 USD theo thời giá khi đó, chỉ bằng 37% so với giá 1 chiếc M48 Patton của Mỹ (1 chiếc M48A3 có giá 309.090 USD thời giá năm 1961)
Xe tăng T-55 và biến thể T-55A được xuất khẩu tới 40 nước trên thế giới. Ngoài ra, T-55 còn được chế tạo theo giấy phép sản xuất ở Trung Quốc, Tiệp Khắc và Ba Lan.

## Khả năng

### Độ cơ động

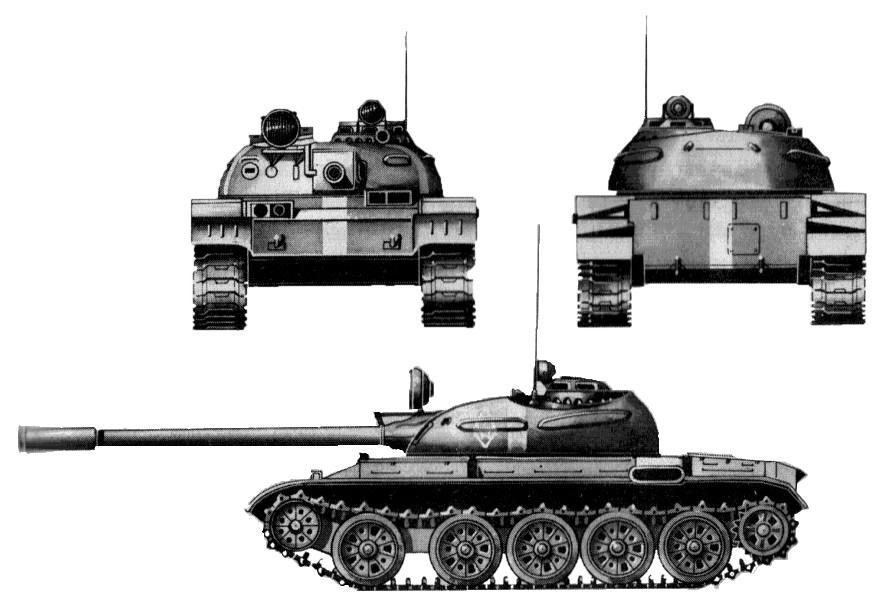
T-55 nhìn từ phía trước, sau và mặt bên

T-55 kết hợp một khẩu pháo uy lực mạnh (theo tiêu chuẩn thời bấy giờ) với một thân tăng rất cơ động và nòng rất dài. Các cải tiến so với loại T-54 bao gồm: động cơ diesel V12 làm mát bằng nước với công suất 580 mã lực, tăng tầm hoạt động lên 500 km (lên tới 715 km với hai bình xăng phụ, mỗi bình 200 lít).
T-55 có thể lội qua độ sâu 1,4m mà không cần chuẩn bị trước, có thiết bị thông hơi cho phép nó vượt qua độ sâu lên đến 5,5m với tốc độ 2 km/giờ. Thiết bị này cần phải được chuẩn bị trước từ 15 đến 30 phút, nhưng có thể được vứt bỏ ngay sau khi ra khỏi nước.

### Hệ thống ngắm bắn

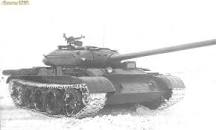
Obyekt 137, nguyên mẫu đầu tiên của T-54 với tháp pháo hơi dẹt

Tài liệu phương Tây (nhất là thời Chiến tranh Lạnh) thường chỉ trích xe tăng T-54/55 có hệ thống ngắm bắn chất lượng thấp. Điều này một phần là do tuyên truyền chính trị, một phần khác là bởi các phát bắn thiếu chính xác của tổ lái các nước châu Á, châu Phi (tuy nhiên nguyên nhân chính là do các nước này huấn luyện tổ lái sơ sài, áp dụng chiến thuật kém chứ không phải do chất lượng xe tăng). Sau Chiến tranh Lạnh, khi các thông số của T-54/55 được công bố rộng rãi, có thể thấy hệ thống ngắm bắn trên T-54/55 được thiết kế rất tốt, rất thuận tiện để sử dụng và có những điểm ưu việt hơn so với các xe tăng phương Tây đương thời. Các kiểm tra kỹ lưỡng cho thấy T-54/55 có thiết kế rất tối ưu vào thập niên 1950, và vẫn có khả năng hoàn thành nhiệm vụ tốt sau khi các thiết kế mới hơn ra đời.

#### Kính ngắm cho trưởng xe
T-54 obr. 1949 có kính tiềm vọng TPK-1 cho chỉ huy. Đó là một cải tiến so với kính ngắm MK-4 trên phiên bản thử nghiệm T-54-1, bởi nó cung cấp độ phóng đại 2,5x thay vì không phóng đại. Khi nhìn ở cự ly xa, TPK-1 không đủ độ phóng đại. Thay vào đó, người chỉ huy phải dựa vào ống nhòm cá nhân 8x30 của mình. Ống nhòm Liên Xô nhìn chung là có chất lượng tuyệt vời, vì hầu hết được làm dựa theo các công nghệ thu được từ nhà máy Zeiss-Jena của Đức Quốc Xã thời Thế chiến II. Điều đặc biệt của TPK-1 là nó có thể được sử dụng để chỉ định mục tiêu cho xạ thủ. Điều này được thực hiện bằng cách nhắm vào mục tiêu và nhấn nút trái, một tín hiệu điện được gửi đi để tháp pháo tự động xoay về hướng mục tiêu, rồi sau đó xạ thủ sẽ ngắm bắn. Đây có thể coi là một hệ thống "Hunter - Killer" sơ khai, giúp đẩy nhanh tốc độ phát hiện và ngắm bắn mục tiêu. T-54 là chiếc xe tăng đầu tiên trên thế giới triển khai hệ thống như vậy (tiếp theo là xe tăng hạng nặng Conqueror của Anh vào năm 1955).
Phiên bản T-54B thì có kính tiềm vọng TPKUB và sau đó là TPKU-2B cho chỉ huy, có hai chế độ phóng đại có thể điều chỉnh là 1x (trường nhìn 17,5 độ) hoặc 5x (trường nhìn 7,5 độ).
Vì kính tiềm vọng TPK-1 không có khả năng nhìn đêm, kính nhìn đêm TKN-1 được giới thiệu vào năm 1951 cho chiếc T-54 obr. 1951, và tiếp tục được sử dụng trên T-54A, T-54B và T-55 (bản cải tiến TKN-1S). Khi vào ban đêm, chỉ huy phải tháo kính TPK-1 để thay bằng TKN-1, điều này không mất nhiều thời gian nhưng cũng gây phiền toái (từ T-62 thì kính tiềm vọng cho chỉ huy đều có 2 chế độ ngày - đêm nên không cần thao tác này). TKN-1 có độ phóng đại 2,75x, nó sử dụng công nghệ khuếch đại ánh sáng thế hệ thứ 1, với khả năng nhìn ban đêm ở chế độ chủ động (đi kèm đèn hồng ngoại OU-3) cho phép người chỉ huy xác định các mục tiêu kích cỡ xe tăng ở khoảng cách khoảng 400 mét.

#### Kính ngắm cho xạ thủ
Xạ thủ T-54 sử dụng kính ngắm TSh-20. TSh-20 cung cấp độ phóng đại cố định 4x với trường nhìn 16°. Chỉ số này là kém theo tiêu chuẩn hiện đại, nhưng là mức chấp nhận được đối với một sản phẩm vào cuối thập niên 1940 (ví dụ, kính ngắm M71C trên xe tăng M26 Pershing của Mỹ có độ phóng đại cố định 5x với trường nhìn 13°). Một tính năng tuyệt vời của TSh-20 là có ốp cao su vừa vặn với trán của pháo thủ - ngay cả khi đội mũ bảo hiểm, cho dù cơ thể của xạ thủ lắc lư khi xe di chuyển thì mắt anh ta vẫn sẽ bám chắc chắn vào thị kính. Đây là tính năng truyền thống của hầu hết các kính ngắm trên các xe tăng Liên Xô và Nga cho tới nay.

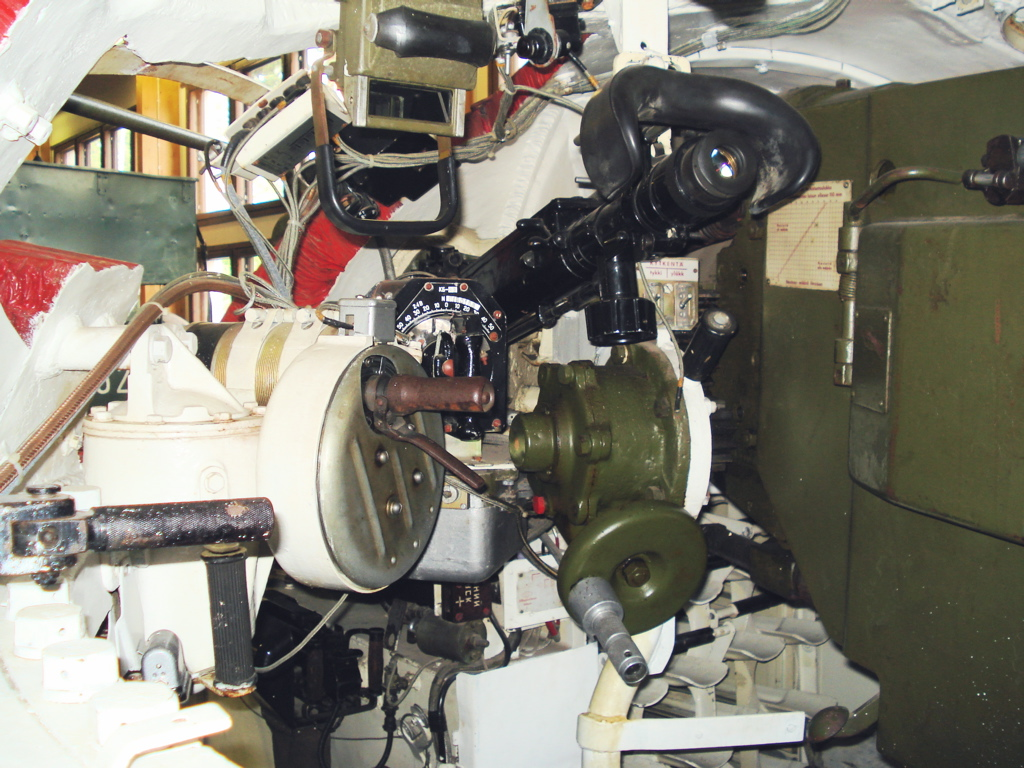
Vị trí của xạ thủ trên T-54

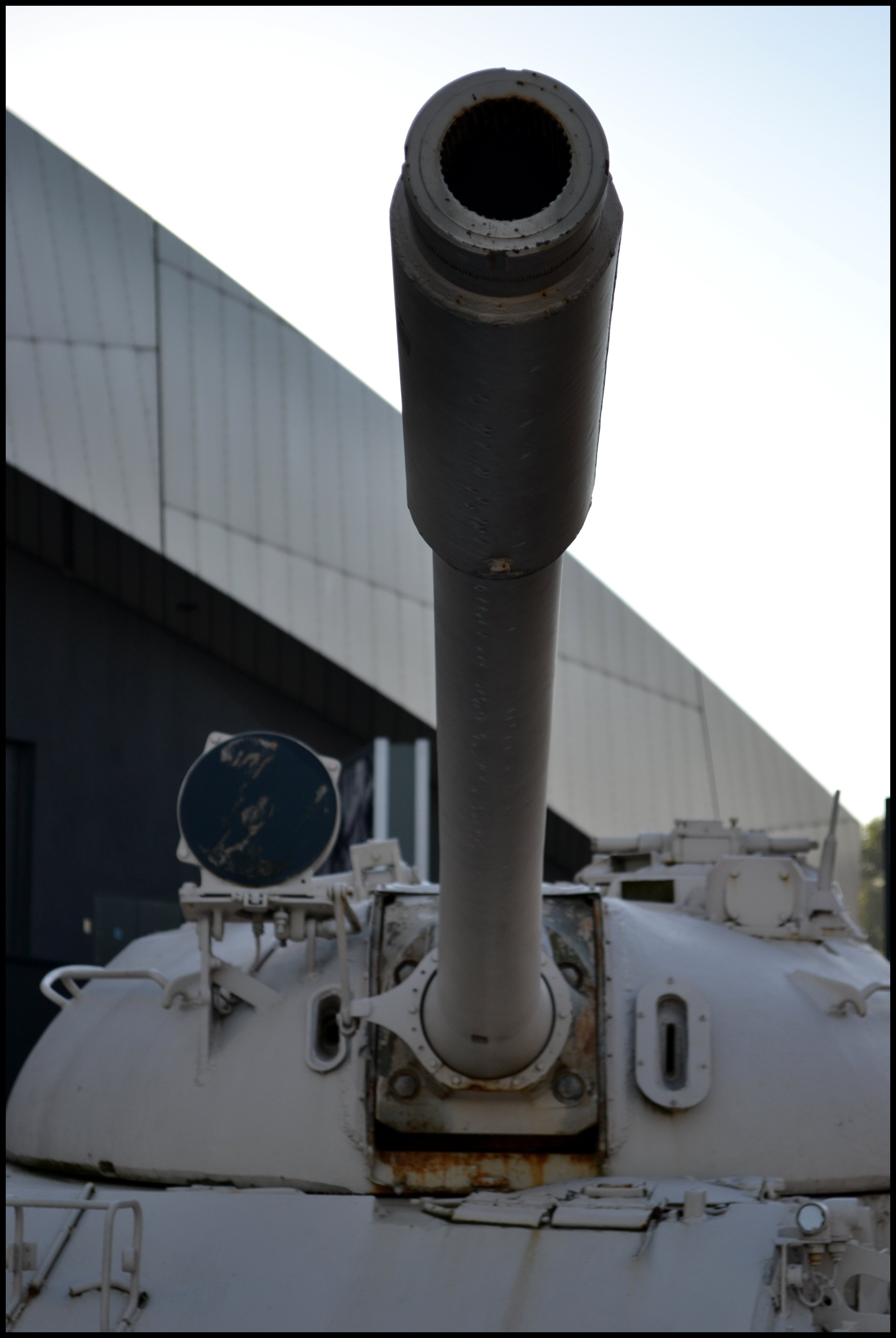
Đèn hồng ngoại nhìn đêm gắn bên phải khẩu pháo của T-54

Tới năm 1951, kính ngắm TSh-20 được thay thế bởi TSh2-22, được giới thiệu cùng với mẫu T-54 Model 1951. Cải tiến lớn nhất là TSh2-22 có 2 chế độ phóng đại: 3,5x và 7x, dùng cho các tình huống tác chiến khác nhau. TSh2-22 có thể so sánh trực tiếp với kính ngắm No.1 của xe tăng Centurion (độ phóng đại 1x hoặc 6x) và kính ngắm M20 của M48 Patton (cũng có độ phóng đại 1x hoặc 6x).
TSh2-22 tiếp tục được thay thế bởi TSh2B-32, được giới thiệu vào năm 1955 và được triển khai trong phiên bản T-54A. Sự khác biệt là TSh2B-32 được thiết kế để kết nối với thiết bị ổn định mặt phẳng đơn STP-1 mới, cho phép ổn định tầm ngắm theo chiều dọc. Nó tiếp tục được sử dụng trong T-54B với bộ ổn định mặt phẳng kép STP-2 mới. Vào tháng 1 năm 1965, TSh2B-32P được lắp đặt cho T-54B và T-55, sự khác biệt duy nhất giữa nó và TSh2B-32 là thang đo phạm vi mới cho đạn 3UBM8 APDS. Chữ "P" trong "TSh2B-32P" có lẽ mang nghĩa là "podkaliberniy" hoặc "dưới cỡ nòng", đề cập đến đạn APDS. Các phiên bản T-54 và T-55 trước đó đã được cài đặt kính ngắm trong quá trình sửa chữa để cho phép chúng sử dụng loại đạn mới.
Năm 1957, chiếc T-54 được cải tiến, trở thành T-54B, với kính ngắm ngày/đêm TPN-1-22-11. TPN-1-22-11 có độ phóng đại cố định là 5,5x và trường nhìn rộng 6°. Nó có thể hoạt động ở chế độ thụ động hoặc chủ động. Ở chế độ chủ động, nó phải hoạt động song song với đèn hồng ngoại L-2 "Luna", cho phép xạ thủ xác định mục tiêu xe tăng ở khoảng cách 800 mét, tuy là không rõ ràng, nhưng không kém hơn các xe tăng phương Tây cùng thời. Trong chế độ thụ động, nó có thể xác định mục tiêu xe tăng ở khoảng cách 400 mét trong điều kiện đêm tối có độ sáng không nhỏ hơn 0,005 lux.
Kính ngắm đêm dùng đèn hồng ngoại là công nghệ mới, rất hiện đại trong thập niên 1950 - 1960, giúp các xe tăng T-54/55 thể hiện khả năng tác chiến tốt hơn xe tăng phương Tây vào ban đêm. Khi tác chiến ban đêm, các kíp lái xe tăng Centurion (Anh) và M48 Patton (Mỹ) thời đó chỉ có thể dựa vào đạn vạch sáng và đèn pha. Dùng đèn pha thì sẽ bị lộ vị trí xe tăng, còn đạn vạch sáng thì thường không chiếu sáng đủ lâu để quan sát thấy đối phương. T-54/55 có kính nhìn đêm sử dụng đèn hồng ngoại nên không gặp vấn đề đó.
T-54 thiếu một máy đo khoảng cách chuyên dụng như M48 Patton, khiến việc bắn đạn nổ (HE hoặc HEAT) trở nên thiếu chính xác (điểm rơi của đạn ở trước hoặc sau mục tiêu). Nguyên nhân không phải là do Liên Xô không chế tạo được thiết bị này, mà đây là biện pháp có chủ đích để làm giảm chi phí chế tạo, bởi theo học thuyết tác chiến chiều sâu của Liên Xô thời kỳ đó, T-54 là vũ khí tiến công cơ động, tác chiến trực diện ở cự ly trung bình nên không cần máy đo khoảng cách quang học lập thể. Mặt khác, máy đo khoảng cách thời đó dùng công nghệ quang học lập thể (như loại M17 trên xe tăng M48 Patton của Mỹ), muốn sử dụng thì xe bắt buộc phải đứng yên, điều này trái ngược với chiến thuật tiêu chuẩn của xe tăng là phải di chuyển liên tục để tránh bị đối phương ngắm bắn), do vậy nó thích hợp hơn với các vũ khí chuyên về phục kích, tác chiến từ xa như pháo tự hành chống tăng (những loại pháo tự hành chống tăng của Liên Xô thời đó như SU-122-54 hoặc Object-268 thì đều có máy đo khoảng cách quang học lập thể gắn trên vòm chỉ huy).
Tới thập niên 1970, khi pháo tự hành chống tăng trở nên lỗi thời (bởi tên lửa chống tăng) thì T-54/55 đã được trang bị máy đo khoảng cách bằng laser. Phiên bản T-55A được trang bị máy đo khoảng cách bằng laser KTD-1 vào năm 1974. KTD-1 có khoảng cách đo tối đa là 4000 mét và tối thiểu là 400 mét, biên độ sai số tối đa trong phép đo là 20 mét. Tuy còn những thiếu sót (việc nhập cự ly, tính toán đường đạn phải làm thủ công), KTD-1 vẫn là công nghệ rất hiện đại vào thời điểm đó. Thứ tốt nhất mà xe tăng của Đức có vào lúc đó là máy đo khoảng cách quang học lập thể EMES 12A1 trên mẫu Leopard 1A4 vào năm 1974. Sự hiện diện của máy đo xa laser cải thiện độ chính xác của xe tăng khi bắn phạm vi trung bình, và tăng mạnh độ chính xác khi bắn vào các mục tiêu ở khoảng cách lớn hơn 1 km.

#### Bộ ổn định nòng pháo
Được giới thiệu trên chiếc T-54A vào năm 1954, bộ ổn định nòng pháo STP-1 cho khẩu D-10TG 100mm làm cho chiếc T-54 trở thành chiếc xe tăng thứ hai trên thế giới có được bộ ổn định nòng, sau chiếc xe tăng Centurion MK-3 của Anh (nó có một hệ thống ổn định hai mặt phẳng tiên tiến vào năm 1948).

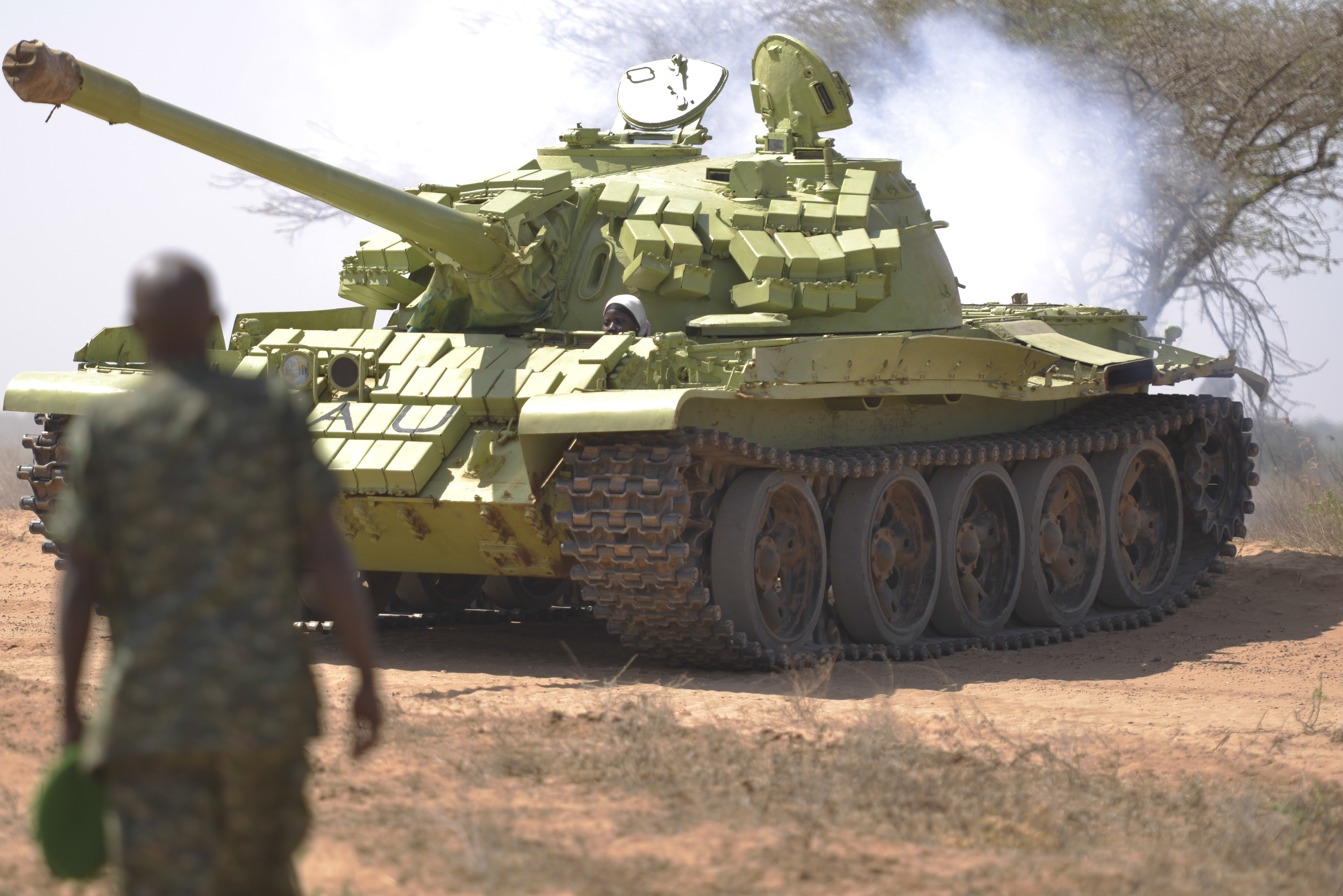
T-55 của Uganda năm 2014

Tuy nhiên, STP-1 chỉ có chức năng ổn định theo chiều dọc. Mùa hè năm 1954, Nhà máy số 183 tại Kharkov thử nghiệm thành công bộ ổn định nòng 2 chiều, đã cải thiện tỷ lệ bắn trúng ở phát bắn đầu tiên cao hơn 2 lần và tốc độ ngắm bắn giảm 1,5 lần. Tuy nhiên, bộ ổn định hai chiều tiên tiến chưa thể được sản xuất trên quy mô lớn. Kết quả là, STP-1 được sản xuất hàng loạt vào năm 1954 như một giải pháp tình thế. Tới năm 1956, bộ ổn định hai chiều STP-2 "Tsyklon" đã được giới thiệu cho T-54B cùng pháo D-10T2S.
Hệ thống ổn định hai trục là thiết bị rất tiên tiến so với xe tăng phương Tây vào thời điểm đó, chỉ có xe tăng Centurion của Anh là có hệ thống tương tự. Xe tăng M60A1 chỉ có được một bộ ổn định nòng hai trục vào năm 1972 dưới dạng hệ thống AOS (Add-On Stabilizer), thậm chí hệ thống AOS này có một loạt các vấn đề, bao gồm việc đôi khi tháp pháo quay không kiểm soát được. Leopard 1 của Đức chỉ có hệ thống ổn định mặt phẳng hai trục Cadillac-Gage vào năm 1970 với bản nâng cấp Leopard 1A1.
Trong thời gian cuối những năm 1950, gần như tất cả xe tăng T-54 obr. 1949 (được sản xuất từ 1949 đến 1951) và T-54 obr. 1951 (được sản xuất từ năm 1952 đến năm 1954) đã trải qua một chương trình hiện đại hóa để cải thiện khả năng chiến đấu tới cấp độ của T-54B. Tất cả các phiên bản T-55 cũng có bộ ổn định nòng hai chiều (two-plane) chứ không chỉ có bộ ổn định dọc như T-54 đời đầu.
Độ chính xác của STP-2 "Tsyklon" được báo cáo là 1,0 mil theo chiều dọc, và 1,5 mils theo chiều ngang, nghĩa là độ lệch trung bình là 1 mét theo chiều ngang và 1,5 mét theo chiều đứng ở cự ly 1 km. Nó cung cấp sự cải thiện khá lớn về độ chính xác khi bắn. Khi tiếp cận mục tiêu ở khoảng cách 800 - 1200 mét và di chuyển theo đường thẳng, tỷ lệ bắn trúng đã tăng 5,25 lần, tỷ lệ bắn trúng trong khi di chuyển ở một góc 15 độ so với mục tiêu đã được cải thiện 4 lần. Tóm lại, "Zarya" cho phép T-54/55 bắn trúng các mục tiêu kích thước xe tăng từ tầm ngắn đến trung bình với độ chính xác hợp lý ở tốc độ từ 12 đến 25 km/h và nâng cao tỷ lệ bắn trúng ở cự ly xa hơn.

#### Các nâng cấp
Phiên bản nâng cấp toàn diện T-55AM được giới thiệu vào năm 1983 đã được trang bị hệ thống điều khiển hỏa lực tự động "Volna". Tất cả các thành phần điều khiển bắn ban đầu của T-54/55 đã được thay thế và một số công nghệ mới đã được bổ sung, bao gồm:

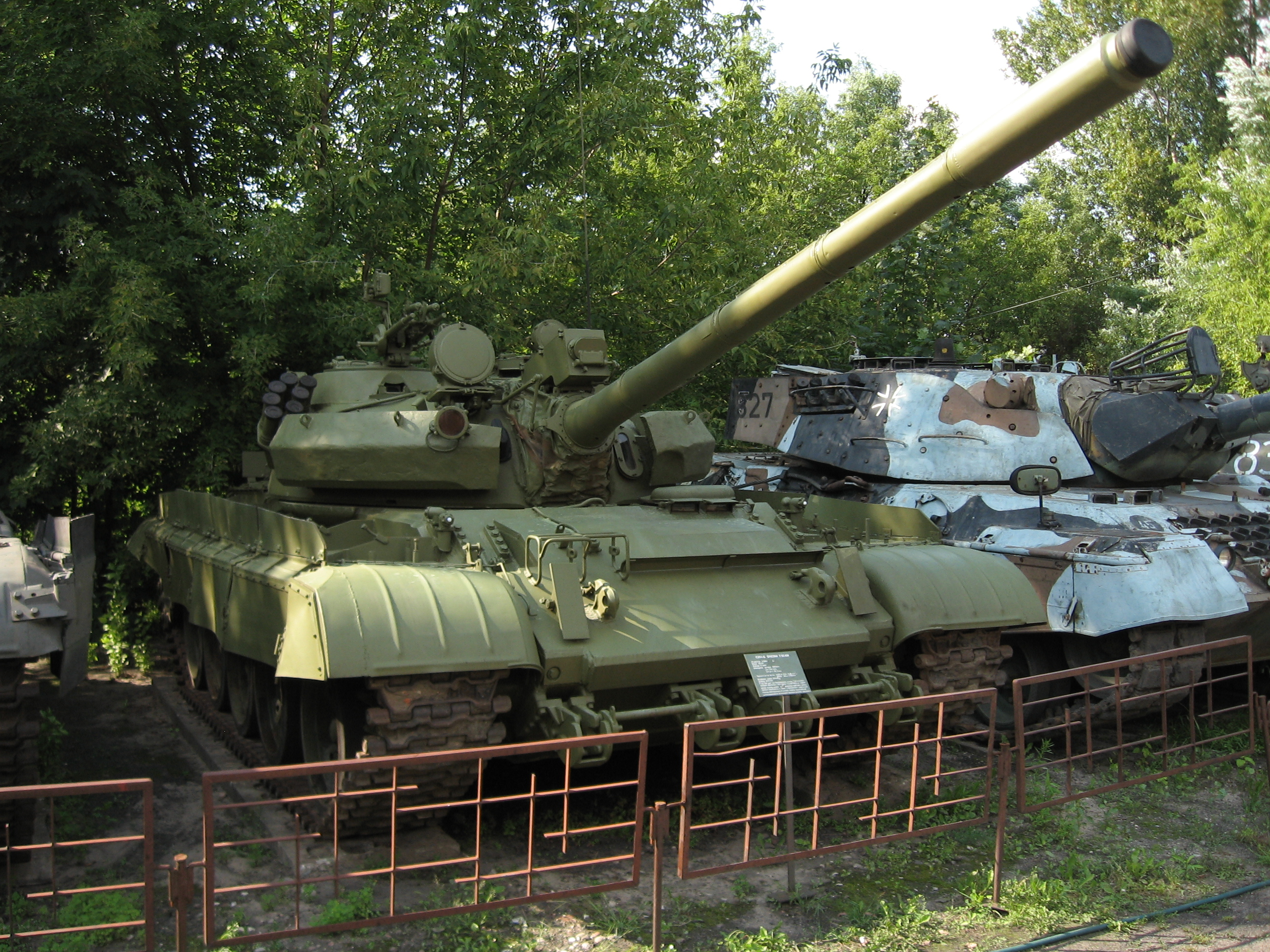
T-55AM

- Kính ngắm TShSM-32PV kiểu mới, kết nối với bộ ổn định nòng hai chiều được cải tiến, chính xác hơn nhiều so với bộ ổn định trên T-54/55 và T-62 đời đầu.
- Kính ngắm đêm 1K13-2 (thay thế kính ngắm TPN-1-22-11) có thể dùng để điều khiển tên lửa chống tăng phóng qua pháo 100mm, có độ phóng đại tối đa là 8x ở chế độ ban ngày và 5,5x ở chế độ ban đêm. Ở chế độ ban đêm, 1K13-2 có hai chế độ: thụ động và chủ động, cả hai đều hoạt động với độ phóng đại 5,5x. Trong chế độ thụ động, nó có thể xác định mục tiêu xe tăng ở khoảng cách 800 mét trong điều kiện đêm tối có độ sáng không nhỏ hơn 0,005 lux. Ở chế độ chủ động với ánh sáng từ đèn hồng ngoại L-2G Luna, cự ly này là 1100 mét.
- Bộ đo xa laser KTD-2 có giao diện hiện đại hơn, bao gồm bảng điện tử hiển thị kết quả đo xa.

Tuy nhiên, T-55AM vẫn không được trang bị cảm biến áp suất gió, nhiệt độ, áp suất không khí, nhiệt độ buồng súng hoặc hệ thống ghi âm điện tử để tự động tính toán hao mòn nòng pháo. Vào thời đó, đây là những thiết bị đắt tiền chỉ được trang bị cho dòng xe cao cấp T-80. Nhìn chung, hệ thống "Volna" không không phải là một sản phẩm tiên tiến vào những năm 1980, nó không vượt trội hơn chiếc Leopard 1A4 (được chế tạo từ năm 1974 đến năm 1976) hoặc các loại xe tăng hiện đại vào đầu thập niên 1980. Thay vào đó, Volna là một biện pháp với chi phí thấp để nâng cao khả năng bắn chính xác của một chiếc T-54/55 cũ lên gần bằng mức của T-72B, và nó hoàn toàn thành công trong mục đích này.
Đến đầu thế kỷ XXI, nhiều quốc gia đã cho ra mắt nhiều gói nâng cấp hệ thống điều khiển hỏa lực (FCS) cho T-54/55, áp dụng nhiều công nghệ mới, ví dụ như El-Op Red Tiger của Israel, hệ thống điều khiển hỏa lực Matador, ống nhòm NobelTech T-series của Thuỵ Điển, Atlas MOLF của Đức, SUV-T55A FCS của Nam Tư, Marconi Digital FCS của Anh, SABCA Titan của Bỉ,... Một trong những hệ thống tốt nhất là EFCS-3 của Slovenia được tích hợp với FCS. Rất nhiều kiểu ống ngắm nhiệt khác cũng có thể được trang bị, gồm cả ống ngắm Nga/Pháp ALIS và Namut-type của hãng Peleng (Belarus). Có nhiều kiểu ống ngắm nhiệt có thể được trang bị cho phép phóng ATGM vào buổi tối.

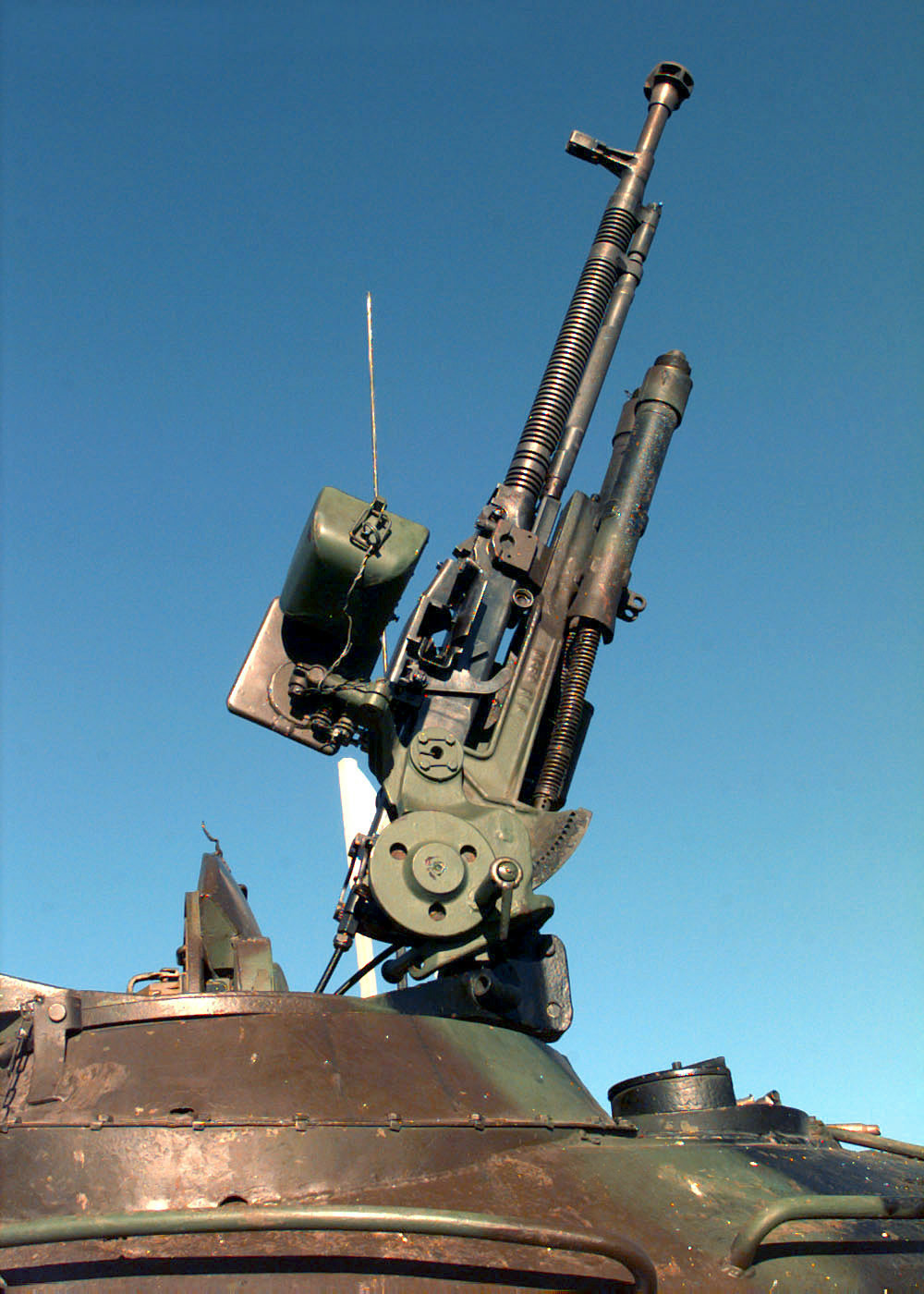
DShKM trên T-55

### Hỏa lực
T-54 được trang bị pháo rãnh xoắn 100mm mẫu D-10T. D-10T nặng 1.950 kg, áp suất buồng đốt tối đa là 289 MPa. Pháo có thể đạt góc nâng lên cao 16,5° hoặc hạ xuống 5°. Nó mạnh hơn các khẩu pháo M3A1 90mm của xe tăng M48 Patton và pháo 20 pounder (84mm) của xe tăng Centurion. Năm 1958, xe tăng T-55 được giới thiệu với pháo cải tiến D-10T2S.
Pháo D-10T có 2 hạn chế: không có bầu hút khói (bore evacuator, có chức năng ngăn khói thuốc phóng bay ngược lại khoang lái) và để thay thế nòng thì cần phải nhấc tháp pháo khỏi vòng tháp pháo và kéo toàn bộ cụm pháo ra phía sau. Dù sao thì những hạn chế đó cũng là điểm chung của hầu hết các loại pháo tăng thập niên 1950.
Tất cả các biến thể T-54 được sản xuất giữa năm 1947 và 1958 chỉ có thể mang theo 34 viên đạn pháo. Đến phiên bản T-55, cơ số đạn cho pháo chính được nâng lên 43 viên.
Hướng dẫn sử dụng cho xe tăng T-55A (phiên bản có bộ ổn định nòng pháo) cho biết tốc độ bắn khi xe đứng yên là 7 phát/phút và tốc độ bắn khi xe di chuyển là 4 phát/phút.
Ngoài pháo chính, bản gốc T-54-1 có một súng máy đồng trục 7,62mm, cùng 1 đại liên DShK 12,7mm gắn trên nóc xe để phòng không hoặc bắn bộ binh địch, thuộc quyền sử dụng của pháo thủ. Tuy nhiên, một số phiên bản T-54/55 đã loại bỏ khẩu 12,7mm. Trong một số phiên bản T-54/55 cải tiến từ thập niên 1990, đại liên 12,7mm có thể được gắn hệ thống điều khiển từ xa ở trong xe (đây là công nghệ mới áp dụng kể từ T-64), nhờ vậy có thể được xạ thủ ngắm bắn khi đang ngồi phía trong xe tăng mà không cần phải nhô người ra ngoài tháp pháo, giúp giảm khả năng thương vong cho xạ thủ.

### Đạn pháo

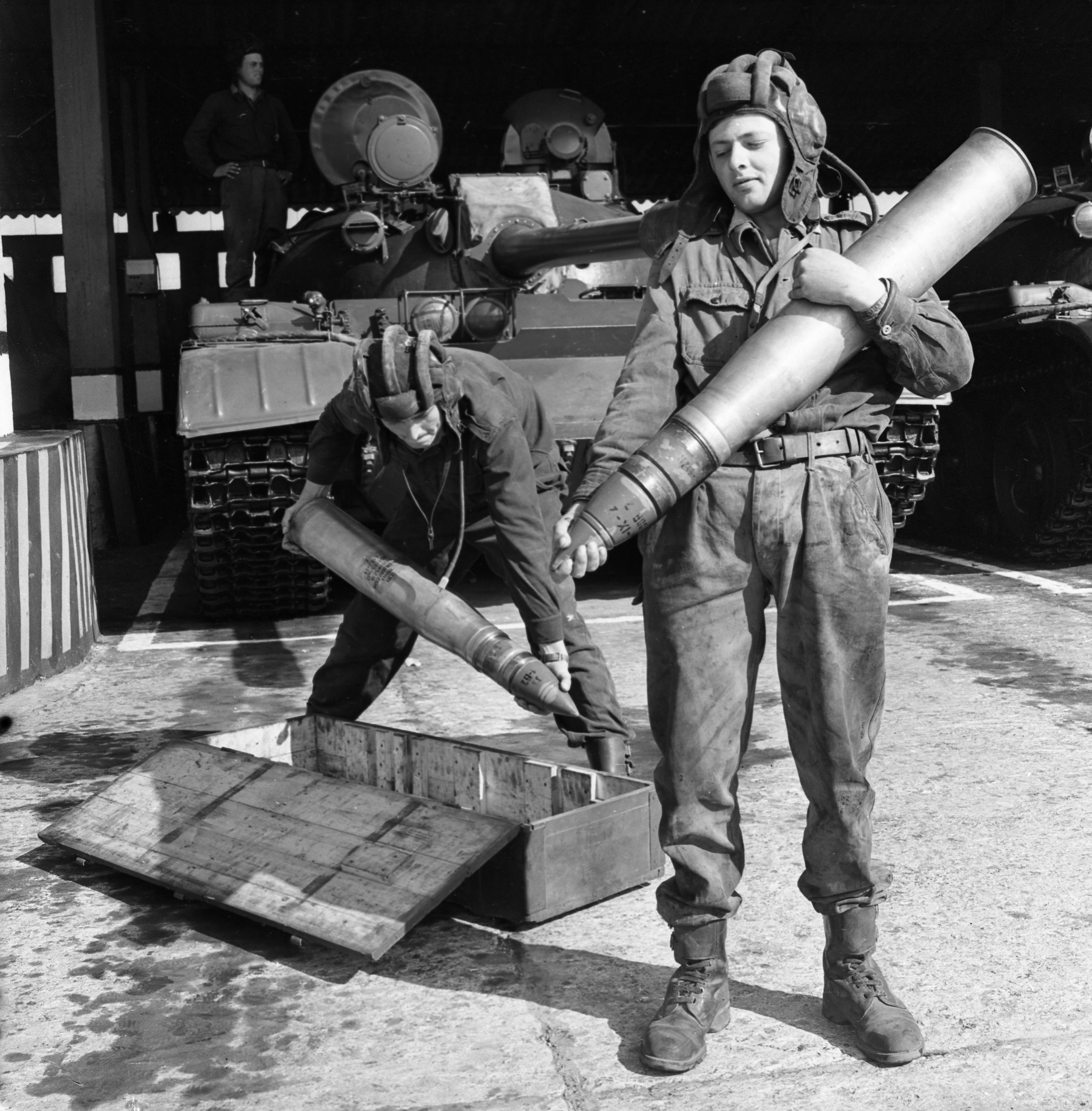
Nạp đạn cho T-55, Hungary năm 1971

Khi chiếc T-54 được đưa vào phục vụ trong Hồng quân, chỉ có hai loại đạn xuyên giáp có sẵn cho nó: BR-412 AP và BR-412B APBC. BR-412B được chính thức ra mắt vào khoảng năm 1946 (dường như nó đã được sản xuất vào đầu năm 1945) như một phiên bản sửa đổi của BR-412, có mũi cùn và mũ đạn để duy trì mũi nhọn khí động học. Đạn nặng 30,1 kg, sơ tốc 895 m/s.
Theo cách tính của Mỹ (tỷ lệ xuyên 50%, thép mục tiêu có độ cứng khoảng 200 BHN), với góc chạm 0°, BR-412B có độ xuyên:
- 235mm thép ở cự ly 100 mét,
- 226mm thép ở 500 mét,
- 185mm thép ở 1000 mét,
- 161mm thép ở 1500 mét,
- 141mm thép ở 2000 mét.

Theo cách tính của Liên Xô (tỷ lệ xuyên 80%, thép mục tiêu có độ cứng 250-350 BHN), các con số này là:
- 160mm thép ở cự ly 100 mét,
- 150mm thép ở 500 mét,
- 135mm thép ở 1000 mét,
- 125mm thép ở 1500 mét,
- 105mm thép ở 2000 mét.

BR-412B vượt trội rõ ràng so với đạn M318A1 APCBC cỡ 90mm của xe tăng Mỹ. Tuy nhiên, T-54 không được cấp phát đại trà đạn xuyên giáp cao cấp HVAP, mặc dù đạn HVAP BR-412P 100mm đã được sản xuất với một số lượng nhỏ (do giá thành đạn HVAP rất cao, nên có lẽ Liên Xô chỉ sản xuất số lượng lớn nếu xảy ra chiến tranh).
Vào năm 1953, BR-412B được thay thế bởi đạn BR-412D. Cả BR-412B và BR-412D tiếp tục được sử dụng song song trong một thời gian (một số quốc gia đồng minh cũ của Liên Xô thì vẫn sử dụng đạn BR-412B vào những năm 2000). Đạn nặng 30,4 kg, sơ tốc 887 m/s. Theo cách tính của Liên Xô (tỷ lệ xuyên 80%, thép mục tiêu có độ cứng 250-350 BHN), sức xuyên giáp là:
- 200mm thép ở cự ly 100 mét,
- 185mm thép ở 500 mét,
- 170mm thép ở 1000 mét,
- 155mm thép ở 1500 mét,
- 125mm thép ở 2000 mét.

Nhìn chung, BR-412D cải thiện sức xuyên giáp 20% so với BR-412B. Theo những con số này, BR-412D có khả năng xuyên giáp phía trước của Leopard 1 ở khoảng cách 1500 mét. Đối với M48 Patton, BR-412D có thể bắn xuyên mặt trước tháp pháo ở khoảng cách 1800 mét, hoặc xuyên mặt trước thân xe ở khoảng cách 500 mét.
Năm 1967, đạn 3BM8 APDS cho pháo D-10T đi vào hoạt động. Việc phát triển đạn pháo chống tăng của Liên Xô rất bất thường khi đạn APFSDS đi vào phục vụ trước đạn APDS. Đạn nặng 20,9 kg, trong đó thanh xuyên nặng 4,13 kg làm bằng tungsten, sơ tốc 1415 m/s. Ở cự ly 2000 mét, đạn có độ xuyên 190mm thép ở góc chạm 0° hoặc 80mm ở góc chạm 60°.
Sau đó, đạn 3BM8 được thay thế bằng đạn 3BM20 APFSDS, nó có một lõi hỗn hợp thép - carbon wolfram trong cùng một thiết kế như đạn 115mm 3BM3. Thiết kế của mũ xuyên giáp 3BM20 cho hiệu năng vượt trội với mục tiêu nghiêng so với đạn 3BM8 APDS. Ở cự ly 2000 mét, đạn có độ xuyên 240mm thép ở góc chạm 0° hoặc 110mm ở góc chạm 60°.
Sau đó là loại đạn 3BM25 "Izomer" được chế tạo năm 1976 (kế hoạch hiện đại hóa đạn dược cho xe tăng đã được ban hành vào năm 1972 và dẫn đến việc tạo ra các loại đạn 3BM25 "Izomer" cỡ 100mm cho T-54/55, 3BM21 "Zastup" cỡ 115mm cho pháo U-5TS trên T-62 và 3BM22 "Zakolka" cho pháo 125mm D-81T trên T-64, T-72). Ở cự ly 1000 mét, đạn có độ xuyên 320mm thép ở góc chạm 0°. Ở cự ly 2.000 mét, đạn có độ xuyên 300mm thép ở góc chạm 0° hoặc 140mm ở góc chạm 60°. Đây là loại đạn APFSDS cuối cùng được Liên Xô phát triển cho T-54/55 trước khi nó được rút khỏi phục vụ.

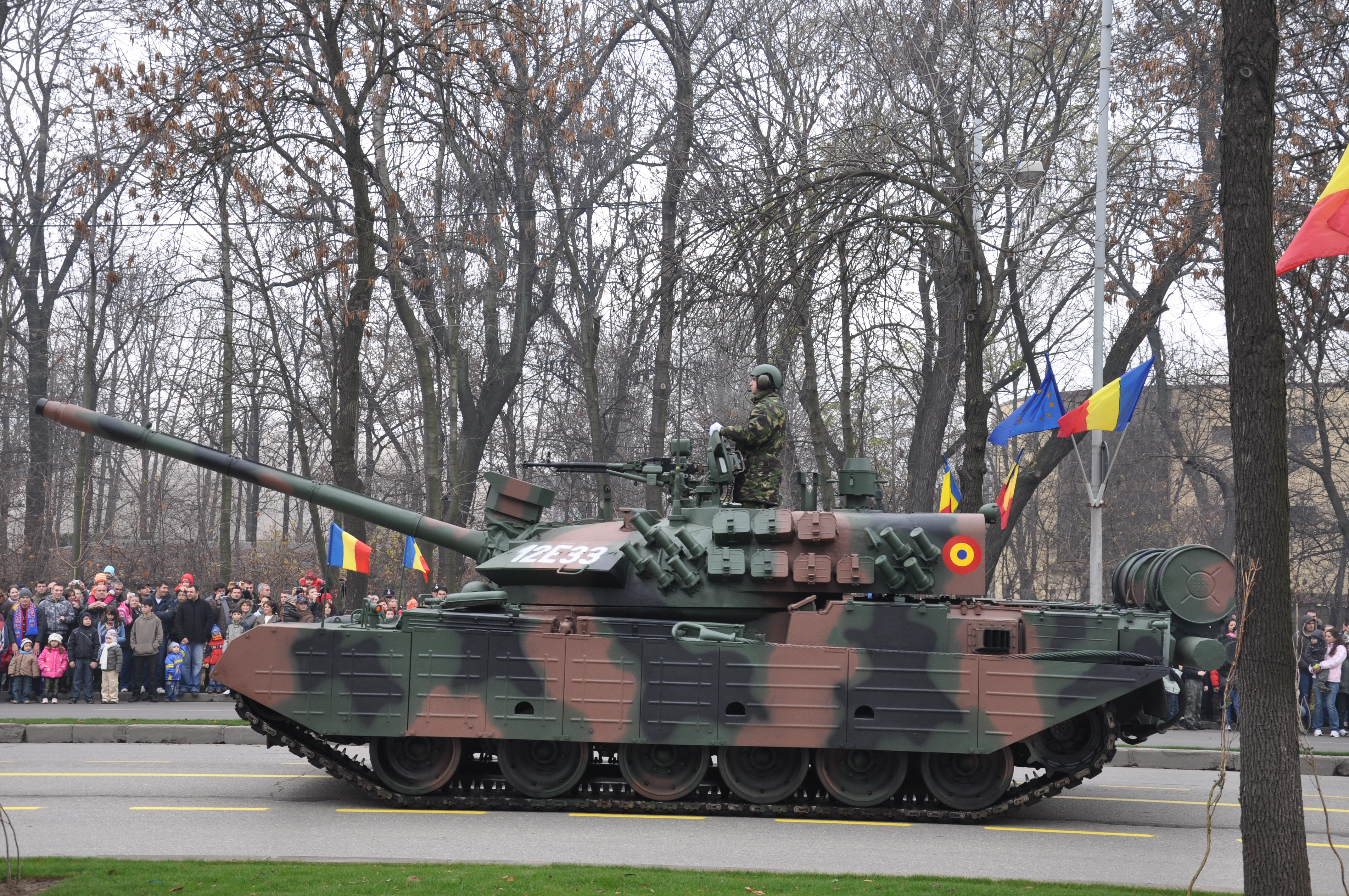
Phiên bản cải tiến TR-85M1 của Rumani năm 2009

Do T-54/55 đã được Liên Xô rút khỏi phục vụ vào cuối thập niên 1980, nên đạn pháo của nó đã lâu không có cải tiến. Theo thời gian, uy lực của pháo chính trên T-54/55 bị đánh giá không còn hiệu quả khi đối đầu những dòng xe tăng hiện đại, kém xa các loại pháo tiên tiến cỡ 125mm trên T-64/72/80/90, hay pháo 120mm tiêu chuẩn NATO. Nhưng số lượng T-54/55 đang hoạt động trong quân đội các nước ở châu Á, châu Phi vẫn rất lớn, nên một số nước đã nghiên cứu loại đạn xuyên động năng thế hệ mới cỡ 100mm để xuất khẩu cho các nước vẫn đang duy trì hoạt động của T-54/55.
- Công ty Mecar SA của Bỉ đã giới thiệu đạn xuyên động năng M1000A1 cỡ 100mm. Loại đạn này nặng 21 kg, trong đó lõi xuyên bằng hợp kim tungsten nặng 5 kg được đẩy đi bởi 8 kg thuốc súng, cho sơ tốc đầu nòng 1475 m/s, có thể xuyên thủng được 380 mm giáp đồng nhất (RHA) từ cự ly 2000 mét ở góc chạm 0°.[8]
- Hoặc công ty Aeroteh SA của Rumani đã liên doanh với Israel để chế tạo loại đạn BM-421 SG, ở góc chạm 0°, nó có thể xuyên thủng được 444 mm RHA từ cự ly 500 mét, 425 mm RHA từ cự ly 1000 mét và 328 mm RHA từ cự ly 2000 mét.

Về đạn nổ lõm (HEAT), T-54/55 được trang bị đạn BK-5M ra đời năm 1961, có sức xuyên 390mm thép (không phụ thuộc vào khoảng cách). Sức xuyên này đủ để xuyên thủng giáp trước của hầu hết các loại xe tăng thời kỳ đó như M48 Patton của Mỹ, Centurion của Anh, hoặc Leopard 1 của Đức (thời điểm đó chỉ có T-64 của chính Liên Xô mới có giáp trước chịu được BK-5M). Tuy nhiên ở thập niên 1960, việc thiếu thiết bị đo khoảng cách khiến độ chính xác của đạn HEAT kém hơn nhiều so với đạn APFSDS, nên BK-5M thường chỉ dùng để tấn công mục tiêu đứng yên hoặc ở gần (dưới 1000 mét) chứ ít khi dùng để hạ mục tiêu di động ở xa.

### Khả năng bảo vệ
Ở thời điểm ra đời, T-54 là một thiết kế rất thành công. So với T-34/85, T-54 có vỏ giáp trước dày hơn 2,2 lần (200mm so với 90mm), pháo chính 100mm mạnh hơn 1,5 lần so với pháo 85mm của T-34/85, trong khi đó trọng lượng xe không cao hơn đáng kể (36 tấn so với 32 tấn). So với đối thủ là M47 Patton và M48 Patton của Mỹ, T-54 nhẹ hơn rất nhiều (M48 nặng tới 50 tấn) trong khi vỏ giáp thì nhỉnh hơn và hỏa lực thì mạnh hơn (M48 chỉ trang bị pháo 90mm). Kích thước nhỏ gọn của xe cũng khiến T-54 trở thành mục tiêu khó bị bắn trúng hơn so với M48. Ngoài ra, mặt trước thân xe của T-54 được làm bằng thép hàn, có độ vững chắc tốt hơn so với mặt trước thân xe của M47 Patton được làm bằng thép đúc, dù độ dày danh nghĩa là như nhau (thử nghiệm của Nam Tư đã xác nhận điều này).

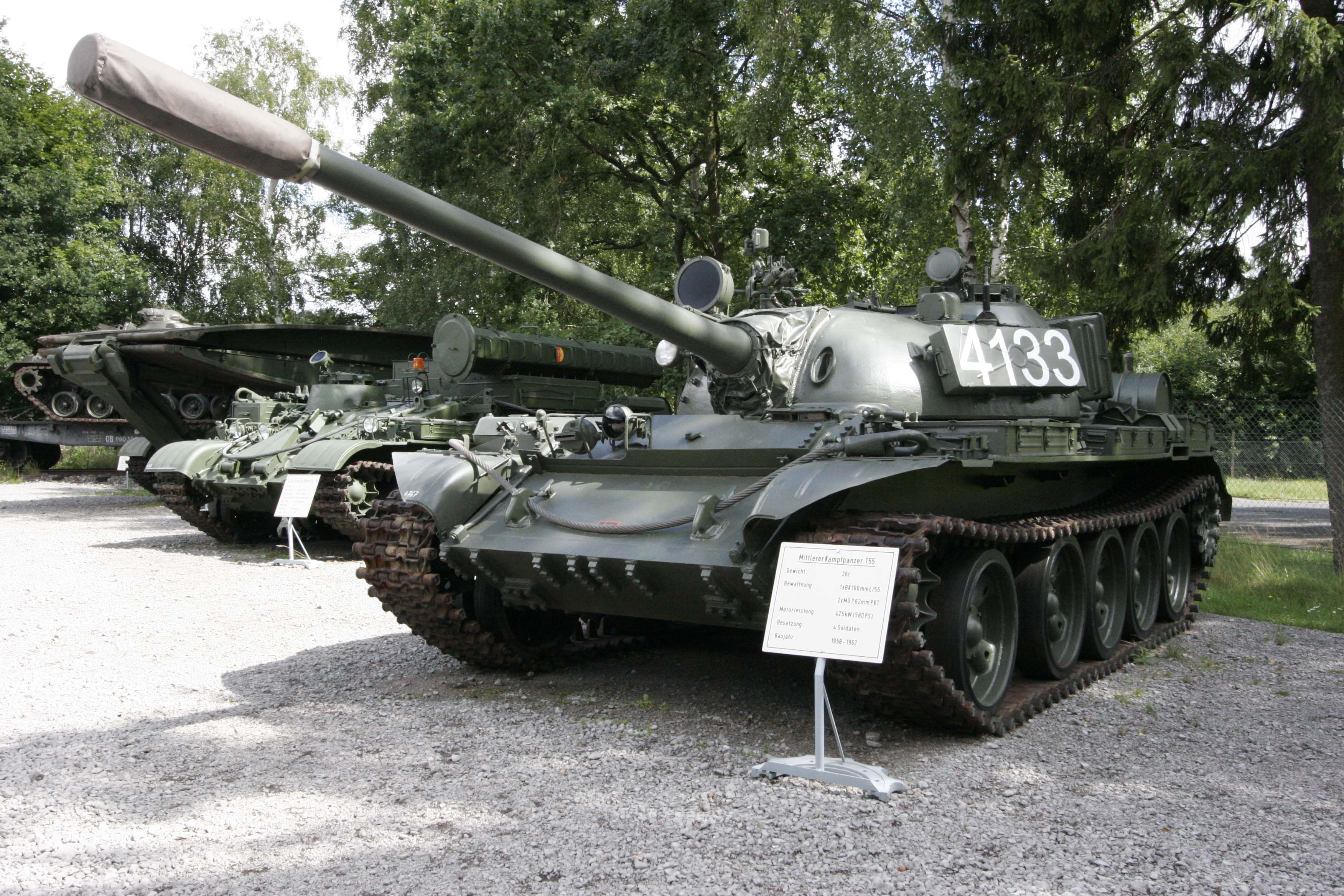
Xe tăng T-55A

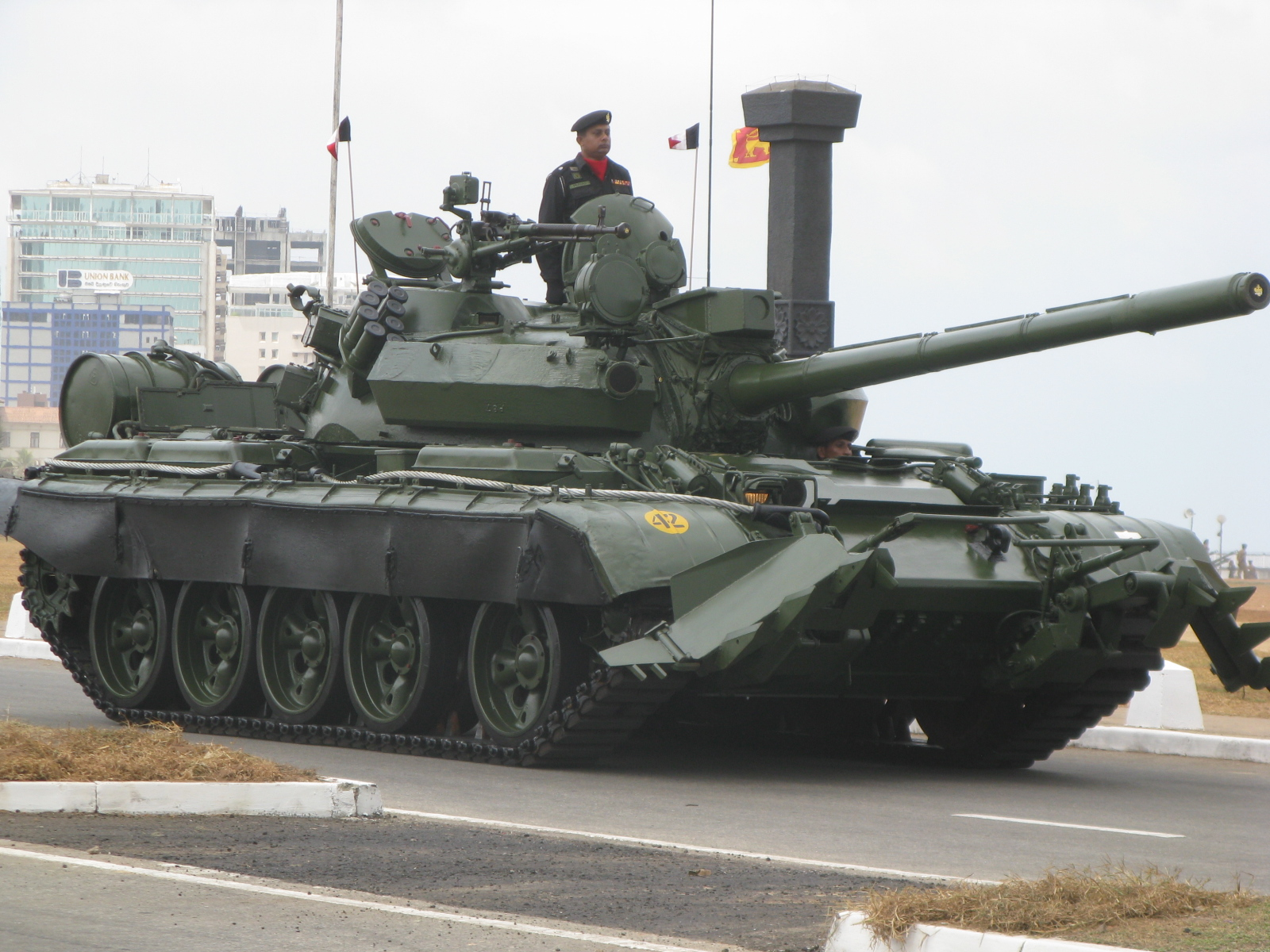
T-55AM2 của Sri Lanka với giáp yếm BDD phía trước tháp pháo

Nhìn chung, T-54 có thể được coi là là ngang bằng với xe tăng M60 Patton về vỏ giáp thân xe (trong khi M60 ra đời sau 10 năm và nặng hơn 10 tấn).
Trong thử nghiệm của Nam Tư, mặt trước của tháp pháo T-54 chỉ có thể bị xuyên thủng bởi đạn PzGr-39-1 APCBC bắn từ pháo KwK-43 88mm trên xe tăng Tiger II ở khoảng cách gần hơn 600 mét. Mặt trước thân xe là hoàn toàn không thể xuyên thủng, thậm chí từ 100 mét.
Một thử nghiệm với pháo 90mm M3A1 trang bị trên M47 Patton cho thấy vỏ giáp của T-54 là rất tốt theo tiêu chuẩn thời bấy giờ. Đạn 90mm T33 APBC hoàn toàn không thể xuyên thủng mặt trước tháp pháo T-54 ở bất kỳ phạm vi nào, phần phía trước của mặt bên tháp pháo chỉ có thể bị đánh bại ở phạm vi rất gần là 250 mét. Khi đạn T33 được bắn ra từ khẩu pháo M36 mới hơn trên M48 Patton, nó vẫn không thể xuyên thủng mặt trước thân xe, hoặc chỉ xuyên được mặt trước của tháp pháo T-54 ở khoảng cách ở 350 m, hoặc phần phía trước của mặt bên tháp pháo ở cự ly 850 m. Khi đấu với T-54, xe tăng M48 bắt buộc phải dùng đạn xuyên giáp cao cấp M304 APDS thì mới có thể xuyên được mặt trước tháp pháo T-54 ở cự ly 750 mét, hoặc xuyên được mặt trước thân xe ở cự ly 200 - 300 mét. Ngược lại, pháo 100mm của T-54 khi sử dụng đạn BR-412D APCBC có thể bắn xuyên giáp trước tháp pháo của M48 Patton ở cự ly 1.200 mét, xuyên được giáp trước thân xe ở cự ly 500 mét, và nếu sử dụng đạn BR-412D APCR thì cự ly tiêu diệt được M48 còn xa hơn nữa. Về sau, khi đạn 3BM-8 APDS ra đời (năm 1967) thì T-54 không gặp khó khăn trong việc bắn xuyên giáp trước xe tăng M60 ở cự ly 1000 mét.
Một số phiên bản T-54/55 cải tiến có mặt trước thân xe và hông tháp pháo được bổ sung lớp giáp yếm BDD tăng cường, làm tăng khả năng kháng chịu đạn nổ lõm chống tăng. Đây là một hình thức của áo giáp hộp NERA, bao gồm các tấm thép xen kẽ với các lớp vật liệu tổng hợp. Bộ giáp yếm BDD có tác dụng tương đương lớp thép dày 120mm khi chống đạn động năng hoặc 250mm thép khi chống đạn nổ lõm, nó giúp tăng cường khả năng bảo vệ T-54/55 lên gần bằng mức của T-72M, đồng thời cũng khiến trọng lượng của T-54/55 tăng lên 40 tấn. Sức kháng cự của giáp trước tháp pháo (gồm lớp giáp yếm BDD kết hợp với giáp xe) tương đương 330mm thép khi chống đạn động năng hoặc 450mm thép khi chống đạn nổ lõm, đủ để chống lại các loại đạn APFSDS 105mm đầu thập niên 1970 cũng như tăng đáng kể khả năng sống sót trước súng chống tăng bộ binh như M72 LAW và RPG-7.
Khi giáp phản ứng nổ Kontakt-1 ra đời vào đầu những năm 1980, một số chiếc T-54/55 được trang bị loại giáp này nhưng chỉ để đánh giá. Mỗi khối Kontakt-1 có thể làm giảm sức xuyên của đạn nổ lõm lên đến 55% ở góc chạm 0 độ, và lên đến 80% khi góc chạm ở 60 độ. Việc bổ sung Kontakt-1 sẽ làm cho T-54/55 chống lại được tất cả các loại súng và tên lửa chống tăng không có đầu đạn nối tiếp. Tuy nhiên, thay vì Kontakt-1, T-54/55 nâng cấp được Liên Xô trang bị chủ yếu là giáp yếm BDD, bởi giáp yếm rẻ hơn và dễ lắp đặt hơn, và bởi T-54/55 đã trở nên lỗi thời vào thời kỳ đó (giáp phản ứng nổ được ưu tiên cho các loại xe mới hơn là T-72 và T-80).
Sau này, khi giáp phản ứng nổ trở nên phổ biến, nhiều nước đã tự nâng cấp T-54/55 trong biên chế của họ bằng việc mua giáp phản ứng nổ để gắn lên xe. Để xuất khẩu, Nga tiến hành một số gói nâng cấp cho T-54/55. Tiêu biểu là T-55M5, là gói nâng cấp thiên về khả năng phòng thủ, xe được lắp đặt thêm giáp phản ứng nổ thế hệ 2 Kontakt-5 quanh mặt trước tháp pháo và mặt trước thân. Kontakt-5 có khả năng giảm 50% sức xuyên phá của đạn nổ lõm và giảm 25% độ xuyên phá của đạn xuyên giáp động năng. T-54/55 khi được gắn Kontakt-5 được cho là có thể chịu được đạn xuyên giáp động năng APFSDS cỡ 105mm ở cự ly 1500 mét, hoặc chịu được đạn nổ lõm (HEAT) cỡ 105mm từ mọi cự ly.
Một số nước cũng tự tìm cách nâng cấp vỏ giáp của T-54/44 với công nghệ nội địa. T-55 Enigma của Iraq là một trong số những nỗ lực nâng cấp đáng chú ý hồi những năm 1980. Những tấm giáp được kỹ sư Iraq thiết kế đặc biệt đã được gắn vào bên hông xe và phần tháp pháo. Những tấm giáp này có lõi gồm nhiều khe, mỗi khe được cấu thành từ những tấm thép, nhôm và cao su. Mỗi xe tăng T-55 Enigma có 32 khối giáp được lắp đặt thêm, trong đó 8 khối bảo vệ hai phần thân, hai khối lớn được sử dụng bảo vệ động cơ, 8 khối được sử dụng để bảo vệ tháp pháo và nhiều tấm cỡ nhỏ khác để bảo vệ những chi tiết quan trọng của chiếc xe tăng. Trọng lượng của T-55 Enigma lên tới 41 tấn so với nguyên bản 36 tấn. Những tấm giáp do Iraq tự chế có hiệu quả thấp hơn giáp yếm BDD và giáp phản ứng nổ của Liên Xô, nhưng vẫn có hiệu quả khá tốt khi chống đạn nổ lõm, đồng thời nó rất rẻ và dễ chế tạo. Trong chiến tranh Vùng Vịnh, T-55 Enigma thể hiện được khả năng sống sót rất tốt khi đối đầu với bộ binh Mỹ, những thứ vũ khí chống tăng bộ binh phổ biến của Mỹ thời bấy giờ thường bị vô hiệu hóa bởi các tấm giáp đặc biệt này. Có trường hợp 1 chiếc T-55 Enigma bị trúng tới 4 quả tên lửa chống tăng MILAN mà vẫn không bị phá hủy.
Tất cả các xe T-55 đều có hệ thống dò tìm bức xạ PAZ, và T-55A cũng có thiết bị chống bức xạ. Một số chiếc T-55 được trang bị một hệ thống bảo vệ tổng thể NBC (lọc không khí và áp suất). Một màn khói dày có thể được tạo ra bằng cách phun nhiên liệu diesel bay hơi vào một hệ thống hút khí để tạo ra những chùm khói trắng đục, giúp che khuất tầm nhìn của các thiết bị ngắm bắn quang học và ảnh nhiệt trên xe tăng địch. Một số phiên bản T-54/55 nâng cấp được trang bị hệ thống phóng lựu đạn khói, giúp tạo màn khói nhanh hơn.
Một số cải tiến khác có thể được trang bị thêm gồm một đáy vỏ được tăng cường chống mìn, động cơ tốt hơn, xích bằng các miếng cao su, và ống bọc cho súng.
Để đổi lấy khung thân nhỏ, vỏ giáp dày và tốc độ sản xuất nhanh (nhằm đáp ứng nhu cầu của chiến tranh tổng lực với cường độ tổn thất cực lớn), độ tiện nghi của T-54 kém hơn các xe của Mỹ (đặc điểm thường thấy của các xe tăng Liên Xô) và thiết kế của T-54 gây khó khăn cho việc nạp đạn. Theo đài Discovery của Mỹ, họ xếp T-54 vào hàng thứ 9 trong top 10 xe tăng thành công nhất trong lịch sử, với các tiêu chí được đánh giá: tốc độ sản xuất nhanh hàng đầu, hỏa lực và vỏ giáp khá tuy nhiên độ tiện nghi kém.

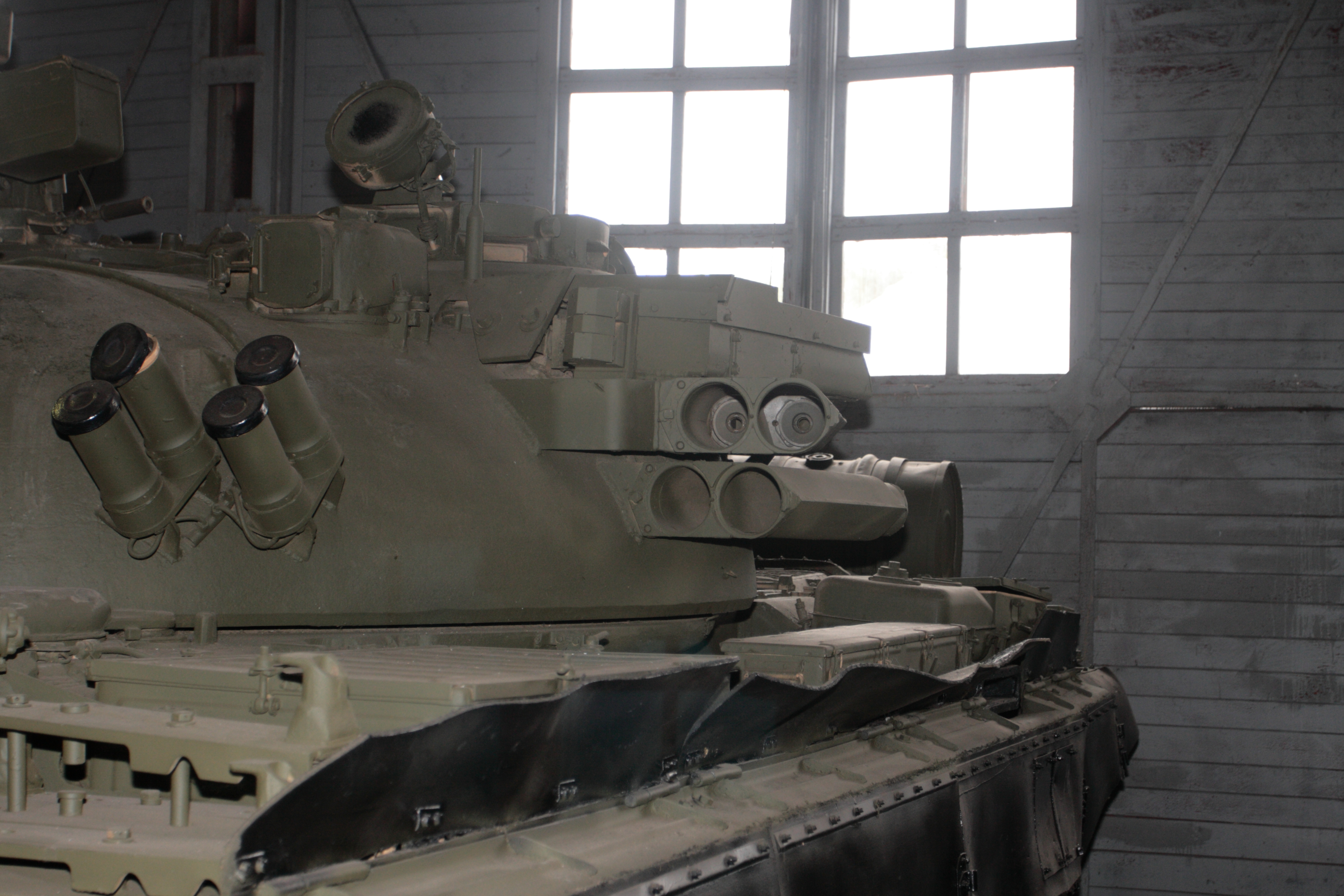
T-55AD với hệ thống "Drozd". Bảo tàng xe tăng Kubinka

Hệ thống bảo vệ hoạt động tích cực (APS) đầu tiên trên thế giới, được gọi là Drozd, được phát triển ở Liên Xô vào giữa những năm 1977 và 1982. Hệ thống này được lắp đặt trên khoảng 250 chiếc T-55A của cả hải quân và bộ binh (sau đó được đổi tên thành T-55AD) vào đầu những năm 1980, và được thiết kế để bảo vệ khỏi ATGM và súng chống tăng cá nhân loại như B40/B41. Nó sử dụng các cảm biến vi sóng radar đầu tiên ở mỗi bên tháp pháo để dò tìm đạn đang bay đến. Một máy lọc bên trong bộ xử lý radar được dùng để đảm bảo rằng hệ thống chỉ phản ứng lại với các mục tiêu đang bay ở tốc độ đặc trưng của ATGM. Những mục tiêu đó sẽ bị một hay nhiều rocket có mang các đầu đạn nhiều mảnh (giống với đạn súng cối), được phóng ra từ bốn ống được lắp ở mỗi bên tháp pháo.
Dù khá hiệu quả, nhưng Drozd dù sao vẫn là hệ thống đời đầu và vẫn còn nhiều thiếu sót. Drozd chỉ cung cấp sự bảo vệ hướng ra phía trước 60 độ ở phần tháp pháo, hai bên cạnh và phía sau có thể bị tấn công, để thay đổi hướng bảo vệ của hệ thống thì kíp lái phải quay tháp pháo. Radar của nó không thể xác định đe doạ ở nhiều mức góc nâng một cách thoả đáng, và các rocket phòng vệ có thể gây ra tổn hại với bộ binh đi theo ở 2 bên xe. Trong thập niên 1990, hệ thống này được thay thế bởi hệ thống ARENA tiên tiến hơn.

## Những hạn chế
T-55 được chế tạo hiệu quả để tiêu diệt xe tăng hạng trung của đối phương. Cơ số đạn cho pháo chính là 43 viên. Các thùng nhiên liệu bên ngoài làm cho xe rất dễ bị tổn hại, vì nó được bảo vệ bằng vỏ thép mỏng. T-55 có khả năng hạn chế trong việc hạ pháo chính, gây trở ngại cho xe trong việc bắn từ trên khu đất cao. Ở những phiên bản T-54 đầu tiên, ống ngắm của pháo thủ bị gắn với súng chính, không cho phép pháo thủ kiếm được các mục tiêu một cách nhanh chóng.
Mặc dù tháp pháo hình nửa quả trứng của T-55 có các tính chất tốt, nó cản trở điều kiện làm việc của kíp lái. Theo cùng một tiêu chuẩn, thiết bị kiểm soát của nó cũng còn thô thiển so với các thiết kế xe tăng sau này. Vũ khí và nhiên liệu được bố trí ở vị trí dễ bị nguy hiểm. Việc thiếu rổ tháp pháo làm cho việc nạp đạn khó khăn. Người lái, chỉ huy, và pháo thủ tất cả đều trên một hàng, do đó nếu xe bị trúng đạn thì khả năng thương vong cả tổ lái sẽ tăng lên.
Bởi tháp pháo nhỏ và thấp nên góc hạ nòng của T-54/55 thường thấp hơn so với xe tăng phương Tây. Các nhà thiết kế phương Tây cho rằng đây là nhược điểm, bởi xe tăng sẽ không tận dụng được chiến thuật "Hull-Down" (nấp thân xe sau mô đất dốc, chỉ để hở nòng pháo) khi phòng thủ, khi ở địa hình cao hơn đối phương thì T-54 phải thò ra một phần thân xe để chiến đấu. Tuy nhiên, các nhà thiết kế Liên Xô không xem đây là một nhược điểm, bởi phương thức tác chiến chủ yếu của xe tăng không phải là phòng ngự mà là cơ động tấn công, tháp pháo nhỏ sẽ giúp giảm đáng kể xác suất trúng đạn khi tác chiến vận động. Nhiệm vụ ẩn nấp phòng ngự là của lực lượng pháo chống tăng chứ không phải của xe tăng, tuy nhiên nếu bắt buộc phải bố trí phòng thủ (vốn ít khi diễn ra) thì T-54/55 vẫn hoàn toàn có thể dùng lưỡi ủi đất (gắn trước thân xe) để tự đào hố ẩn nấp kiểu "Hull-Down" chỉ trong mấy phút.
T-55 không hoàn toàn kín không khí nên tổ lái có thể bị ảnh hưởng bởi vũ khí hóa học hay phóng xạ. Dù các thành viên kíp lái được bảo vệ khỏi bụi phóng xạ bởi một hệ thống lọc, họ bắt buộc phải đeo mặt nạ bảo vệ cá nhân và mặc đồ chống chất hoá học và sinh học. Xe tăng vì thế phải đi qua những vùng bị ô nhiễm nhanh chóng và sau đó lại phải được tẩy rửa trước khi hoạt động trở lại.
Xe tăng có thể được chế tạo kín nước để vượt qua chướng ngại nước với độ sâu lên đến 1,4m (5,5m với ống thông hơi). Tuy nhiên, có thể mất đến nửa giờ để chuẩn bị một đơn vị tăng trung bình để hoạt động được, và điểm vượt sông cũng cần được chuẩn bị.

## Sản xuất

### Liên Xô
Việc sản xuất T-54-1 lúc đầu khá chậm, vì chỉ có 3 chiếc được chế tạo vào năm 1946 và 22 chiếc vào năm 1947. 285 xe tăng T-54-1 được chế tạo vào năm 1948 bởi Nhà máy xe tăng Ural số 183 (Uralvagonzavod) của Stalin; sau đó nó đã thay thế hoàn toàn việc sản xuất T-44 tại Uralvagonzavod, và Nhà máy Diesel Kharkiv số 75(KhPZ). Việc sản xuất bị ngừng do chất lượng sản xuất kém và thường xuyên bị hỏng hóc. T-54-2 được đưa vào sản xuất năm 1949 tại nhà máy  sản xuất xe tăng Uralvagonzavod số 423 vào cuối năm 1950. Nó thay thế T-34 được sản xuất tại Nhà máy Omsk số 183 vào năm 1950. Năm 1951, hơn 800 chiếc T-54-2 được sản xuất. T-54-2 vẫn được sản xuất cho đến năm 1952. T-54A được sản xuất từ năm 1955 đến năm 1957. T-54B được sản xuất từ năm 1957 đến tháng 4 năm 1959.
| Năm       | T-54  | T-54A | T-54B | T-54 | T-54K | T-54BK | Tổng cộng |
| --------- | ----- | ----- | ----- | ---- | ----- | ------ | --------- |
| 1947      | 22    | -     | -     | -    | -     | -      | 22        |
| 1948      | 593   | -     | -     | -    | -     | -      | 593       |
| 1949      | 152   | -     | -     | -    | -     | -      | 152       |
| 1950      | 1007  | -     | -     | -    | -     | -      | 1007      |
| 1951      | 1566  | -     | -     | -    | -     | -      | 1566      |
| 1952      | 1854  | -     | -     | -    | -     | -      | 1854      |
| 1953      | 2000  | -     | -     | -    | -     | -      | 2000      |
| 1954      | 2276  | -     | -     | -    | -     | -      | 2276      |
| 1955      | 775   | 1820  | -     | -    | 50    | -      | 2645      |
| 1956      | -     | 1775  | -     | -    | 50    | -      | 1825      |
| 1957      | -     | 1007  | 850   | 18   | -     | 100    | 1975      |
| 1958      | -     | -     | 705   | 35   | -     | 80     | 820       |
| 1959      | -     | -     | 20    | 20   | -     | -      | 40        |
| Tổng cộng | 10245 | 4602  | 1575  | 73   | 100   | 180    | 16.775    |

Năm 1958, Liên Xô bắt đầu sản xuất hàng loạt xe tăng T-55 và các biến thể của nó tại Nhà máy số 75, Nhà máy số 183 và Nhà máy số 174, kéo dài đến năm 1979. Xe tăng chỉ huy T -55K bắt đầu được sản xuất từ năm 1959. Xe tăng phun lửa TO-55 (Ob'yekt 482) được sản xuất cho đến năm 1962. Qua nhiều năm sản xuất hàng loạt, chỉ tại nhà máy số 174, 13.032 xe tăng T-55, T-55K, T-55A và T-55AK đã được sản xuất. Theo báo cáo của các phương tiện truyền thông phương Tây, có tổng cộng hơn 20 nghìn xe T-55 thuộc các biến thể cải tiến khác nhau đã được sản xuất tại Liên Xô.
| Năm       | T-55 | T-55K | T-55 | T-55A | T-55A | T-55AK | Tổng cộng  |
| --------- | ---- | ----- | ---- | ----- | ----- | ------ | ---------- |
| 1958      | 610  | -     | -    | -     | -     | -      | 610        |
| 1959      | 1602 | 200   | -    | -     | -     | -      | 1802       |
| 1960      | 2174 | 100   | 20   | -     | -     | -      | 2294       |
| 1961      | 2225 | 50    | 20   | -     | -     | -      | 2295       |
| 1962      | 1626 | 50    | -    | -     | 20    | -      | 1696       |
| 1963      | 225  | 50    | -    | -     | 465   | -      | 740        |
| 1964      | -    | -     |      | 20    | 590   | 20     | 630        |
| 1965      | -    | -     |      | 30    | 436   | 4      | 470        |
| 1966      | -    | -     |      |       |       |        |            |
| 1967      | -    | -     |      |       |       |        |            |
| 1968      | -    | -     |      |       |       |        | 780        |
| 1969      | -    | -     |      |       |       |        | 800        |
| 1970      | -    | -     |      |       |       |        |            |
| 1971      | -    | -     |      |       |       |        |            |
| 1972      | -    | -     |      |       |       |        |            |
| 1973      | -    | -     |      |       |       |        |            |
| 1974      | -    | -     |      |       |       |        |            |
| 1975      | -    | -     |      |       |       |        |            |
| 1976      | -    | -     | -    |       |       |        |            |
| 1977      | -    | -     | -    |       |       |        |            |
| 1978      | -    | -     | -    |       |       |        |            |
| 1979      | -    | -     | -    |       |       |        |            |
| Tổng cộng | 8462 | 450   | 202  |       |       |        | hơn 13 287 |

Tổng cộng 35.000 xe tăng T-54-1, T-54-2, T-54 (T-54-3), T-54A, T-54B, T-54AK1, T-54AK2, T-54BK1 và T-54BK2 đã được được sản xuất từ năm 1946 đến 1958 và 27.500 xe tăng T-55, T-55A, T-55K1, T-55K2, T-55K3, T-55AK1, T-55AK2 và T-55AK3 được sản xuất từ năm 1955 đến 1981.

### Sản xuất tại nước ngoài

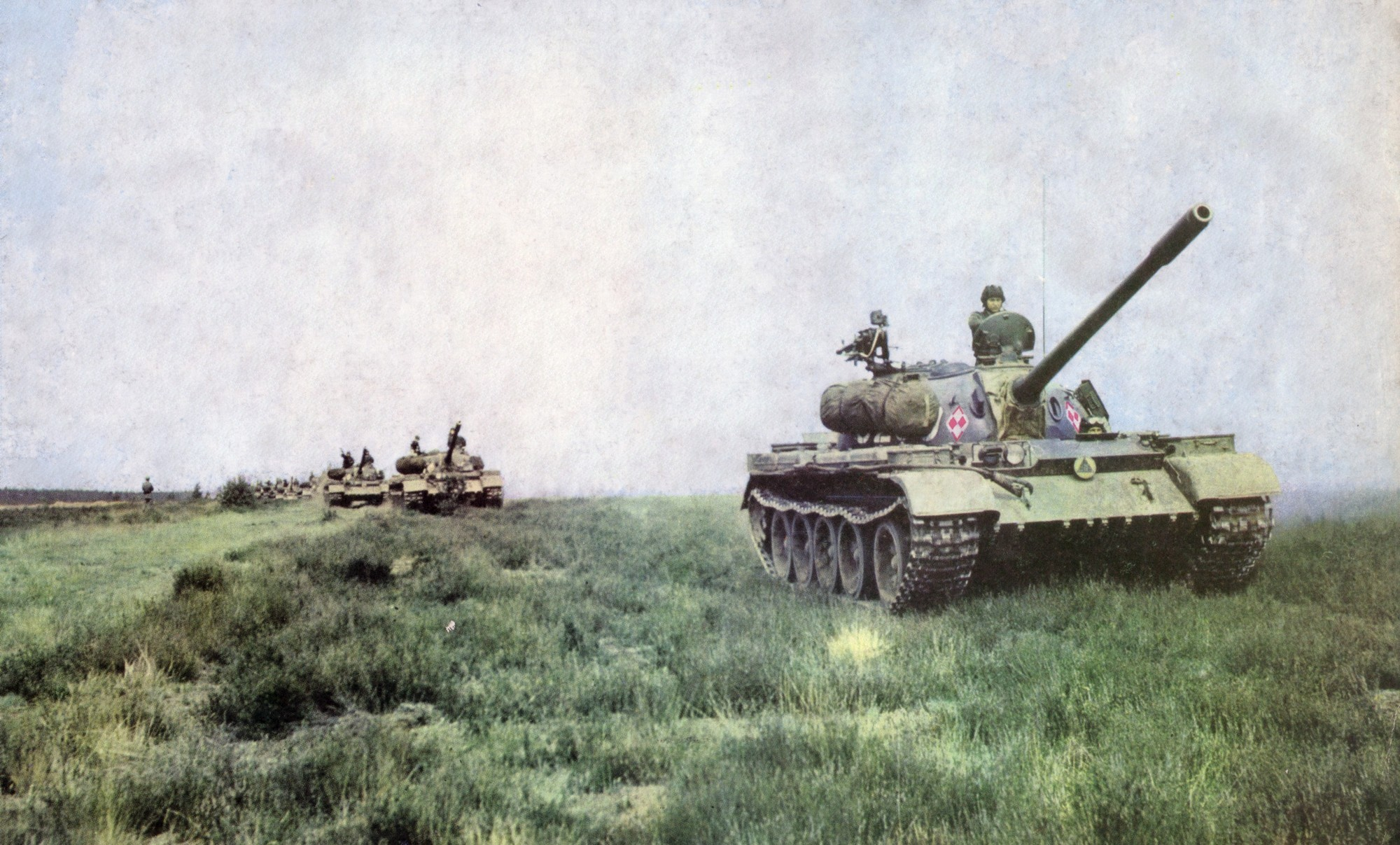
Những chiếc T-54AM của Ba Lan

#### Ba Lan
Ba Lan đã sản xuất 3.000 xe tăng T-54, T-54A, T-54AD và T-54AM từ năm 1954 đến năm 1964 và 7.000 xe tăng T-55 (từ năm 1964 đến năm 1978), T-55L, T-55AD-1 và T-55AD-2 (từ năm 1968 đến năm 1979).

#### Tiệp Khắc
Tiệp Khắc đã sản xuất 2.700 xe tăng T-54A, T-54AM, T-54AK, T-54AMK (từ năm 1957 đến năm 1966, trong đó có 1.800 chiếc T-54) và 8.300 xe tăng T-55 và T-55A (từ năm 1964 đến năm 1983; Trong đó có 1700 chiếc T-55, T-55A có lẽ được sản xuất từ năm 1968) được sản xuất theo giấy phép tại nhà máy ZTS ở Martin. Hầu hết trong số chúng được xuất khẩu.

#### Romania
400 chiếc T-55 được sản xuất dưới tên gọi TR-580 và TR-77 từ năm 1970 đến 1977.

#### Trung Quốc
Các xe tăng T-54A nhận được đã được sao chép và sản xuất dưới tên gọi Type 59.
Hơn 10.000 chiếc được sản xuất từ năm 1959 đến giữa những năm 1980.

#### Triều Tiên
300 xe tăng được lắp ráp từ các bộ xe tăng từ năm 1969 đến năm 1974.

## Lịch sử chiến đấu
T-54/55 là dòng xe tăng được Liên Xô sản xuất nhiều nhất, và đã tham gia vào rất nhiều các cuộc chiến tranh từ Việt Nam đến Trung Đông, Israel - Ả Rập, Ấn Độ - Pakistan, Afghanistan,..
- 1955–1975: Chiến tranh Việt Nam (Việt Nam Dân chủ Cộng hòa và Cộng hòa Miền Nam Việt Nam)
- 1956: Cách mạng Hungary năm 1956 (Liên Xô)
- 1961–1991: Xung đột Iraq - Kurd (Iraq và Peshmerga)
- 1966–1990: Chiến tranh biên giới Nam Phi (Angola)
- 1967: Chiến tranh sáu ngày (Ai Cập và Syria)
- 1968: Khối Warszawa tấn công Tiệp Khắc (Liên Xô và Ba Lan)
- 1970: Tháng 9 đen (Syria)
- 1971: Chiến tranh Ấn-Pakistan (Ấn Độ)
- 1973: Chiến tranh Yom Kippur (Ai Cập và Syria)
- 1974–1991: Nội chiến Ethiopia (Ethiopia)
- 1975–1990: Nội chiến Liban (quân chính phủ và dân quân Liban)
- 1975–1991: Chiến tranh Tây Sahara (Maroc và Polisario)
- 1975–2002: Nội chiến Angola (Angola và UNITA)
- 1977–1978: Chiến tranh Ogaden (Ethiopia, Somalia và Cuba)
- 1978–1987: Xung đột Chadian – Libya (Libya)
  - 1986–1987: Chiến tranh Toyota
- 1978: Chiến tranh Uganda-Tanzania (Uganda và Libya)
- 1978–1989: Chiến tranh Campuchia-Việt Nam (Việt Nam)
- 1979–1988: Chiến tranh Liên Xô-Afghanistan (Afghanistan và Liên Xô)
- 1979: Chiến tranh Rhodesian Bush (Rhodesia)
- 1980–1988: Chiến tranh Iran-Iraq (Iran và Iraq)
- 1982–1983: Chiến tranh Liban (Syria và PLO)
- 1983-2009: Nội chiến Sri Lanka (quân chính phủ Sri Lanka và LTTE)
- 1983-2005: Nội chiến Sudan lần thứ hai (quân chính phủ Sudan và SPLA)
- 1989: Cách mạng Romania (Romania)
- 1988–1993: Nội chiến Gruzia
  - 1991–1992: Chiến tranh Nam Ossetia (Gruzia)
  - 1992–1993: Chiến tranh Abkhazia (Gruzia và Abkhazia)
- 1990–1991: Chiến tranh vùng Vịnh (Iraq)
- 1991 – nay: Nội chiến Somali
- 1991–1995: Chiến tranh Nam Tư (Nam Tư)
  - 1991: Chiến tranh 10 ngày (Nam Tư)
  - 1991–1995: Chiến tranh giành độc lập Croatia (Nam Tư, Croatia và Cộng hòa Krajina của Serbia)
  - 1991–1995: Chiến tranh Bosnia (Bosnia và Herzegovina và Cộng hòa Srpska)
- 1994: Nội chiến Yemen
- 1997: Xung đột Campuchia (quân chính phủ Campuchia)
- 1998–1999: Chiến tranh Kosovo (Quân đội Nam Tư)
- 1998–2000: Chiến tranh Eritrean – Ethiopia (Eritrea và Ethiopia)
- 1998: Nội chiến Guinea-Bissau
- 2001 – 2021: Chiến tranh Afghanistan (2001 – 2021) (liên minh phương Bắc và Afghanistan)
- 2003 – nay: Chiến tranh Darfur (quân chính phủ Sudan)
- 2003–2011: Chiến tranh Iraq
  - 2003: Xâm lược Iraq (Iraq)
- 2005-2010: Nội chiến Chadian (Lực lượng chính phủ Chadian)
- 2008: Chiến tranh Nga-Gruzia (Abkhazia và Nam Ossetia)
- 2011: Nội chiến Libya (Chính phủ Gaddafi)
- 2011 – nay: Nội chiến Syria (quân chính phủ Syria, ISIS và phiến quân)
- 2011 – nay: Xung đột Sudan ở Nam Kordofan và Nile Xanh (lực lượng Chính phủ Sudan)
- 2012-2013: Cuộc nổi dậy M23 (Cộng hòa Dân chủ Congo và Phong trào 23 tháng 3)
- 2014-2017: Chiến tranh Iraq (Quân chính phủ Iraq, Peshmerga và ISIS)
- 2014 – nay: Nội chiến Libya (Quân đội quốc gia Libya và Chính phủ hiệp định quốc gia)
- 2014 – nay: Nội chiến Yemen (Lực lượng chính phủ Hadi và Houthis)
- 2020: Xung đột Nagorno-Karabakh (Lục quân Azerbaijan)
- 2020-nay: Chiến tranh Tigray (quân chính phủ Ethiopia) 2021-nay: Chiến Dịch Quân Sự Đặc Biệt (Nga-Ukraine)

### Trung Đông
Khi cuộc chiến tranh Israel - Ả rập xảy ra năm 1967, khối Ả Rập (trừ quân Jordan) được trang bị chủ yếu là xe tăng T-34 (cũ) và T-54/55 của Liên Xô, còn Israel dùng xe tăng Centurion của Anh và M4 Sherman (cũ) của Mỹ. Lực lượng xung kích chính của các lữ đoàn thiết giáp Israel là 385 xe tăng Centurion (đã được nâng cấp với pháo 105mm) và 250 xe M48 Patton (chủ yếu là pháo 90mm).

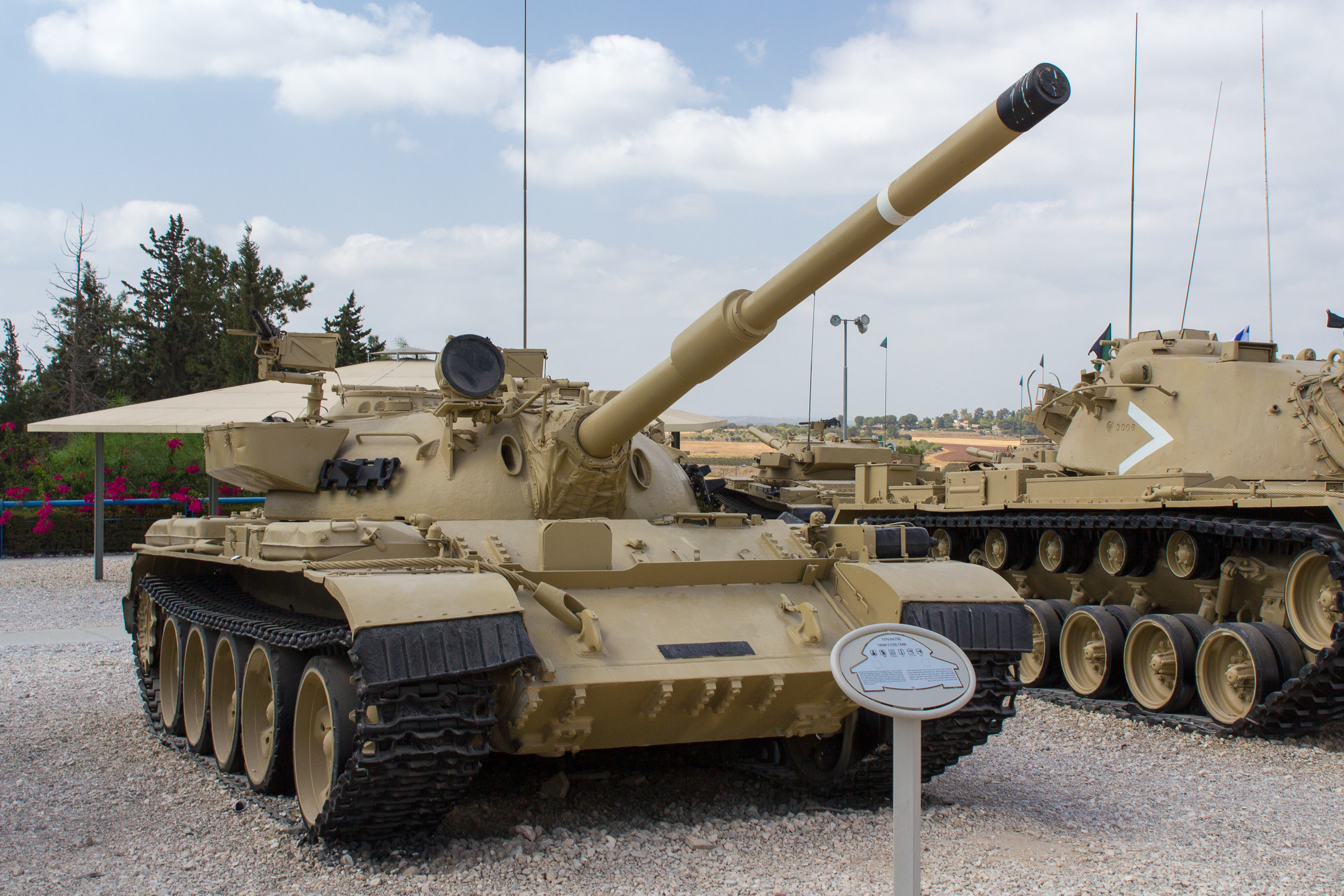
Xe Tiran-5 của Israel cải tiến từ T-55 thu được của quân Ả Rập

Do tinh thần thấp và chiến thuật kém, huấn luyện sơ sài, lính tăng Ai Cập đã không phát huy được những ưu điểm của T-54/55 trước đối thủ. Khi Tư lệnh quân đội Ai Cập – tướng Amer ra lệnh rút khỏi bán đảo Sinai, lính tăng Ai Cập đã nhanh chóng mất hàng ngũ, họ vứt bỏ hàng loạt các vũ khí hạng nặng còn nguyên vẹn để rút chạy một cách vô tổ chức. Ai Cập mất gần 820 xe tăng (291 T-54, 82 T-55, 151 T-34/85, 72 IS-3M, 29 PT-76, 50 M4 Sherman), một số lượng lớn vẫn còn nguyên vẹn và bị Israel thu giữ. Còn về phía mình, Israel mất trên bán đảo Sinai 120 xe tăng – ít hơn nhiều so với số xe tăng chiến lợi phẩm thu được. Tuy nhiên, tại mặt trận Syria, lực lượng tăng thiết giáp của Quân đội Syria tỏ ra có chiến thuật tốt hơn nhiều so với quân Ai Cập. Họ chỉ mất tổng cộng 73 chiếc xe tăng bao gồm T-34-85, T-54 và Panzer IV, trong khi đó phía Israel bị phá hủy tới 180 chiếc xe tăng các loại.
Trong thập niên 1960, các xe tăng T-55 thể hiện khả năng tác chiến tốt hơn xe tăng phương Tây vào ban đêm. Các kíp lái xe tăng Centurion và M48 Patton chỉ có thể dựa vào đạn vạch sáng và tên lửa, đèn pha và đèn chiếu, trong khi T-54/55 có kính nhìn đêm sử dụng đèn hồng ngoại. Lúc đầu, lính tăng Israel đã bật đèn pha để tham chiến, nhưng làm như vậy sẽ lộ vị trí xe tăng. Còn đối với đạn vạch sáng, các trưởng xe Israel không kịp quan sát thấy đối phương để chỉ thị mục tiêu cho pháo thủ.
Xét về tổng thể, các xe tăng T-54/55 đáp ứng mức độ hiện đại đối với xe tăng phương Tây ở chiến trường Trung Đông. Mức tổn thất cao chủ yếu là do chiến thuật nghèo nàn, việc huấn luyện sơ sài và tinh thần kém của các kíp lái Ả Rập. Ví dụ như quân thiết giáp Jordan được trang bị phần lớn xe tăng phương Tây giống hệt như quân Israel (xe tăng Centurion và M48 Patton), nhưng họ vẫn thua nặng khi đấu với Israel. Việc này được công nhận bởi chính người Israel – một sỹ quan cao cấp trong quân đội Israel đã từ chối so sánh các xe tăng Mỹ với T-54 và T-62 khi nhấn mạnh rằng quân Ả Rập "đơn giản là thể hiện không đúng lúc và đúng chỗ, gây ra tổn thất cao về xe tăng". Quân đội Israel đã sử dụng hàng trăm xe tăng T-54/55 chiến lợi phẩm với tên gọi Ti-67, Tiran-4Sh và Tiran-5Sh. Những xe này được Israel thay khẩu súng máy DShK trên nóc xe bằng khẩu M2 Browning của Mỹ, thay pháo 100mm bằng pháo 105mm để bắn được đạn của khối NATO.
Trong Nội chiến Jordan năm 1970, các xe tăng T-54/55 của Syria đã gây ra những tổn thất nặng nề cho các xe tăng Centurion mà Jordan mua từ Anh quốc. Trong một trường hợp, một đội T-55 đã ngăn chặn đà tiến của 1 đoàn lớn xe tăng Jordan, 10 chiếc T-55 của Syria đã bị tổn thất đổi lấy 19 xe tăng Centurion của Jordan. Trong toàn cuộc chiến, khoảng 90 chiếc Centurion của Jordan đã bị phá hủy, chủ yếu là bởi T-54/55 của Syria.
Trong Chiến tranh Lebanon năm 1982, các xe tăng T-55 của Syria đã chiến đấu với những chiếc Centurion, M48 Patton và cả Merkava 1 của Israel. Trong trận Sultan Yacoub, một đội hình hỗn hợp T-55 và T-62 đã phục kích ngăn chặn đà tiến của đơn vị lớn xe tăng Israel. 10 chiếc xe tăng, 3 xe thiết giáp của Israel bị phá hủy, phía Syria chỉ bị thiệt hại nhẹ. Quân đội Syria đã thể hiện kỹ năng chiến thuật tốt hơn nhiều so với cuộc chiến năm 1967, và cuối cùng đã ngăn chặn được đà tiến của 5 sư đoàn Israel. Quân Israel thất bại trong việc chiếm thung lũng Beka'a, Syria vẫn giữ được đường cao tốc Beirut-Damascus sau khi chiến đấu với một đối thủ vượt trội cả về số lượng và chất lượng.

### Chiến tranh Iran-Iraq
Chiếc xe tăng này cũng được Iraq sử dụng nhiều trong Chiến tranh Iran-Iraq 1980-1988, và thu được khá nhiều thành công. Vào ngày 15 tháng 10 năm 1980, một tiểu đoàn thiết giáp của Iraq gồm các tăng T-55 và T-62 đã phục kích một đoàn xe lớn của Iran, được hộ tống bởi một tiểu đoàn xe tăng Chieftain, đến từ thành phố Ahwaz của Iran. Sau trận chiến ngắn ngủi nhưng mãnh liệt, quân Iraq phá huỷ 20 xe tăng Chieftain và toàn bộ đoàn xe của Iran T-54/55 cũng đã tham gia vào trận đánh xe tăng lớn nhất của cuộc chiến vào đầu tháng 1 năm 1981, chiến dịch Nasr. Iran đã mất khoảng 214 xe tăng Chieftain và xe tăng M60A1, cùng khoảng 100 xe thiết giáp trong trận chiến. Đổi lại, Iraq chỉ mất 45 tăng T-55 và T-62 cùng khoảng 50 xe thiết giáp.

### Ấn Độ
Những chiếc T-55 đã phục vụ cho quân đội Ấn Độ từ thập niên 1960. Nó là một trong những chiếc xe tăng đầu tiên của Nga được sử dụng bởi quân đội Ấn Độ và đóng một vai trò quan trọng trong cuộc chiến tranh Ấn Độ - Pakistan năm 1971 và được triển khai tại Punjab. Trong trận Basantar, những chiếc T-55 (phối hợp cùng một vài chiếc Centurion) của Ấn Độ đã đánh bại lực lượng xe tăng M48 Patton của Pakistan, 10 chiếc xe tăng của Ấn Độ bị phá hủy, trong khi Pakistan bị tổn thất 46 xe tăng.
Trong 1 tình huống tác chiến tại trận này, 3 chiếc xe tăng T-55 của Ấn Độ đã giao chiến với 14 xe tăng M48 Patton của Pakistan. Phía Ấn Độ đã bắn hạ 10 chiếc xe tăng địch, trong đó chiếc T-55 của Trung úy Arun Khetarpal đã bắn cháy 7 chiếc. Chiếc T-55 của Trung úy Arun Khetarpal sau đó bị trúng đạn và Khetarpal tử trận, sau đó anh được truy tặng danh hiệu cao quý nhất của quân đội Ấn Độ.
T-55 tiếp tục phục vụ quân đội Ấn Độ cho tới năm 2011, sau đó nó được thay thế bởi T-72 và T-90 hiện đại hơn.

### Việt Nam

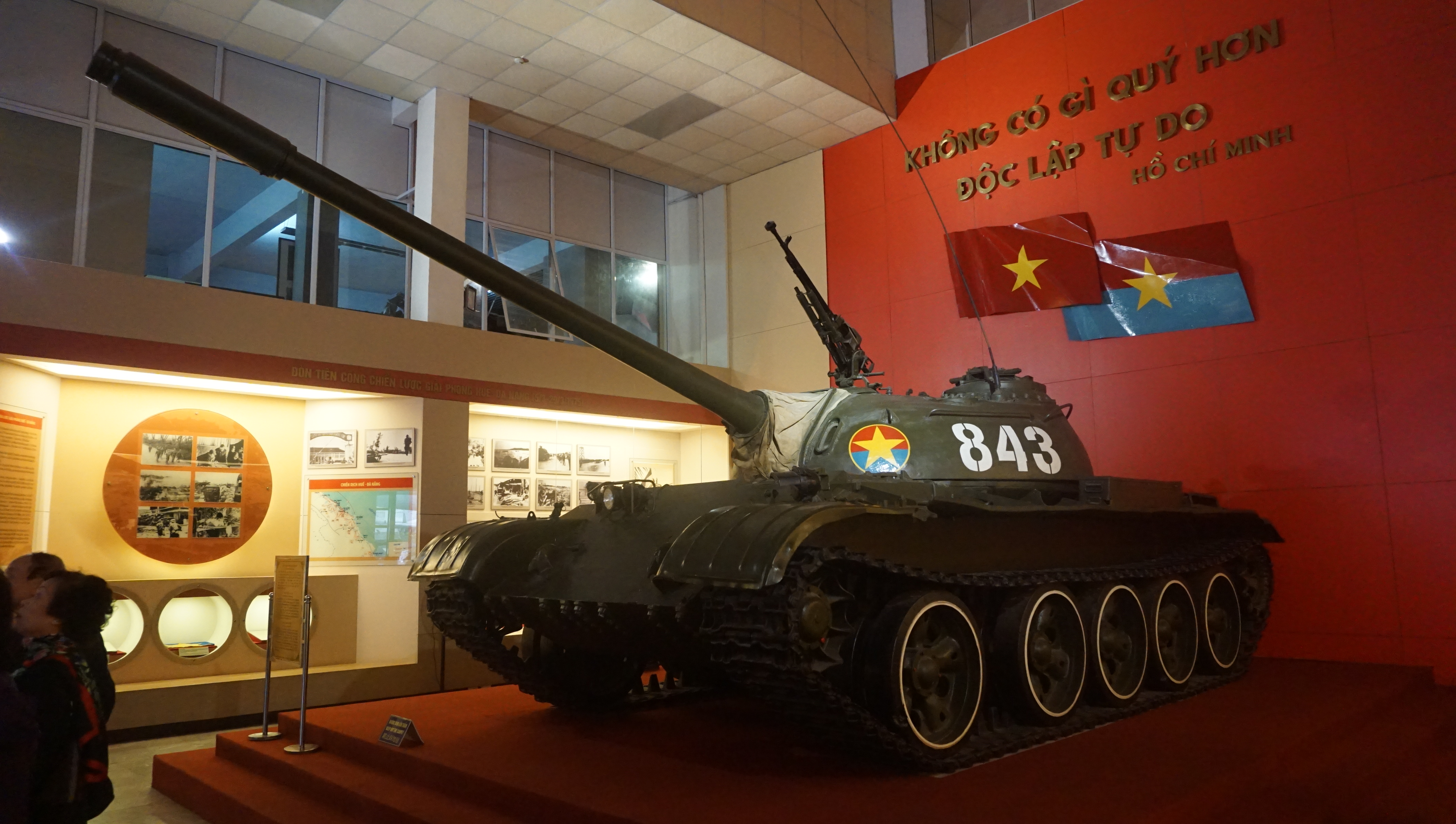
Xe tăng T-54B số hiệu 843 của Quân Giải phóng miền Nam Việt Nam

T-54 và Type 59 là hai loại xe tăng chiến đấu chủ lực mà Quân đội Nhân dân Việt Nam sử dụng trong Chiến tranh Việt Nam, trong ảnh là bản sao của chiếc xe tăng Type 59 mang số hiệu 390 húc đổ cổng Dinh Độc Lập ngày 30/4/1975, bản gốc của nó đang được trung bày tại Bảo tàng Binh chủng Tăng-Thiết giáp, Hà Nội.

T-54 là xe tăng chiến đấu chủ lực của lực lượng tăng thiết giáp Việt Nam trong Chiến tranh Việt Nam. Ngoài ra, Việt Nam còn sử dụng hai loại xe tăng khác là T-34 và PT-76, tuy nhiên hai loại xe tăng này chỉ đóng vai trò phụ trợ, lực lượng tác chiến chính vẫn là những chiếc T-54 và Type 59 (phiên bản T-54 do Trung Quốc sản xuất). Trong suốt chiến tranh, Việt Nam đã được Liên Xô và Trung Quốc viện trợ tổng cộng khoảng 1.000 xe T-54 và Type 59, trong đó riêng Liên Xô viện trợ 687 xe tăng gồm khoảng 400 chiếc T-54 (tuy nhiên trong giai đoạn này, Liên Xô không viện trợ loại xe mới hơn là T-55 cho Việt Nam).
Trong năm 1960, một số đoàn học viên được gửi đi Liên Xô để được đào tạo nâng cao và học về loại T-54. Ngày 29 tháng 2 năm 1962, Việt Nam tiếp nhận đơn vị tăng thiết giáp đầu tiên, bao gồm 19 xe PT-76, 11 xe T-54, 1 xe MTU-10, 4 xe lai dắt T-34 do Liên Xô viện trợ. Cuối năm 1963, Việt Nam tiếp nhận thêm 72 xe T-34, 11 xe T-54, 31 xe PT-76. Lúc này, tổng số xe tăng thiết giáp và các xe hỗ trợ của Việt Nam đã có là 164 chiếc các loại.
Trong Chiến dịch Đường 9 - Nam Lào năm 1971, đây là lần đầu tiên xe tăng T-54 tham chiến tại chiến trường Đông Dương. Bộ đội Tăng thiết giáp với trang bị 88 xe tăng (bao gồm 33 xe tăng T-54) đã cùng các đơn vị bạn đập tan cuộc tấn công của địch, góp phần bảo vệ con đường vận chuyển chiến lược Trường Sơn.
Trong các chiến dịch năm 1972, Việt Nam huy động 322 xe tăng, xe thiết giáp các loại (trong đó hơn một nửa là T-54), lực lượng tăng thiết giáp Việt Nam đã tham gia nhiều chiến dịch, đánh 82 trận, vận dụng nhiều hình thức chiến thuật, phương pháp tác chiến và giành nhiều thành tích.
Ngày 24/4/1972, trong chiến dịch Bắc Tây Nguyên, kíp xe tăng T-54 số hiệu 377 (gồm Thiếu úy Nguyễn Nhân Triển - Trung đội trưởng - trưởng xe, Hạ sĩ Hoàng Văn Ái - pháo thủ, Hạ sĩ Cao Trần Vịnh - lái xe, Hạ sĩ Nguyễn Đắc Lượng - pháo thủ) đã cùng với trung đoàn 1 bộ binh thuộc sư đoàn 2 tấn công căn cứ Đăk Tô 2. Xe 377 dẫn đầu hai xe 354 và 369 lao thẳng vào cứ điểm, nhưng vì gặp chướng ngại vật nên hai xe kia bị tụt lại phía sau. Quân địch cho xuất kích 10 chiếc tăng M41 chia làm 2 mũi bao vây. Chiếc xe tăng 377 đã một mình đối chọi với 10 chiếc xe tăng M41 của địch, tiêu diệt 7 xe tăng M41 trước khi bị trúng đạn và bốc cháy. Cả bốn người đều hy sinh, về sau kíp xe đã được trao tặng danh hiệu Anh hùng Lực lượng Vũ trang Nhân dân.
Trong chiến dịch Tây Nguyên năm 1975, chiến sỹ Đoàn Sinh Hưởng là Đại đội trưởng Đại đội 9, Trung đoàn xe tăng 273, kiêm chỉ huy xe tăng T-54 số hiệu 980 đánh trận nổi tiếng trên Đường số 14, góp phần giải phóng Buôn Ma Thuột, tiến quân xuống giải phóng tiếp Phú Yên. Trong chiến dịch, xe tăng của ông đã tiêu diệt hàng chục bộ binh Việt Nam Cộng hòa, bắn cháy 2 xe bọc thép M113, 3 xe tăng, 15 xe vận tải quân sự, đè bẹp 1 trận địa pháo 105mm gồm 4 khẩu, bắn cháy 1 tàu chiến cỡ nhỏ và 1 xuồng chiến đấu. Sau khi giải phóng Phú Yên, Đại đội 9 đã hành quân vào Sài Gòn. Đến Cầu Bông, cửa ngõ Tây Bắc Sài Gòn, 4 xe tăng T-54 của Đại đội 9 giao chiến với 1 đoàn gồm 24 xe tăng - xe thiết giáp của địch. Đại đội 9 bắn cháy 12 xe địch, hỗ trợ bộ binh thu giữ 12 xe còn lại, rồi tiếp tục tiến đánh trại Quang Trung tại ngã tư Bảy Hiền; đánh vào sân bay Tân Sơn Nhất, Bộ Tổng tham mưu Quân lực Việt Nam Cộng hòa. Tháng 9 năm 1975, Đoàn Sinh Hưởng được phong tặng danh hiệu Anh hùng Lực lượng Vũ trang Nhân dân.
Trong Chiến dịch Hồ Chí Minh lịch sử, Bộ Tổng Tư lệnh đã huy động 398 xe tăng, thiết giáp (gồm nhiều xe chiến lợi phẩm) tiến vào chiến đấu dẫn đầu đội hình năm cánh quân giải phóng Sài Gòn - Gia Định. Một trong những trận đấu tăng cuối cùng trong cuộc chiến diễn ra sáng sớm ngày 30/4/1975 khi Đại đội Xe tăng 1, Tiểu đoàn 1, Trung đoàn xe tăng 273 trang bị xe tăng T-54 cùng với bộ binh tiến công từ khu vực Ngã ba Bà Quẹo vào sân bay Tân Sơn Nhất và Bộ Tổng Tham mưu Quân lực Việt Nam Cộng hòa. 2 chiếc M48 Patton của Quân lực Việt Nam Cộng hòa đã phục kích tại ngã tư, bắn trúng đầu chiếc xe tăng T-54 số hiệu 985 làm hỏng khẩu pháo. Không thấy pháo xe mình bắn (sau này mới biết pháo đã bị hỏng), trưởng xe 985 ra lệnh tăng tốc vọt lên, húc thẳng vào chiếc M48. Hoảng sợ, tổ lái của chiếc M48 bỏ xe chạy ra ngoài, chiếc M48 còn lại cũng chạy mất.
Chiếc Type 59 số hiệu 390 là chiếc xe tăng đầu tiên húc đổ cổng Dinh Độc Lập vào 10h45' ngày 30/4/1975. Đại đội trưởng Đại đội xe tăng 4 Bùi Quang Thận (kiêm chỉ huy xe tăng T-54 số hiệu 843) đã nhảy xuống xe, chạy lên cắm lá cờ chiến thắng trên nóc Dinh Độc Lập.
Tính chung từ năm 1968 cho đến hết năm 1975, các đơn vị tăng thiết giáp Việt Nam đã tham gia chiến đấu trong 14 chiến dịch, 211 trận đánh, tiêu diệt 2 vạn lính bộ binh, phá hủy gần 2.000 xe tăng - xe thiết giáp và 870 xe quân sự các loại; đánh sập 3.500 lô cốt, ụ súng và trận địa pháo, bắn chìm hoặc bắn cháy 18 tàu, xuồng chiến đấu; bắn rơi 35 máy bay các loại, đồng thời hỗ trợ các đơn vị bạn thu giữ 1.672 xe tăng - xe thiết giáp, 250 súng cối và nhiều trang thiết bị quân sự của Mỹ và Việt Nam Cộng hòa. Trong thành tích chung này, chiếm tỷ lệ lớn nhất là thành tích của T-54. Đổi lại, khoảng 250 xe T-54/Type 59 của Việt Nam đã bị phá hủy trong suốt chiến tranh (gồm vài xe bị phá hủy trong năm 1971, 136 xe bị phá hủy trong năm 1972, khoảng hơn 100 xe bị phá hủy trong các năm 1973-1975).

#### Tiến vào Dinh Độc Lập ngày 30/4/1975
Đại đội 9, Lữ đoàn 273, Quân đoàn 3 gồm 4 xe tăng T-54 nhận nhiệm vụ thần tốc tiến về trung tâm Sài Gòn. Dọc đường, 4 xe tăng gặp nhiều chốt chặn. Sau 30 phút, 4 chiếc xe tăng của Đại đội 9 đã tiêu diệt 12 xe tăng - thiết giáp của địch, 12 chiếc khác ra đầu hàng, phía quân Giải phóng bị bắn cháy 1 xe tăng.
Phía tiểu đoàn 1 (gồm Đại đội 1, 3 và 4), lữ đoàn xe tăng 203 thuộc Quân đoàn 2 do tiểu đoàn trưởng Ngô Văn Nhỡ chỉ huy tiến vào cầu Sài Gòn lúc 7 giờ sáng. Quân Sài Gòn huy động tới 14 xe tăng - xe thiết giáp, hai pháo hạm trên sông và hai đại đội bộ binh giữ cầu, có cả máy bay ném bom hỗ trợ. Trong trận đánh ác liệt ở đây, quân Giải phóng đã đánh tan cụm phòng ngự nhưng cũng bị bắn cháy 2 xe tăng và 2 xe khác bị bắn hỏng, tiểu đoàn trưởng Ngô Văn Nhỡ tử trận.
Sau khi vượt qua khu vực cầu Sài Gòn, đoàn xe tăng tiếp tục tấn công, đi đầu là chiếc xe tăng Type-59 số hiệu 387, đi thứ hai là chiếc Type-59 số hiệu 390, xe T-54 số hiệu 843 của đại đội trưởng đại đội 4 Bùi Quang Thận đi thứ ba, theo sau là chiếc xe Jeep chở đại úy Phạm Xuân Thệ, trung đoàn phó trung đoàn bộ binh 66. Đến khu vực Hàng Xanh rồi rẽ trái, gần đến khu cầu Thị Nghè thì gặp ổ kháng cự có cả xe tăng M41 và M113. Chiếc xe 387 trúng đạn, bị hư hại phải dừng lại. Xe 390 bắn trả, tiêu diệt 1 chiếc xe thiết giáp M113. Xe 843 cũng bắn cháy 1 chiếc xe tăng M41 và 1 xe M113.
Hai xe tăng 390 và 843 tiếp tục tiến về Dinh Độc Lập. Xe 843 đi trước, xe 390 của chính trị viên đại đội 4 Vũ Đăng Toàn theo sau. Vừa chạy qua khỏi cầu Thị Nghè lại đụng phải 3 chiếc xe tăng đánh chặn. Xe tăng 390 bắn cháy cả 3 chiếc xe tăng và vượt lên đi đầu. Bộ binh và mấy chiếc xe bọc thép của đối phương ở gần đó bỏ chạy.
Được sự dẫn đường của nhân dân và biệt động Sài Gòn, lúc 10 giờ 30 phút, 2 xe tăng 843 và 390 đã tiến thẳng vào Dinh Độc Lập. Xe 390 vì không biết đường nên chạy qua, đến cổng Trường Lê Quý Đôn thì nhận được tín hiệu của Bùi Quang Thận là phải quay xe lại. Xe tăng 843 đến cổng Dinh Độc Lập trước, Bùi Quang Thận ra lệnh cho pháo thủ số 1 Thái Bá Minh và pháo thủ số 2 Nguyễn Văn Kỷ bắn pháo thẳng vào Dinh để thị uy, nhưng cả 2 viên đạn còn lại đều không nổ. Anh ra lệnh cho lái xe Lữ Văn Hoá húc thẳng vào cổng Dinh.

xe tăng 390 (ở giữa) của Quân Giải phóng miền Nam Việt Nam húc đổ cổng dinh Độc Lập vào trưa ngày 30 tháng 4 năm 1975, bên phải là xe 843. Ảnh của nữ nhà báo Pháp Francoise de Mulder.

10 giờ 45 phút ngày 30 tháng 4, chiếc xe tăng T-54 mang số hiệu 843 húc nghiêng cổng phụ của Dinh Độc Lập và bị kẹt tại đó. Trung úy quân Giải phóng Bùi Quang Thận từ xe 843 nhảy xuống, cầm lá cờ Chính phủ Cách mạng lâm thời Cộng hòa Miền Nam Việt Nam chạy bộ vào. Ngay sau đó, xe tăng Type 59 số hiệu 390 của Vũ Đăng Toàn húc sập cánh cửa chính và chạy vào trong sân dinh, đánh dấu chiến thắng của Chiến dịch Hồ Chí Minh.

## Các biến thể

T-54-1 (Model 1946)

Dòng xe tăng T-54/55 được chế tạo với số lượng lớn hơn bất kỳ loại xe tăng nào khác trên thế giới. Sáu kiểu chính đã được sử dụng rộng rãi tại các nước thuộc khối Hiệp ước Warsaw và nhiều nước khác. Các mẫu T-54/55 từng được chế tạo tại Tiệp Khắc, Ba Lan cũng như ở Trung Quốc, nơi nó được gọi là Type 59. Hơn 12 nước đã chế tạo các biến thể của T-54/55 với khả năng bảo vệ và khả năng tấn công được nâng cấp. Qua 70 năm, hàng chục quốc gia đã nâng cấp T-54/55 với các trang thiết bị khác nhau (thay pháo chính, trang bị thêm giáp hộp hoặc giáp phản ứng nổ, hệ thống ngắm bắn hiện đại hơn, thay động cơ...), dẫn tới việc có hàng trăm biến thể T-54/55 tồn tại trên khắp thế giới vào năm 2020, rất khó có thể liệt kê đầy đủ. Dưới đây chỉ nêu ra một số biến thể T-54/55 phổ biến:

### Phiên bản tiêu chuẩn

#### T-54

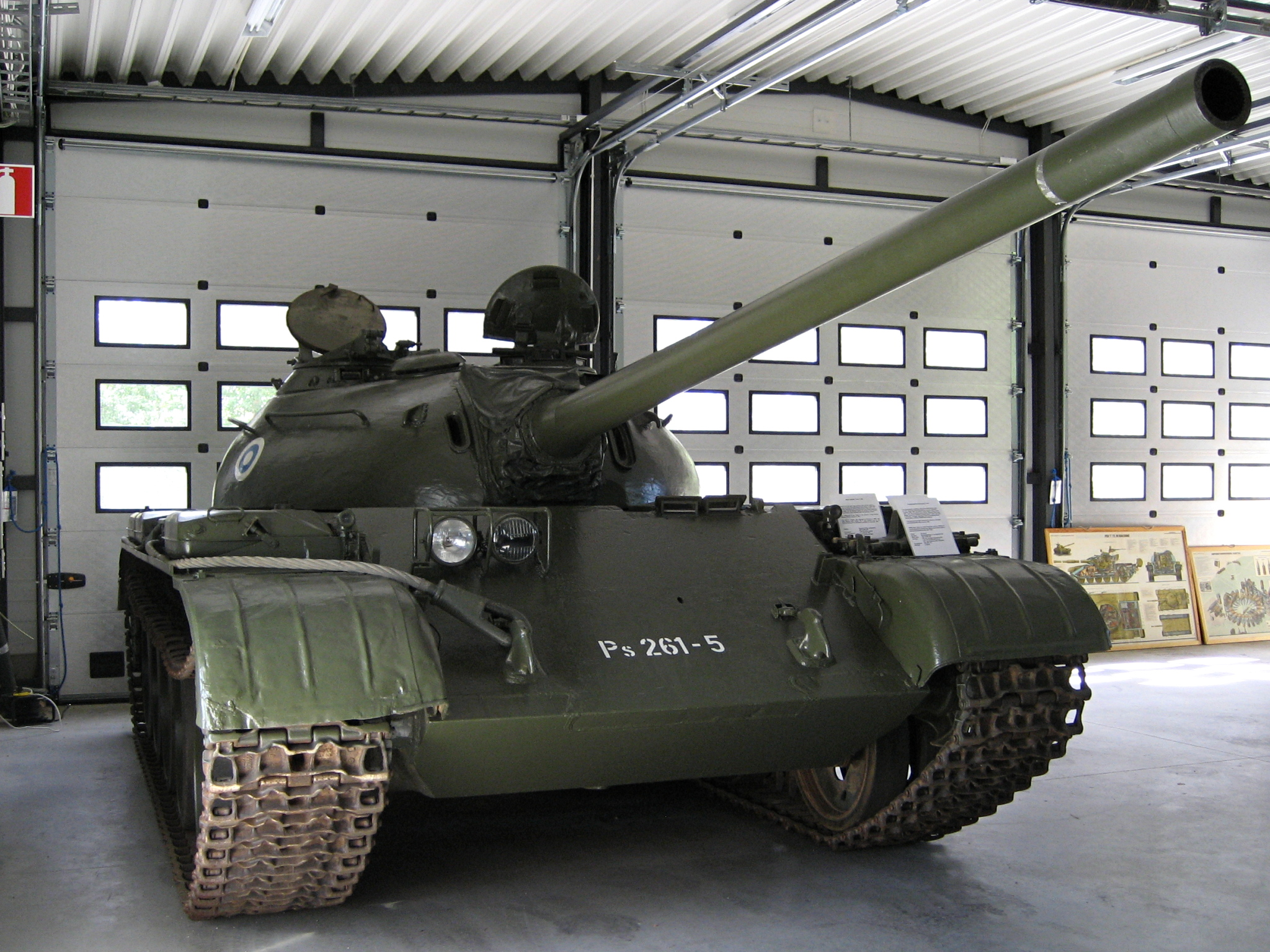
T-54 tại bảo tàng Parola Tank, Phần Lan

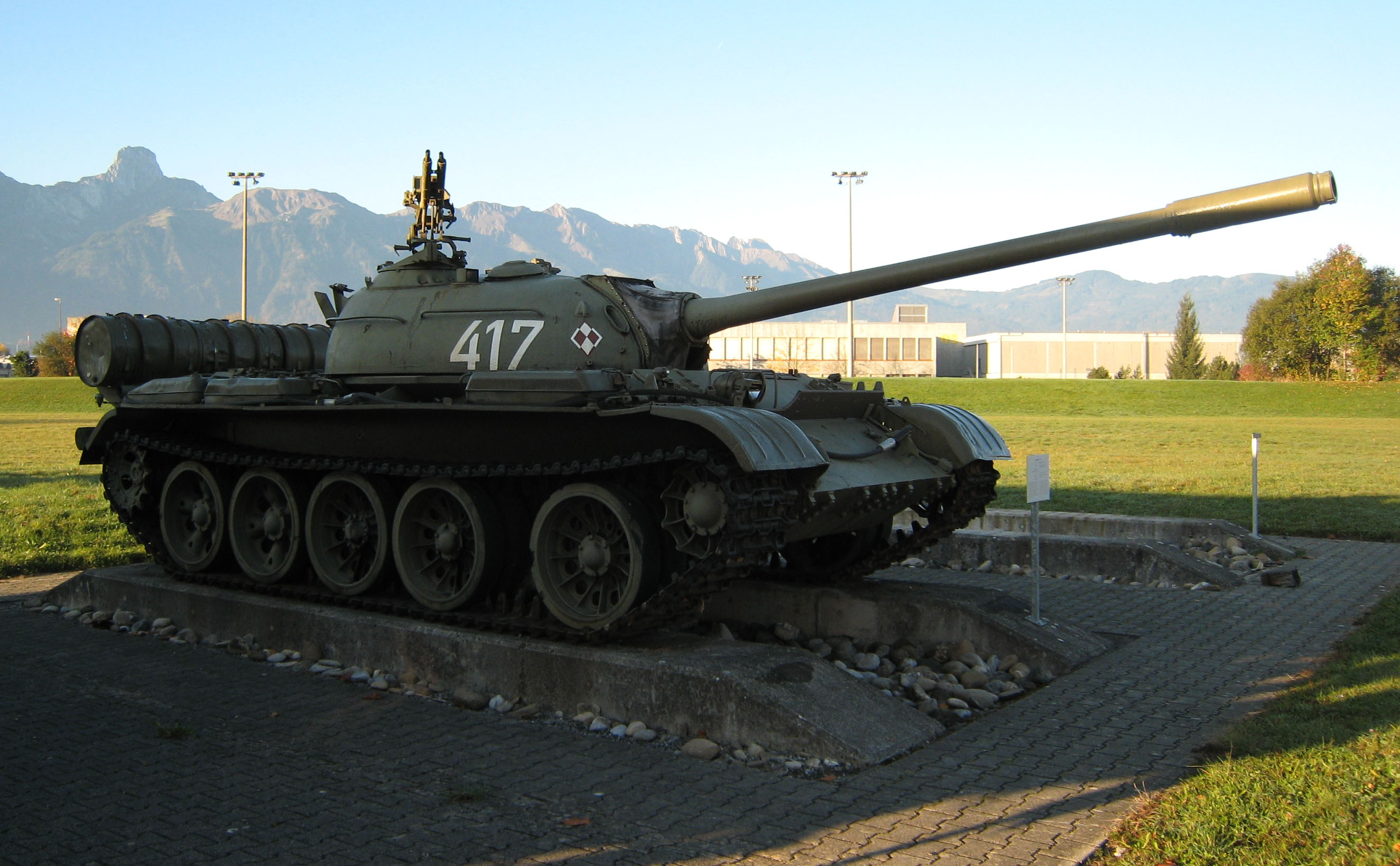
T-54A của Ba Lan tại bảo tàng tăng thiết giáp ở, Thụy Sỹ

Có nhiều khác biệt giữa xe T-54 thời kỳ đầu và thời kỳ sau, một số chiếc có giáp rộng hơn và tháp pháo bị cắt ngắn ở bên cạnh. Thỉnh thoảng chúng được coi là T-54 (1949), T-54 (1951) và T-54 (1953).
- T-54-1 (Ob'yekt 137) hay T-54 Model 1946 (sản xuất 1946 - 1948): Với tháp pháo bo cong nhiều góc và phần giáp pháo chính được mở rộng, hình dáng tương đồng với T-44, động cơ V-54 mới, pháo chính D-10T 100mm không có hệ thống ổn định nòng và hai súng máy SG-43 ở hai bên thân trước.[22] Chỉ có một số lượng nhỏ được chế tạo cho các cuộc thử nghiệm nên đây được xem là một thất bại, kết quả là việc sản xuất hàng loạt T-54 bị đình trệ cho đến khi được thực hiện các sửa đổi bổ sung cải tiến.
- T-54-2 (Ob'yekt 137R) hay T-54 Model 1949 (sản xuất 1949 - 1952): Nó kết hợp một số cải tiến cho tháp pháo, cũng như xích xe rộng hơn (580mm) và hộp số được hiện đại hóa. Tháp pháo có hình vòm với các mặt phẳng 2 bên (lấy cảm hứng từ xe tăng hạng nặng IS-3), tương tự như những chiếc T-54 sau này nhưng có phần nhô ra đặc biệt ở phía sau. Súng máy ở thân xe đã thay thế bởi thanh chắn bùn. Được trang bị hệ thống giáp tăng cường bảo vệ xe ZET-1. Nó có cấu trúc dạng lưới dù được gắn ở mặt trước xe trên nòng pháo chính và những tấm giáp dạng vảy rắn ở 2 bên hông xe.[22][23]
- T-54-3 (Ob'yekt 137Sh) hay T-54 Model 1951: Được sản xuất 1952 - 1954, ở Ba Lan 1956 - 1964. Sử dụng tháp pháo hình trứng và trang bị kính viễn vọng TSh-2-22 thay thế cho TSh-20. Ngoài ra, tháp pháo T-54 thiếu ống lặn. Xe tăng cũng có thể sử dụng hệ thống xả khói để tạo ra màn hình khói bằng cách trích bơm nhiên liệu diesel vào hệ thống xả. Tính năng này được sử dụng trong toàn bộ dòng T-54/T-55 và được sử dụng trong dòng xe tăng T-62.[22][24]
- T-54A (Ob'yekt 137G): Được sản xuất 1955 - 1957, ở Ba Lan 1956 - 1964, ở Tiệp Khắc 1957 - 1966, và ở Trung Quốc là Type 59. Bổ sung hệ thống ổn định nòng một trục STP-1 "Gorizont" cho pháo D-10T 100 mm và trang bị vũ khí mới này đã được chỉ định tên gọi là D-10TG. Ngoài ra, xe tăng cũng được bổ sung ống thở OPVT, kính viễn vọng cải tiến TSh-2A-22, kính tiềm vọng hồng ngoại cho lái xe TVN-1 và đèn pha hồng ngoại, radio R-113 mới, bộ lọc khí đa lớp mới và bộ điều khiển tản nhiệt để cải thiện hiệu suất cho động cơ, một máy bơm dầu bằng điện, bình chữa cháy tự động và bình nhiên liệu phụ.[22][25]
- T-54B (Ob'yekt 137G2): Được sản xuất 1957 - 1958. Nó được trang bị pháo chính D-10T2S 100 mm với hệ thống ổn định 2 trục STP-2 "Tsyklon". Từ năm 1959, bổ sung thêm các thiết bị hồng ngoại cho chiến đấu ban đêm: đèn tìm kiếm hồng ngoại L-2 "Luna", kính ngắm hồng ngoại ngày/đêm cho pháo thủ IRN-1-22-11, đèn hồng ngoại cho chỉ huy IR-3. Định danh NATO cho xe là T-54 (M).[26][27][28]
- T-54K1, T-54K2, T-54AK1, T-54AK2, T-54BK1, T-54BK2, T-54MK1, T-54MK2: là biến thể xe tăng chỉ huy tương ứng với các phiên bản sản xuất tiêu chuẩn tương đương, với các thiết bị liên lạc bổ sung thêm, đổi lại số lượng đạn mang theo giảm đi 5 viên. Phiên bản K1 có radio R-113 (hoặc R-123) thứ hai dành cho chỉ huy đại đội, phiên bản K2 có cột ăng ten cao 10 m dành cho tiểu đoàn trưởng và trung đoàn trưởng.[28] Ngoài ra, chúng cũng được trang bị hệ thống dẫn đường TNA-2.

#### T-55

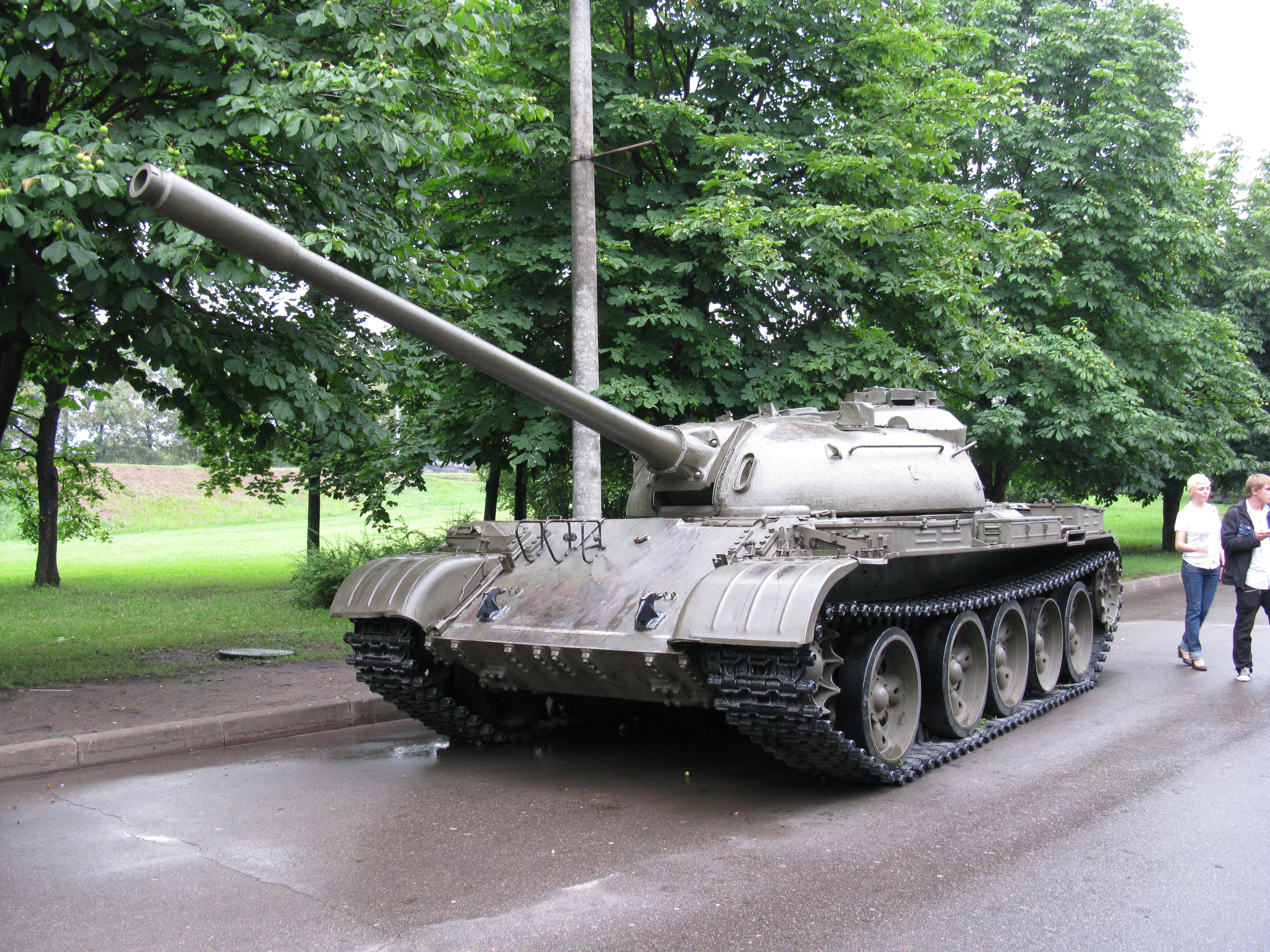
T-55 tại đồi Poklonnaya, Nga

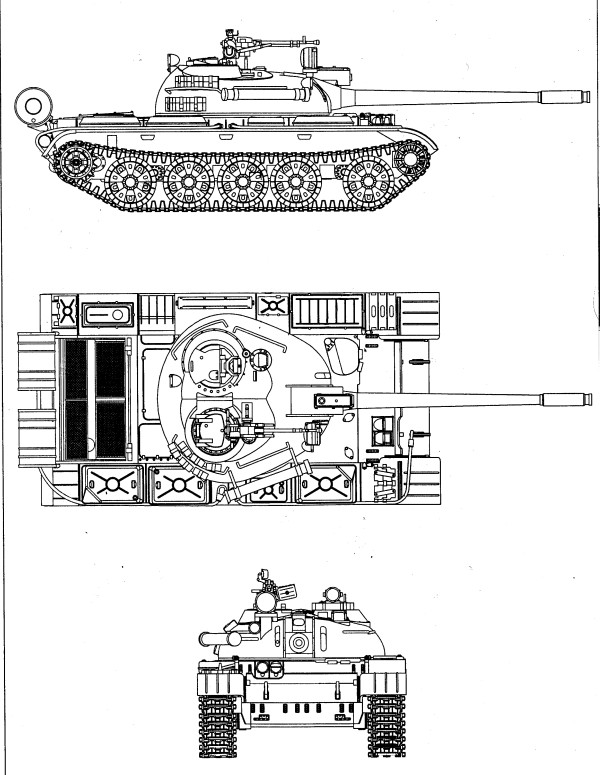
Bản phác thảo T-55A với hệ thống đo khoảng cách bằng la-de trên pháo chính

Là T-54 với tháp pháo mới và nhiều cải tiến, các kiểu được chế tạo về sau này có một súng máy hạng nặng DShK để phòng không. Các cải tiến từ T-54 bao gồm một động cơ diesel làm mát bằng nước V12 và tầm hoạt động rộng hơn (500 km thay vì 400 km). Tầm hoạt động có thể tăng lên đến 715 km với hai bình xăng phụ 200 lít ở hai bên xe. T-55 có tháp pháo hoàn toàn khác so với T-54, sự khác biệt dễ nhận thấy nhất là T-55 không có quạt gió nóc và thay vào đó là hai thanh nóc hình chữ D. Các xe T-55 đầu tiên không có súng máy hạng nặng DShK, cửa sập của nạp đạn viên hơi nhô lên.
- T-55 (Ob'yekt 155): Được sản xuất 1958 - 1963, ở Ba Lan 1958 - 1964, ở Tiệp Khắc từ năm 1958 - 1983. Trang bị một tháp pháo mới, bổ sung hệ thống bảo vệ trước vụ nổ hạt nhân PAZ và hệ thống áp nén phòng chống sinh hóa học NBC, máy dò tia gamma, động cơ V-55 cải tiến với công suất 580 mã lực, bộ lọc dầu bên trong, máy nén AK-150S cho phép khởi động bằng khí nén của động cơ thay cho khởi động bằng kích điện, bình nhiên liệu tích hợp mới bên trong có dung tích 300 lít nằm ở phía trước thân xe (tăng dung tích tổng thể của bình nhiên liệu xe lên mức 680 lít), số lượng đạn tăng từ 34 lên 43 viên (trong đó 18 viên được lưu trữ trong "thùng chứa ẩm", nằm bên trong vị trí thùng nhiên liệu thân xe), hệ thống chống cháy "Rosa" và hệ thống tạo màn khói TDA. Khoang động cơ được trang bị hệ thống sưởi. Để bù đắp cho sự gia tăng trọng lượng xe gây ra, lớp giáp thân sau được làm mỏng. Súng máy hạng nặng DShK của nạp đạn viên bị loại bỏ. Bánh xe hình "sao biển" thay thế cho kiểu bánh xe "tơ nhện". Ngoài ra, một ống thở có thể được lắp đặt trên T-55 cho phép xe tăng lội qua độ sâu 5,5 m với tốc độ 2 km/h (nếu không cần lắp đặt thì T-55 có thể vượt qua độ sâu 1,4 m). Thiết bị này mất khoảng 30 phút chuẩn bị, nhưng có thể tháo liền ngay lập tức sau khi rời khỏi mặt nước.[28][28][29][30]
- T-55A (Ob'yekt 155A): Được sản xuất 1963 - 1981, ở Ba Lan 1964 - 1979. T-55A được phát triển chủ yếu để tích hợp với lớp lót chống bức xạ mới và hệ thống lọc hóa học PAZ/FVU. Một trong những bổ sung chính là việc sử dụng tấm chì dẻo để chống bức xạ. Có thể nhận ra được biến thể này rõ ở bên ngoài do sử dụng cửa sập của lái xe được mở rộng lớn hơn và cũng như cửa sập của chỉ huy và nạp đạn viên do việc tích hợp loại vật liệu mới. Cải thiện khả năng tầm quan sát khi tích hợp hệ thống chống bức xạ (dẫn đến các tháp pháo nhô ra trông rõ ràng) và hệ thống phòng chống sinh hóa học NBC. Súng máy SG-43 Goryunov được thay thế bằng súng máy PK. Súng máy thân xe bị loại bỏ, nhường chỗ cho thêm sáu viên đạn pháo 100mm. Từ năm 1970, xe tăng T-55A bắt đầu bổ sung thêm với súng máy hạng nặng DShK trên tháp pháo nhằm phòng không.[29]
- T-55K1 (Ob'yekt 155K1), T-55K2 (Ob'yekt 155K2), T-55K3 (Ob'yekt 155K3), T-55AK1 (Ob'yekt 155AK1), T-55AK2 (Ob'yekt 155AK2), T-55AK3 (Ob'yekt 155AK3), T-55MK1 (Ob'yekt 155MK1), T-55MK2 (Ob'yekt 155MK2), T-55MK3 (Ob'yekt 155MK3): Xe tăng chỉ huy, được trang bị thêm các bộ radio. Các phiên bản phụ là các mẫu K1 và K2 với thêm hai radio R-123 (hoặc R-123M) được sử dụng ở cấp đại đội và tiểu đoàn. Xe tăng mang ít hơn 5 viên đạn pháo chính so với xe tăng tiêu chuẩn. Chỉ huy trung đoàn K3 được trang bị radio R-130M, R-123M, cột ăng ten cao 10 mét và máy phát AB-1-P/30, đổi lại, mang ít hơn 12 viên đạn pháo chính so với xe tăng tiêu chuẩn.[29][31]

### Phiên bản hiện đại hóa

#### T-54
- T-54-2 được trang bị hệ thống phòng vệ ZET-1 cùng với cấu trúc thép dạng lưới bảo vệ quanh tháp pháo xe và giáp hông xích của xe.
- T-54M (Ob'yekt 137M) (giữa thập niên 60) - Chương trình nâng cấp T-54 lên chuẩn T-55.
- T-54M (Ob'yekt 137M) (1977) - Các nâng cấp bổ sung, bao gồm ống lặn OPVT và hệ thống đo khoảng cách bằng laser KTD-1.
- T-54AM (Ob'yekt 137M) (giữa thập niên 60) - Chương trình nâng cấp tiếp theo, bao gồm tăng lượng đạn mang theo, radio mới, động cơ V-55 mới. Một số xe được trang bị xích RMSh và ổ phanh đĩa mới được phát triển trong chương trình xe tăng T-72 vào cuối những năm 1970 và đầu những năm 1980.[27] Các chương trình tương tự đã được thực hiện ở các quốc gia khác.

#### T-55
Những chiếc T-55 sản xuất đầu tiên được trang bị hệ thống kính quan sát TSh-2B-32P. Bắt đầu từ năm 1970, những chiếc T-55 sản xuất tại Uralwagonzavod được trang bị súng máy phòng không hạng nặng DShK hoặc KPV. Những chiếc xe tăng này được biết với tên gọi là Model 1970, hoặc đôi khi là T-55AM. Hệ thống đo khoảng cách bằng laser KTD-1 hoặc KTD-2 và bộ radio R-123 hoặc R-123M được trang bị cho các xe tăng cũ từ năm 1974 (Model 1974). Đồng thời những nỗ lực đã được thực hiện để hiện đại hóa và kéo dài tuổi thọ của xe.
- T-55M (Ob'yekt 155M)/T-55AM (Ob'yekt 155AM): Biến thể hiện đại hóa với hệ thống điều khiển hỏa lực "Volna" mới, tên lửa chống tăng bắn qua nòng pháo  9M117 Bastion với hệ thống quan sát/dẫn đường BOM 1K13 mới, cải tiến hệ thống ổn định nòng "Tsiklon-M1" và hệ thống quan sát TShSM-32PV. Cải tiến động cơ V-55U, hệ thống ổ phanh đĩa và xích RMSh, tăng lớp giáp, bổ sung hệ thống chống mìn, chống napalm và cải thiện khả năng chống bức xạ và bộ radio R-173/173P mới. Sự khác biệt dễ nhận biết bao gồm hệ thống đo khoảng cách bằng laser được đặt trong hộp bọc thép nằm trên pháo chính, váy giáp 2 bên thân xe, hệ thống phóng lựu khói 81mm "Tucha", giáp BDD ở mặt trước tháp pháo.[29][32]
  - T-55M-1 (Ob'yekt 155M-1)/T-55AM-1 (Ob'yekt 155AM-1): Hậu tố "-1" được đặt cho biến thể này là do được trang bị động cơ V-46-5M 691 mã lực, là phiên bản rút gọn từ động cơ V-46 780 mã lực của T-72.[29]
- T-55AMD "Drozd" (Ob'yekt 155AD): T-55A được trang bị hệ thống phòng thủ chủ động Drozd (KAZ - kompleks aktivnoj zashchity). Hải quân đánh bộ Liên Xô đã tiết kiệm ngân sách bằng cách lắp đặt "Drozd" trên một số lượng nhỏ xe tăng thay vì lắp thêm giáp BDD hoặc mua mới T-72. Khoảng 250 chiếc được cất giữ trong kho bí mật, nhưng sau đó chuyển đôi sang sử dụng giáp phản ứng nổ. T-55AD cũng được trang bị bộ radio R-173, kính ngắm TShSM-32PV, bộ ổn định "Tsiklon-M1",... của T-55AM.[29][33]
  - T-55AD-1 (Ob'yekt 155AD-1): Phiên bản T-55AD được trang bị động cơ V-46-5M 691 mã lực.
- T-55MV (Ob'yekt 155MV)/T-55AMV (Ob'yekt 155AMV) - "V" viết tắt cho vzryvnoj ("nổ"), mang theo giáp phản ứng nổ "Kontakt-1" (ERA) thay vì giáp BDD. Các khối ERA thường được gắn ở mặt trước tháp pháo, mặt trước thân xe và các mặt bên thân xe, giúp xe có khả năng chịu được các loại đạn nổ lõm đời cũ. Pháo chính 100mm bổ sung thêm khả năng phóng tên lửa chống tăng 9M117 Bastion qua nòng, tăng khả năng đánh trúng mục tiêu ở cự ly 4.000m với khả năng xuyên giáp dày 550mm. Xe được trang bị hệ thống kiểm soát bắn Volna với máy tính đường đạn kỹ thuật số. Kính ngắm 1K13 kiểu cũ được thay thế bằng camera quang ảnh nhiệt có phạm vi quan sát đến 8 km và độ phân giải cao, hình ảnh được hiển thị trên một màn hình tinh thể lỏng thay vì nhìn qua kính ngắm như trước đây. T-55MV là phiên bản hiện đại hóa của T-55M và T-55AMV là phiên bản hiện đại hóa của T-55AM. Các biến thể T-55MV-1/T-55AMV-1 về sau được trang bị động cơ V-46-5M 691 mã lực. Biến thể này được Hải quân đánh bộ Liên Xô áp dụng trước tiên và bởi Quân đội Nga sau khi Liên Xô sụp đổ. Syria là quốc gia nước ngoài đầu tiên đặt hàng nâng cấp 200 chiếc T-55 của họ lên chuẩn T-55MV.
  - T-55MV1 (Ob'yekt 155MV-1) / T-55AMV-1 (Ob'yekt 155AMV-1) – Được trang bị động cơ loại V-46-5M với công suất 691 mã lực (515 kW).
- T-55M5 (Ob'yekt 155M5) – Gói nâng cấp hiện đại hóa được trang bị giáp phản ứng nổ "Kontakt-5" (ERA) quanh tháp pháo, bổ sung thêm giáp mặt trước thân xe, thân xe được kéo dài, hệ thống điều khiển hỏa lực mới với bộ ổn định hướng TVK-3 và kính ngắm TKN-1SM cho pháo thủ và chỉ huy, động cơ V-55U (hoặc V-46-5M) và hệ thống ổn định pháo chính. Giữ nguyên pháo chính 100 mm D-10T2S.
- T-55M6 (Ob'yekt 155M6) – Bản nâng cấp toàn diện kéo dài thân xe và bổ sung thêm 1 bánh chịu lực nâng tổng số lên 6 bánh chịu lực mỗi bên xe, động cơ V-46-5M diesel với công suất 690 mã lực và hệ thống nạp đạn tự động cho pháo 125mm 2A46M. Hệ thống phòng vệ được nâng cấp lên mức độ bảo vệ ngang T-80U. Gói nâng cấp còn đựoc tùy chọn trang bị hệ thống điều khiển hỏa lực 1A40-1 có khả năng phóng tên lửa 9K120 "Svir" hoặc với hệ thống điều khiển hỏa lực 1A42 có khả năng phóng tên lửa 9K119 "Refleks".

### Phương tiện dựa trên T-54/55

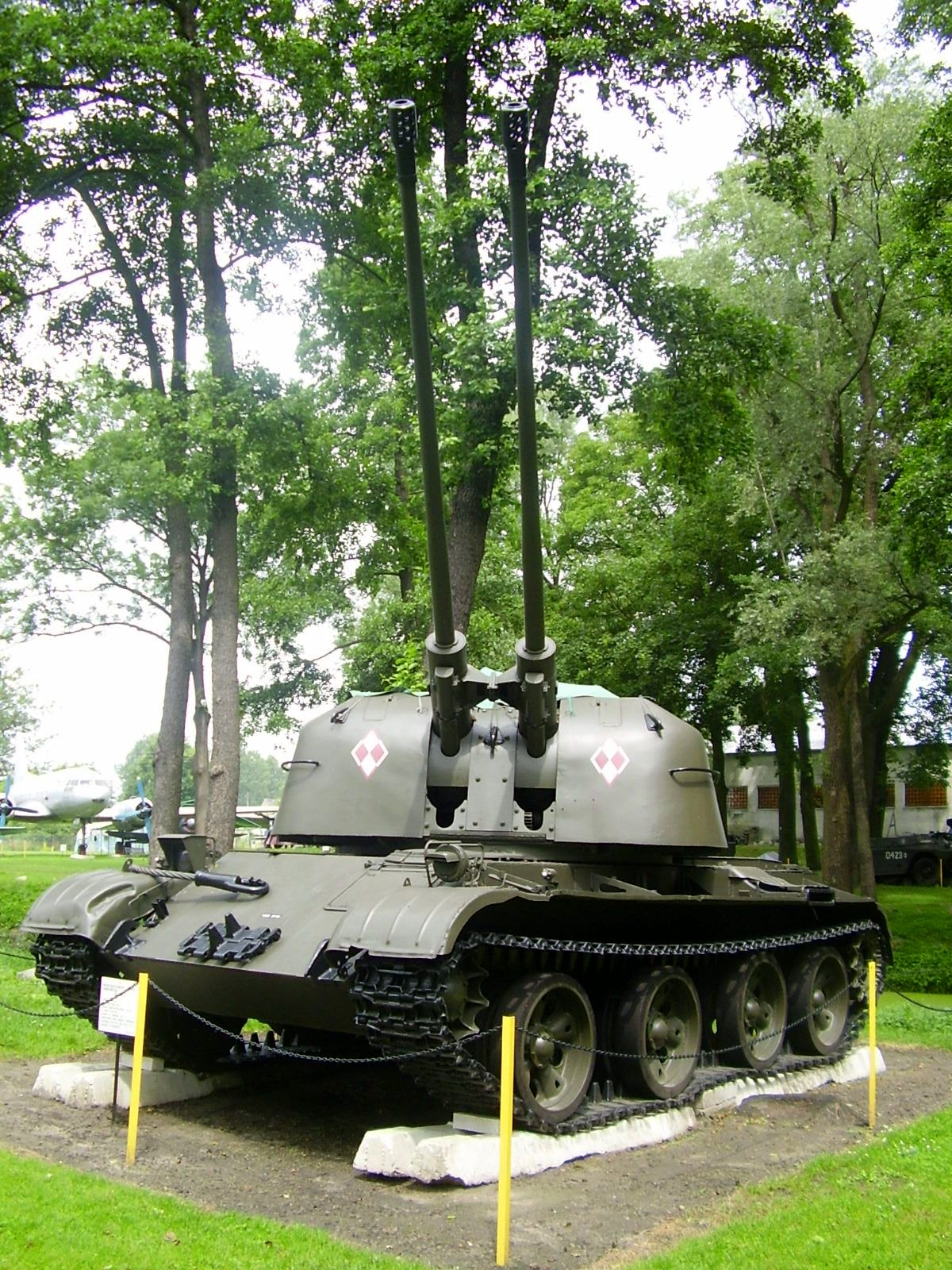
ZSU-57-2 Ba Lan tại Bảo tàng quân sự Lubuskie

#### Pháo phòng không tự hành
- ZSU-57-2 ( Ob'yekt 500 ) - Pháo phòng không tự hành (SPAAG); những thay đổi đáng kể so với T-54 như giáp mỏng hơn nhiều và ít bánh xe hơn, với tháp pháo mới được trang bị hai khẩu pháo 57 mm.

#### Xe phục hồi bọc thép
- BTS-1 (Bronetankoviy Tyagach Sredniy- Máy kéo bọc thép hạng trung) - T-54A chuyển đổi thành ARV được trang bị giỏ xếp.[34]
  - BTS-1M - Cải tiến hoặc tái sản xuất BTS-1.[34]
  - BTS-2 (Ob'yekt 9)(Bronetankoviy Tyagach Sredniy- Máy kéo bọc thép hạng trung) - BTS-1 được trang bị một cần trục và một cần trục gấp nhỏ có tải trọng 3 tấn. Nó được phát triển trên thân xe T-54 vào năm 1951; Sản xuất hàng loạt bắt đầu vào năm 1955. Ob'yekt 9 nguyên mẫu có vòm chỉ huy được trang bị súng máy hạng nặng DShK1938/46, nhưng mẫu sản xuất có cửa sập chỉ huy hình vuông, mở ra bên phải. Xe có trọng lượng chiến đấu là 32 tấn. Chỉ có một số lượng rất nhỏ còn lại đang phục  vụ..[22]
    - BTS-4 (Bronetankoviy Tyagach Sredniy- Máy kéo bọc thép hạng trung) - ARV tương tự như BTS-2 nhưng được trang bị ống thở. Ở phương Tây, nó được biết đến với cái tên T-54T. Có nhiều mẫu khác nhau, dựa trên T-44, T-54, T-55 và T-62.[35][36]
- BTS-3 (Bronetankoviy TyagachSredniy- Máy kéo bọc thép hạng trung) - JVBT-55A phục vụ trong Quân đội Liên Xô.[34]
- BTS-4B - T-54-1 và T-54-2 được chuyển đổi thành xe phục hồi bọc thép trang bị lưỡi ủi.[34]
  - BTS-4BM - Phiên bản thử nghiệm của BTS-4B với khả năng tời phía trước xe.[34]

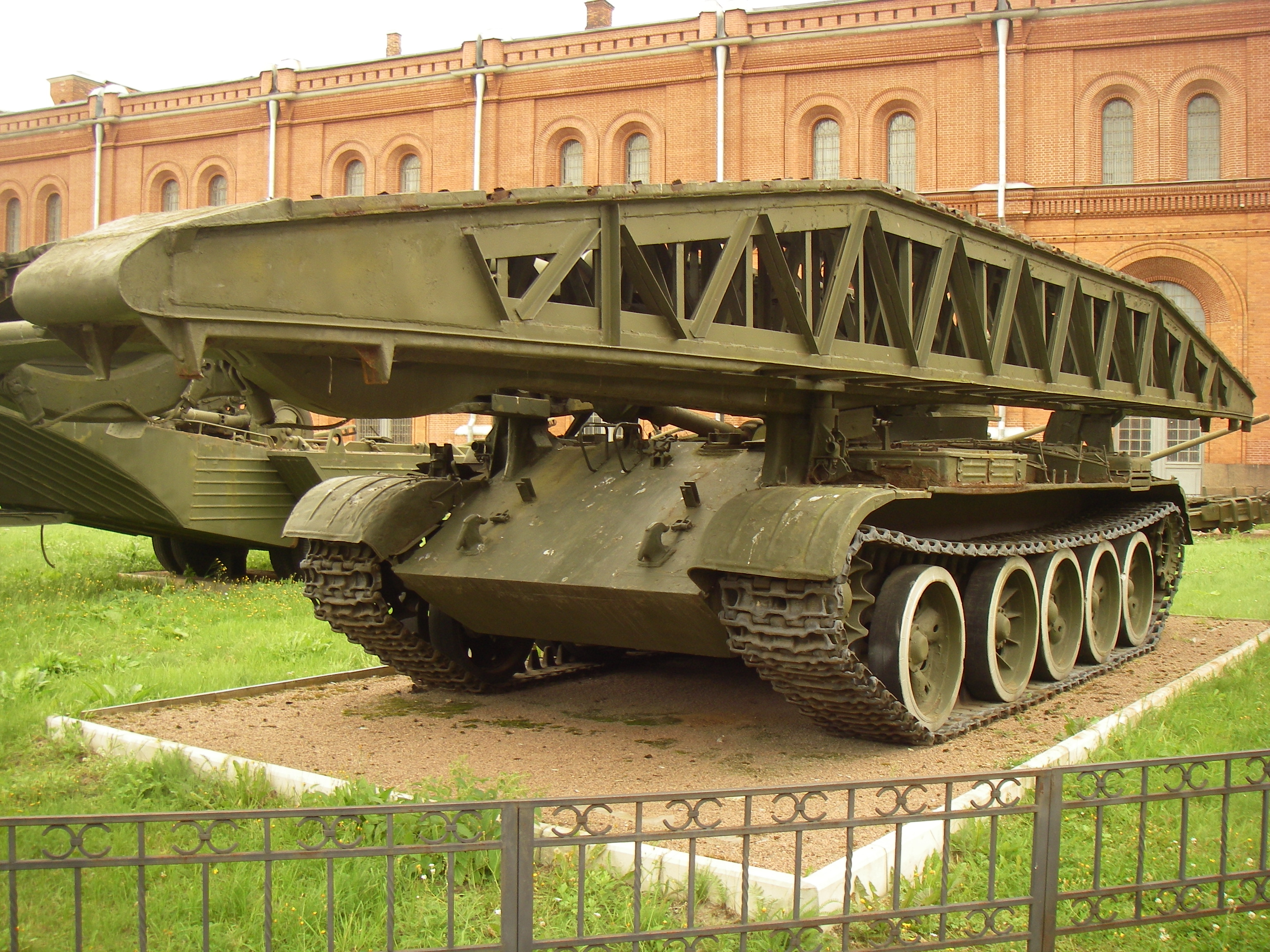
MTU-12 tại Bảo tàng lịch sử quân sự của Quân đoàn Pháo binh, Công binh và Tín hiệu ở Saint Petersburg, Nga.

#### Cầu công binh cơ giới
- MT-55 hoặc MTU-55 ( Tankoviy Mostoukladchik ) - Tên gọi của Liên Xô dành cho xe tăng tầng cầu MT-55A của Tiệp Khắc được trang bị cầu kiểu kéo.
- MTU-12 (Tankoviy Mostoukladchik)[37] - Xe tăng dạng cầu được trang bị một nhịp cầu dài 12 m với tải trọng 50 tấn. Nó đi vào hoạt động năm 1955; ngày nay chỉ còn một số lượng rất nhỏ còn hoạt động. Nó có trọng lượng chiến đấu 34 tấn.
- MTU-20 (Ob'yekt 602) (Tankoviy Mostoukladchik)[22] - T-54 chuyển đổi thành xe tăng một lớp cầu. Nó có cấu trúc thượng tầng đường đôi gắn trên khung gầm đã được sửa đổi. Mỗi mặt đường được tạo thành từ một dầm nhôm dạng hộp với một đoạn đường gấp được gắn ở hai đầu để tiết kiệm diện tích trong khi cầu ở vị trí di chuyển. Chiếc xe ở vị trí cầu đang đi có chiều dài 11,6 m. Khi được thiết lập, cây cầu dài 20 m. Đây là mức tăng khoảng 62% so với MTU-1 cũ hơn. Cầu được hạ thủy bằng phương pháp đúc hẫng. Đầu tiên, các đường dốc được hạ xuống và mở rộng hoàn toàn trước khi các đường gai hướng về phía trước với toàn bộ tải trọng của cầu nằm trên tấm đỡ phía trước khi khởi động. Nhịp được di chuyển ra ngoài trên dầm phóng cho đến khi đầu xa chạm đến bờ xa. Tiếp theo, đầu gần được hạ xuống bờ gần. Phương pháp khởi động này mang lại cho người lái cầu nối một hình bóng thấp.[34]MTU-20 tại Bảo tàng Yad la-Shiryon ở Latrun, Israel.

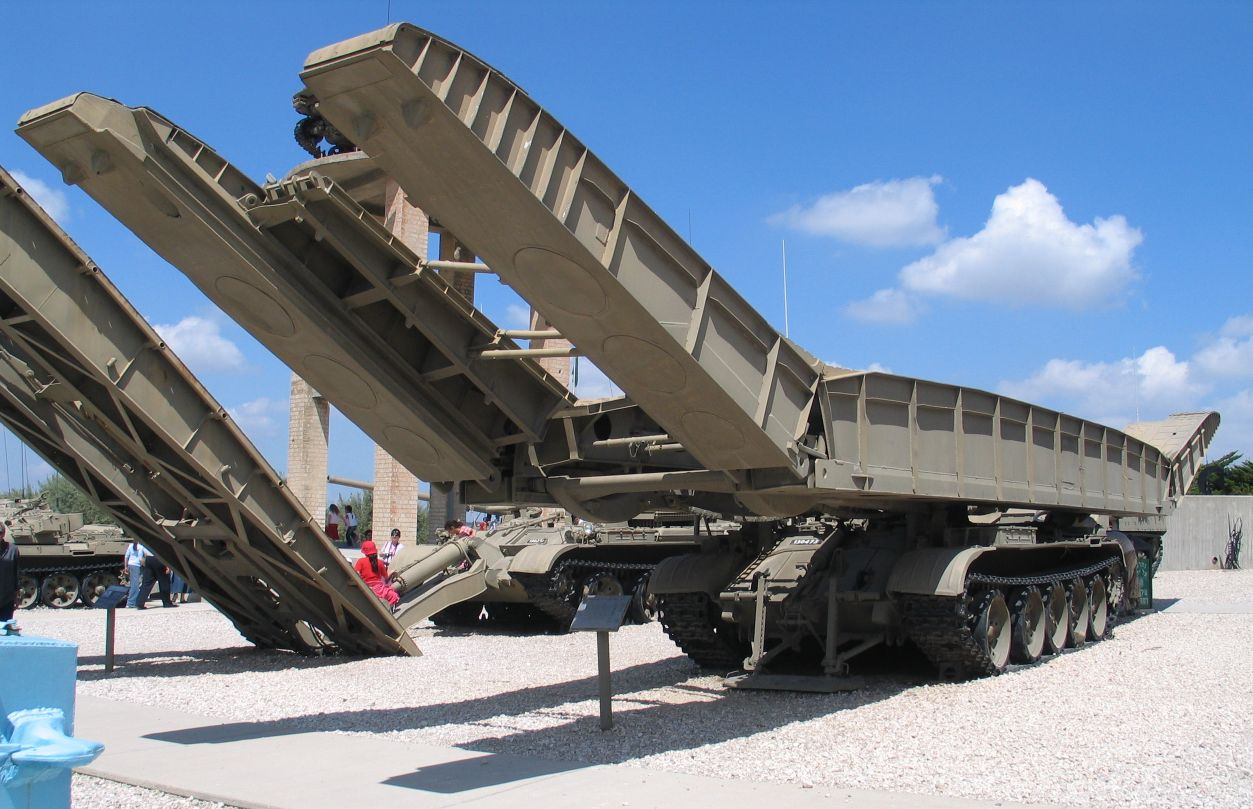
MTU-20 tại Bảo tàng Yad la-Shiryon ở Latrun, Israel.

  - MTU-20 dựa trên khung gầm T-55.[34]

#### Xe kỹ thuật
- T-54 / T-55 được trang bị lưỡi ủi BTU để dọn đất, chướng ngại vật và tuyết trong các tình huống chiến đấu. Nó được sử dụng bởi các đơn vị xe tăng cần sự hỗ trợ của kỹ sư chuyên ngành. Bản thân lưỡi ủi có thể được lắp trong 1 giờ 30 phút và tháo ra trong 1 giờ. Ở phương tây, nó được biết đến với cái tên T-54 / T-55 Dozer./>[38]
- ALT-55 - T-55 chuyển đổi thành xe ủi bánh xích bọc thép. Nó có cấu trúc thượng tầng tấm phẳng lớn, lưỡi dozer lõm góc cạnh được gắn ở phía trước và các rãnh thủy lực cho lưỡi dozer.[34]
- T-55 chuyển đổi thành máy xúc bọc thép có bánh xích. Tháp pháo đã được thay thế bằng một chiếc ca-bin bọc thép có thể xoay được với một cần và một thùng. Một lưỡi ủi được lắp vào phía trước của thân xe.[34]
- T-55 MARRS - T-55 được chuyển đổi thành một chiếc xe công binh được trang bị bộ phụ tùng xe bọc thép MARRS Vickers. Tháp pháo đã được thay thế bằng một thiết kế mới: tấm phẳng lớn với các cạnh hơi vát, phía sau thẳng đứng, phía trước rất vát và một cần trục khung chữ A lớn được gắn ở phía trước. Cần trục có thanh chắn dây tời hình trụ giữa các chân của cần trục. Một lưỡi ủi được lắp vào mặt trước của thân xe.[34]Xe kỹ thuật chiến đấu IMR

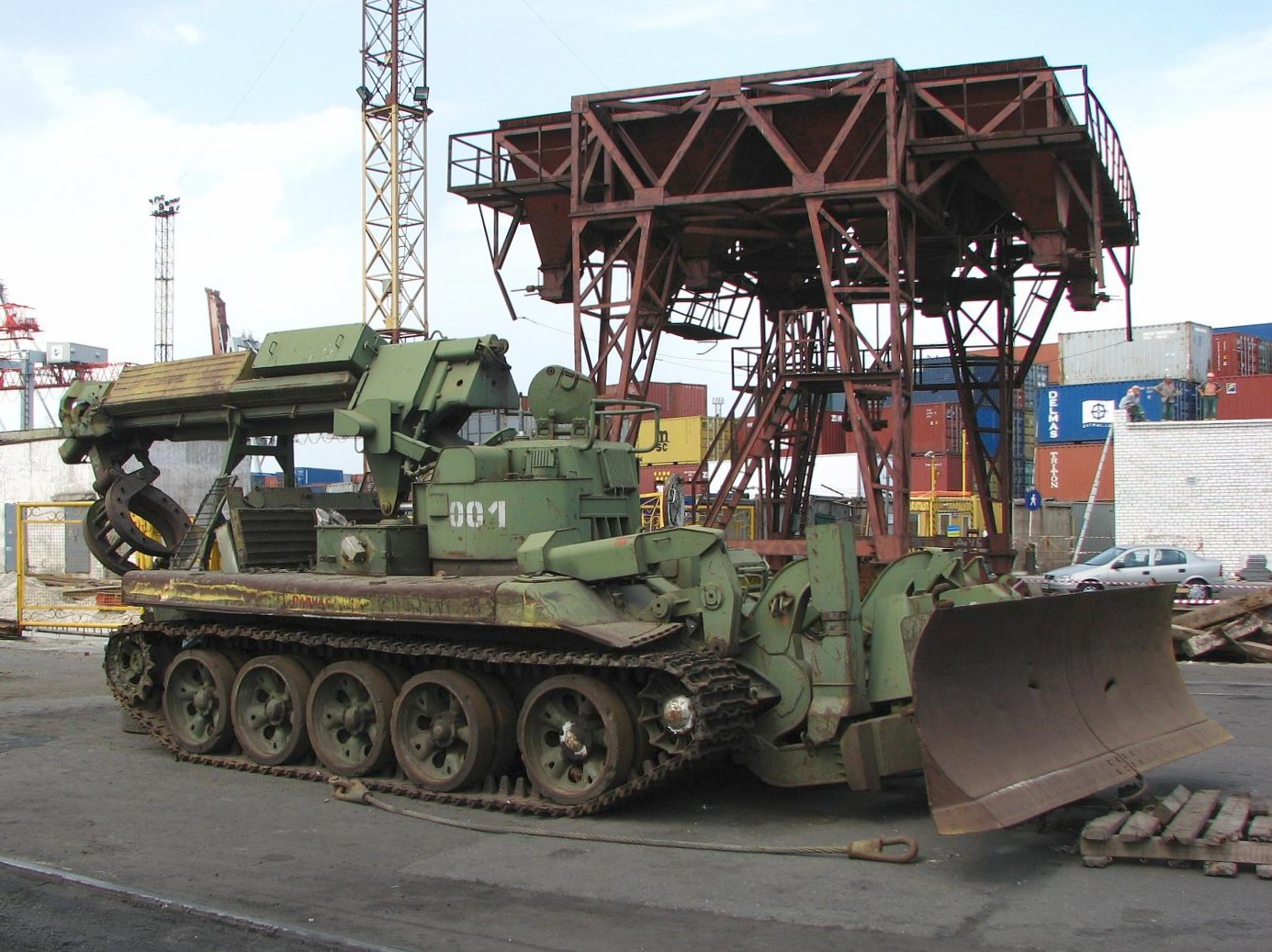
Xe kỹ thuật chiến đấu IMR

- IMR (Ob'yekt 616) (IMR là viết tắt của Inzhenernaya Mashina Razgrazhdeniya ) - T-55 chuyển đổi thành xe công binh. Tháp pháo đã được thay thế bằng một cần trục vận hành bằng thủy lực có tải trọng 2 tấn, có khả năng xoay 360° và vận hành từ một mái vòm bọc thép có tấm che. Cần trục cũng có thể được lắp với một gầu nhỏ và được sử dụng như cánh tay máy xúc, hoặc với một cặp gắp kiểu gọng kìm (như trong hình) để loại bỏ các chướng ngại vật như cây cối. Cần trục của nó có dạng ống lồng, khi di động được thu lại và đặt vào một giá đỡ ở phía sau thân xe, đến lượt nó sẽ được gập xuống so với boong động cơ khi cần trục được sử dụng. Một lưỡi gạt vận hành bằng thủy lực được gắn vào phía trước của thân xe; nó chỉ có thể được sử dụng trong cấu hình thẳng hoặc V. Xe cũng được gắn đèn rọi.[34][38] IMR được phát triển vào năm 1969 và đi vào hoạt động 5 năm sau đó.
- SPK-12G (SPK là viết tắt củaSamokhodniy Pod'yomniy Kran) - Cần trục hạng nặng gắn trên khung gầm T-55.[34] Chỉ có hai chiếc được chế tạo.
- MTP-3 (MTP là viết tắt củaMashina Tekhnicheskoj Pomoshchi) - SU-122-54 được chuyển đổi thành xe hỗ trợ kỹ thuật gắn cần cẩu hạng nhẹ. Việc chuyển đổi này được thực hiện bắt đầu từ năm 1973. Ở phương Tây, nó đôi khi được gọi là ARV M1977 và T-62T.

#### Xe rà phá mìn

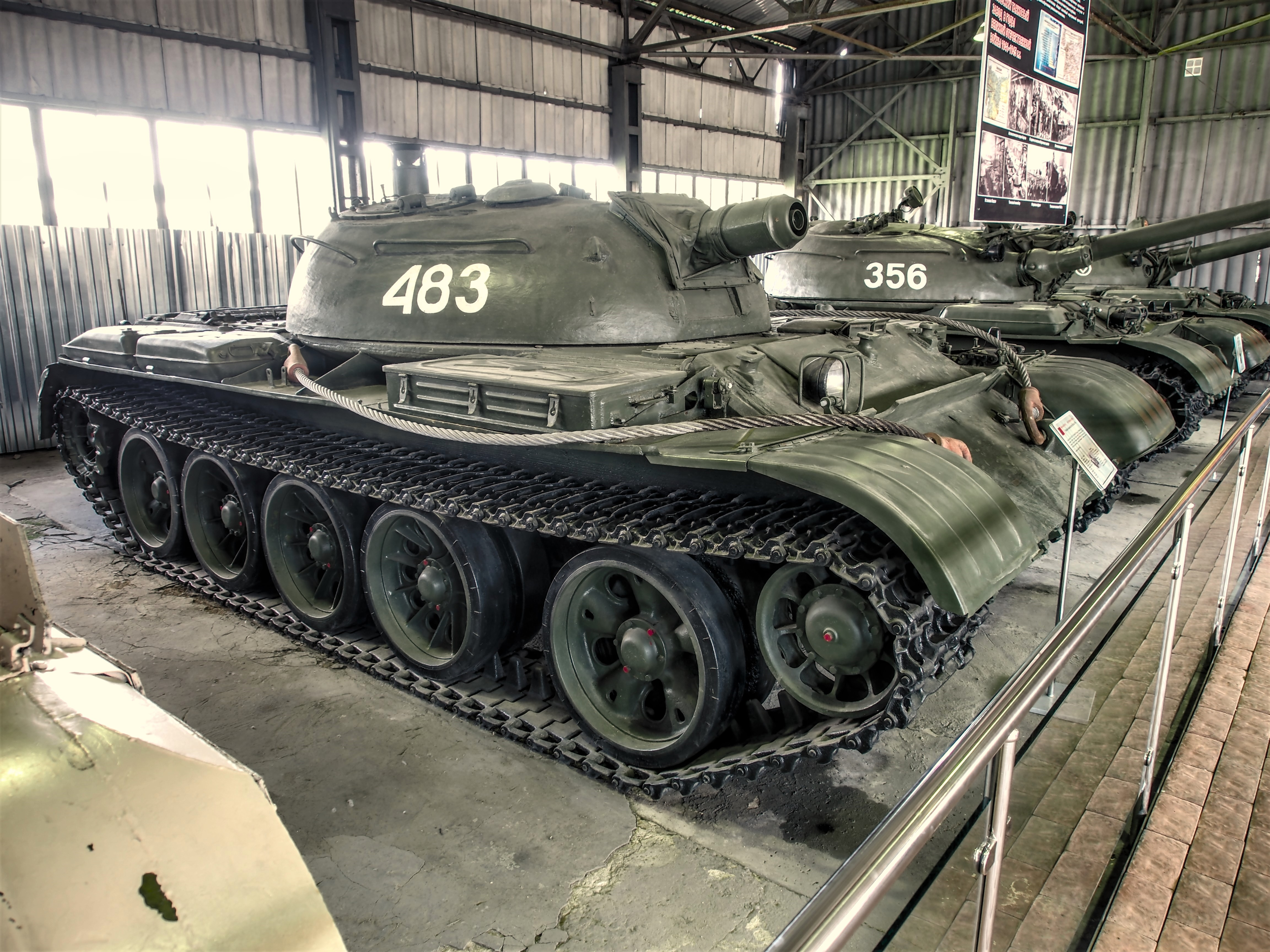
Ob'yekt 483

- BMR-1 (Bronirovannaya Mashina Razminirovaniya) - MTP-3 chuyển đổi thành xe rà phá bom mìn. Việc chuyển đổi này được thực hiện bắt đầu từ năm 1975.[34] Nó được trang bị hệ thống rà phá bom mìn KMT-5M và được trang bị tháp súng máy từ BTR-60. BMR-1 đã được quân đội Liên Xô sử dụng trong cuộc chiến ở Afghanistan và gần đây là lực lượng UNIFIL của Ukraine ở Lebanon.
- BMR-2 (Boyevaya Mashina Razminirovaniya) - Xe tăng rà phá bom mìn dựa trên khung gầm T-55. Phương tiện này không có tháp pháo mà là cấu trúc thượng tầng cố định, được trang bị súng máy NSVT. Nó được trang bị bộ rà phá bom mìn KMT-7 và được đưa vào hoạt động vào khoảng năm 1987 trong cuộc chiến ở Afghanistan.[34]
  - BMR-2 được trang bị nhiều loại thiết kế con lăn mìn.[34]

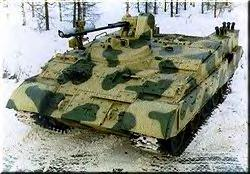
BTR-T của Nga.

#### Xe phun lửa
- OT-54 (Ob'yekt 481) - T-54 trang bị súng phun lửa ATO-54 thay vì súng máy hạng trung đồng trục SGMT 7,62 mm.[39][40]
- TO-55 (OT-55, Ob'yekt 482)[41] - Phiên bản súng phóng lửa này của xe tăng T-55 tích hợp máy chiếu ngọn lửa ATO-200. Súng bắn lửa được đốt cháy bởi các điện tích pháo hoa, và 12 điện tích là tải cơ bản. Thùng chứa đồ, thay thế giá đạn bên cạnh người lái, chứa 460 lít chất lỏng dễ cháy, và mỗi vụ nổ trung bình 36 lít. Phạm vi hiệu quả tối đa của hệ thống là 200 mét, với dòng chảy có sơ tốc đầu nòng khoảng 100 mps.[34][38][42]
- Ob'yekt 483 - Nguyên mẫu xe tăng phun lửa, dựa trên T-54B. Phiên bản này có lắp đặt súng phun lửa ATO-1 trong nòng ngắn to với ống bên trong thay vì pháo chính, dẫn đến giảm hỏa lực của xe tăng. Ngoài ra còn có một lỗ thông hơi thẳng đứng hình tròn ở phía sau tháp pháo và một mức giá đỡ với đỉnh của khẩu độ lò sưởi. Sau khi thử nghiệm với chiếc xe nguyên mẫu, công việc phát triển trên chiếc xe này đã ngừng lại.[42]

#### Xe bọc thép chở quân
- BTR-T - Xe bọc thép chở quân hạng nặng dựa trên T-55.
  - DPM - Xe hộ tống đoàn.[34]
- Achzarit - Quân đội Israel đã chuyển đổi những chiếc T-55/54 bị bắt giữ thành một chiếc xe bọc thép chở quân bánh xích.

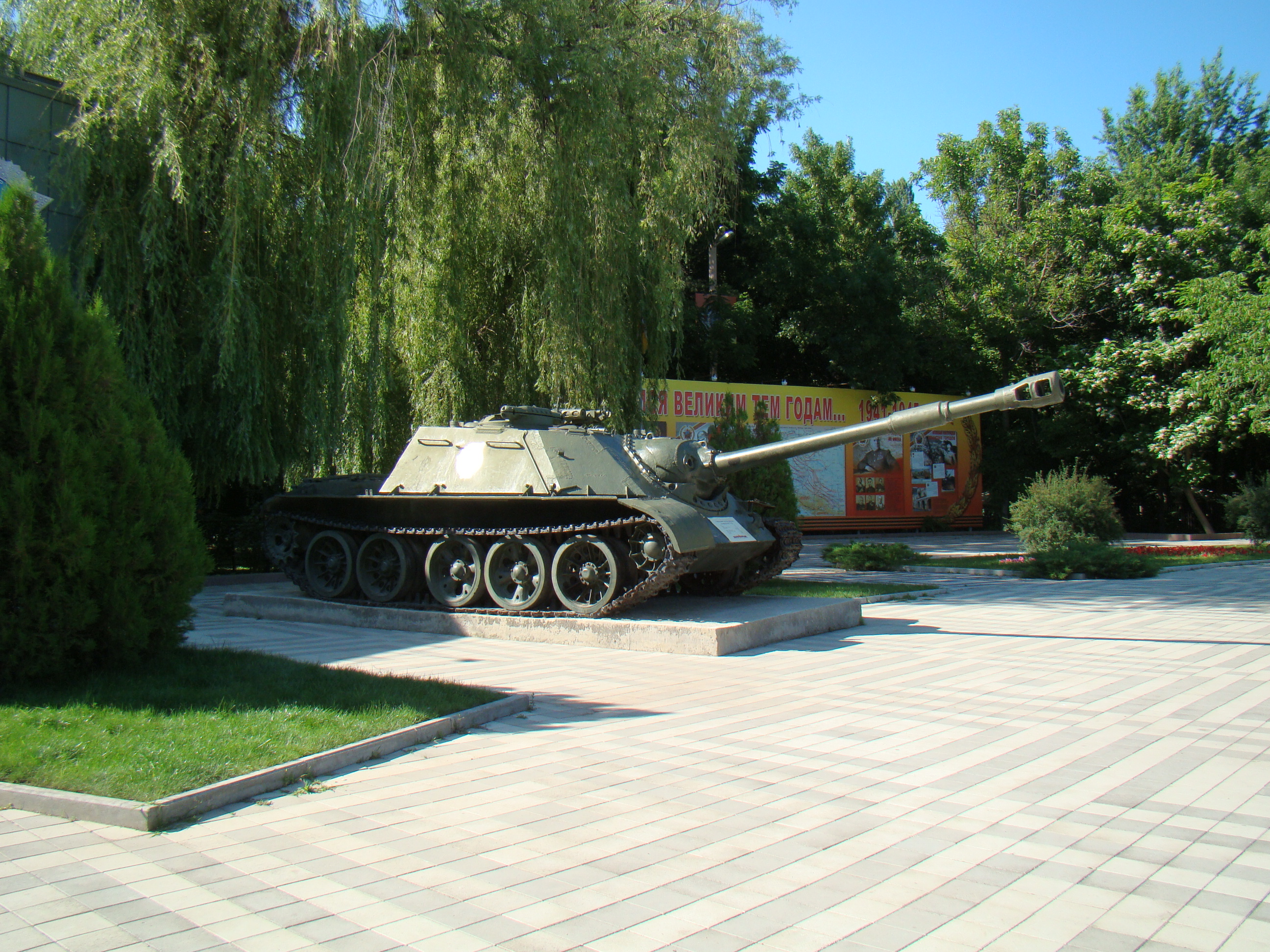
SU-122-54, bảo tàng Krasnodar

#### Pháo tự hành
- SU-122-54 (Ob'yekt 600) ( Samokhodnaya Ustanovka ) - Pháo tự hành 122 mm, dựa trên T-54A và đôi khi được gọi là IT-122. Từ năm 1955 đến năm 1957, 77 xe đã được chế tạo với sự khác biệt nhỏ giữa các lô sản xuất (vòm chỉ huy khác nhau, v.v.). SU-122-54 có khung gầm sửa đổi, với các khoảng trống nhỏ giữa cặp bánh thứ nhất, thứ hai và thứ tư và khoảng cách lớn giữa bánh thứ ba, tương tự như T-62'NS; và một cấu trúc tháp pháo, được lắp vào thân xe, chứa pháo 122 mm D-49 L / 48.4 mà xe mang theo 35 viên đạn. Vũ khí trang bị thứ cấp bao gồm hai súng máy hạng nặng KPVT, một khẩu được gắn làm súng máy phòng không gần cửa chỉ huy và khẩu còn lại gắn đồng trục với pháo chính. Xe chở được 600 viên đạn cho súng máy. Pháo chính có bộ phận hút khói được bố trí ngay sau phanh đầu nòng, một số loại xe không có bộ phận hút khói.[34]

#### Xe chữa cháy
- GPM-54 ( gusenichnaya pozharnaya mashina - xe chữa cháy có bánh xích ) - T-54 được chuyển đổi thành xe chữa cháy có bánh xích. Nó được trang bị một lưỡi gạt ở phía trước xe, két nước và một bộ phận phun gắn ở phía trước nóc xe tăng.[34]
- T-55 được cải tiến để chống lại các đám cháy dầu lớn. Tháp pháo được thay thế bằng động cơ phản lực kép và nhiều vòi phun nước.[34]

### Biến thể nước ngoài

#### Tiệp Khắc
- T-54A được sản xuất theo giấy phép tại Tiệp Khắc. Do có chất lượng cao hơn so với T-54A do Liên Xô sản xuất nên nó đã trở thành một cú hích trên thị trường xuất khẩu. Không giống như những chiếc T-54A do Liên Xô sản xuất, nó có các tấm tiếp cận động cơ được thiết kế lại, ba tấm được lắp vào thân xe để giảm sự đổ đường và các tấm lưới động cơ hình bầu dục trong sàn động cơ.[34]
  - T-54AK sản xuất tại Tiệp Khắc theo giấy phép. Nó được gắn một tấm đế trên nóc tháp pháo cho cột đài.[34]T-55AM2 trong triển lãm quân sự Bahna, Cộng hòa Séc

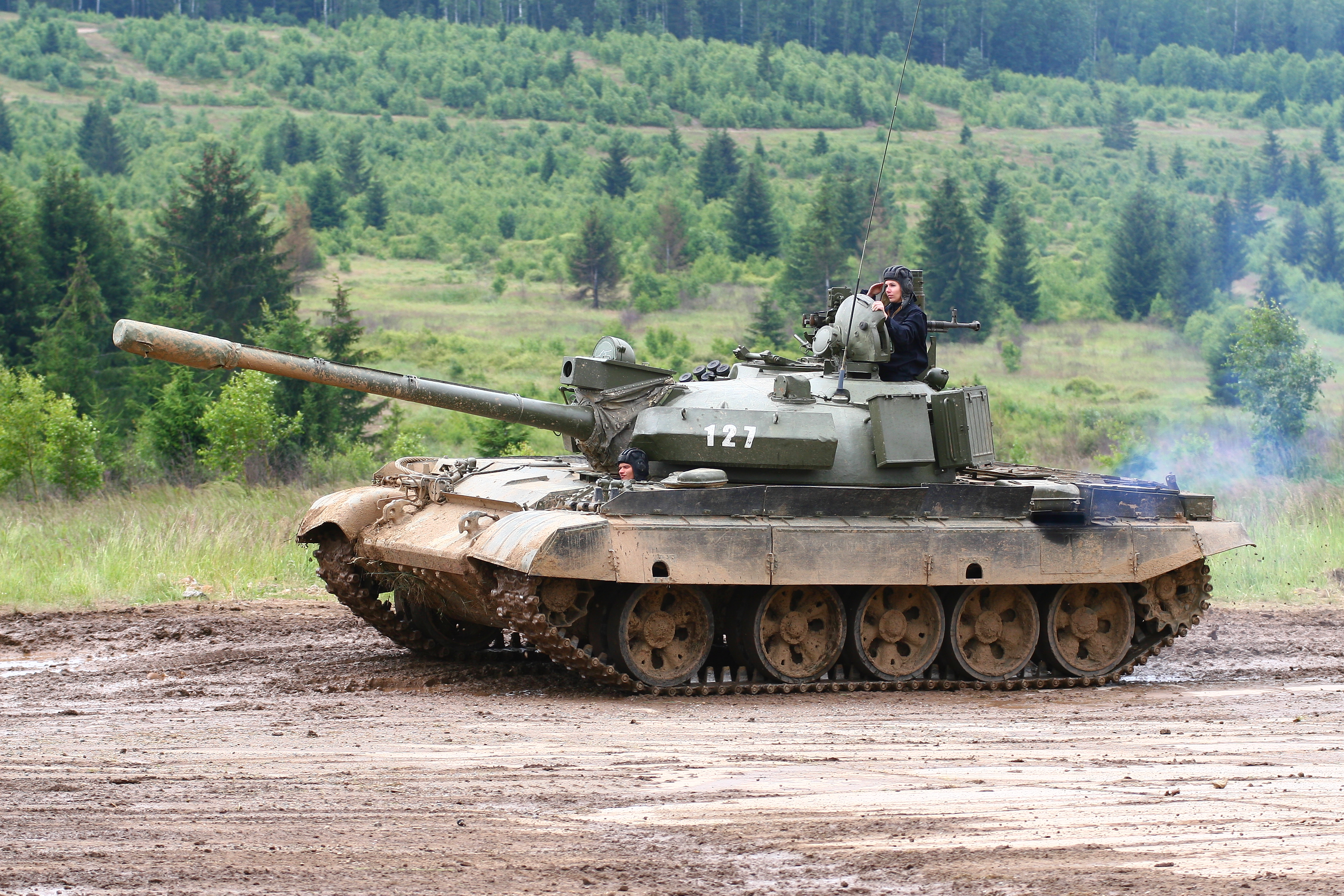
T-55AM2 trong triển lãm quân sự Bahna, Cộng hòa Séc

- T-54AR "Rieka" ( Rieka - sông) - Hiện đại hóa T-54 với ống thở giả. Nó tương tự như T-54AM của Liên Xô.
- T-54AM - T-54B được sản xuất theo giấy phép tại Ba Lan và Tiệp Khắc.[34]
  - T-54AMK - Xe tăng chỉ huy T-54BK được sản xuất tại Tiệp Khắc.[34]
- T-55AMB - Tiệp Khắc đã nâng cấp T-55A với máy đo xa laser do Tiệp Khắc sản xuất, hệ thống điều khiển hỏa lực và cột cảm biến gió với phần tâm dày được gắn ở phía sau nóc tháp pháo.[34]
- T-55AM1 - Phiên bản T-55AM do Tiệp Khắc sản xuất với hệ thống điều khiển hỏa lực "Kladivo" do Tiệp Khắc sản xuất với máy tính đường đạn, thiết bị tìm khoảng cách bằng laser (khác với KTD-1 của Nga) trên đầu pháo và cảm biến gió xuyên. cột buồm gắn phía sau nóc tháp pháo.Xe tăng T-55AM2B

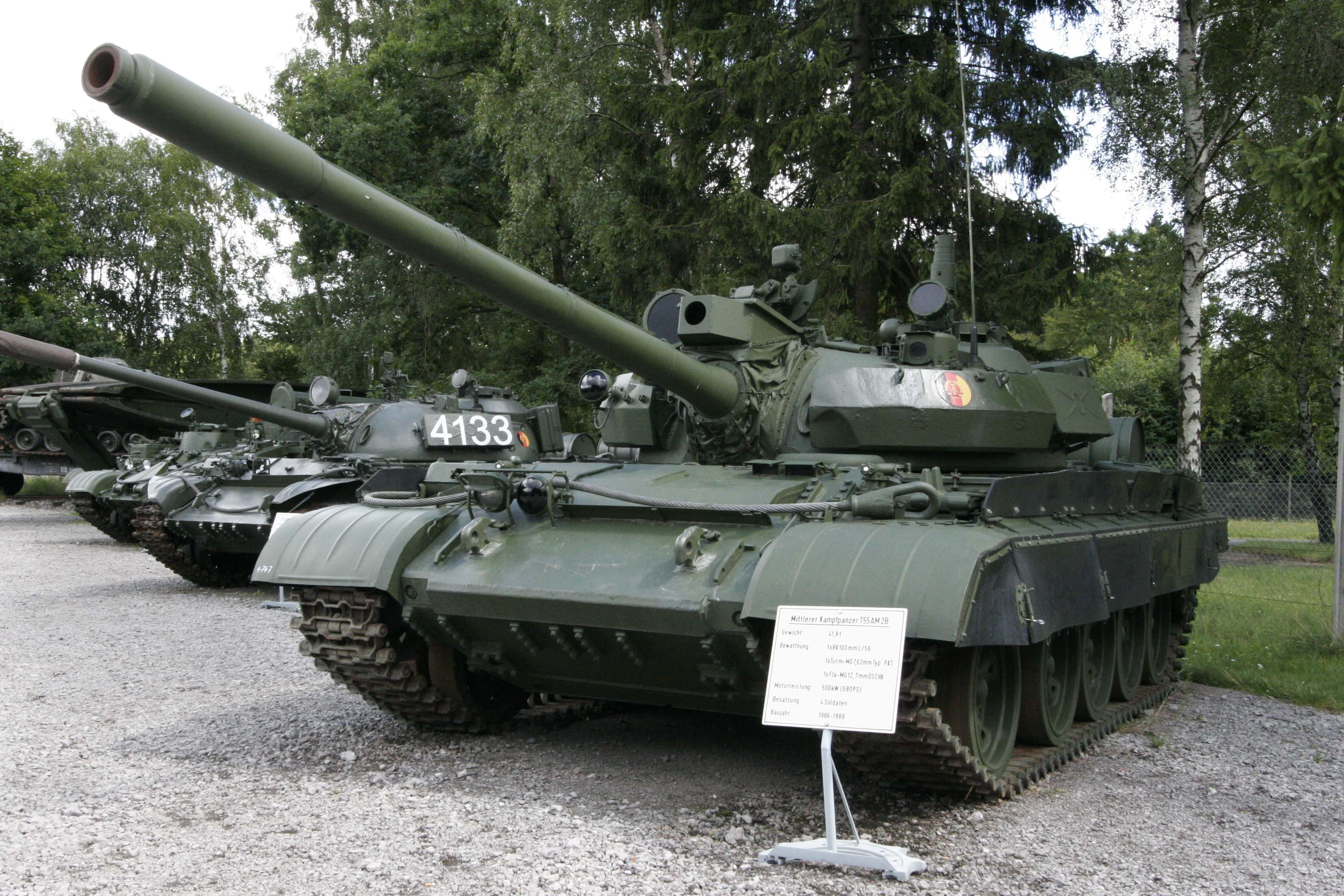
Xe tăng T-55AM2B

  - T-55AM1K3 - Phiên bản xe tăng chỉ huy của T-55AM1.[34]
  - T-55AM2- T-55AM1 được trang bị giáp gắn BDD thụ động cho tháp pháo (hình móng ngựa) và thân trước (trang bị cho tấm băng phía trên), các sườn xe được trang bị phần mở rộng bảo vệ thùng nhiên liệu trên sàn catwalk, động cơ V-55U cải tiến với bộ siêu nạp tích hợp cung cấp 620 mã lực và hệ thống radio R-173P. Các tấm áo giáp BDD bao gồm các hộp thép bọc thép chứa đầy Penpolyurethane. Ngoài ra, có các hốc có thể được lấp đầy bằng nước hoặc cát để bảo vệ thêm. Các tấm áo giáp BDD bao gồm các hộp thép bọc thép chứa đầy Penpolyurethane và các tấm thép mỏng HHS. Giáp bán phản ứng nổ BDD bổ sung thêm 120mm bảo vệ chống lại APDS và 200-250mm bảo vệ chống lại đạn HEAT, do đó những xe tăng này có khả năng bảo vệ tương tự như các phiên bản đầu tiên của T-72. Ngoài ra còn có một cụm 8 ống phóng lựu đạn khói ở bên phải tháp pháo. T-55AM2 được lắp thêm đèn pha trên chắn bùn trước.[34][43][44]VT-55A tại RAF Duxford, ngày 23 tháng 9 năm 2006.

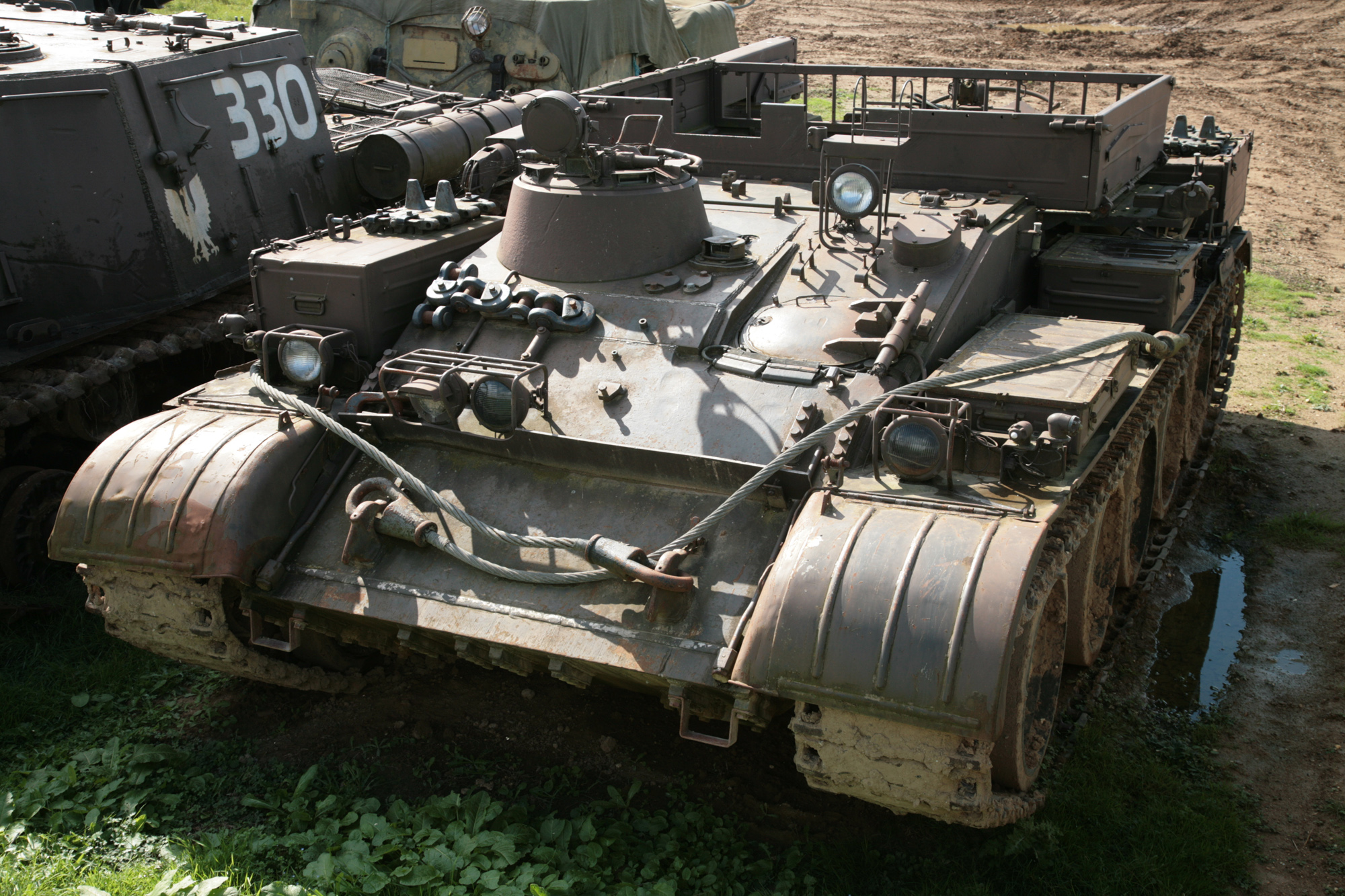
VT-55A tại RAF Duxford, ngày 23 tháng 9 năm 2006.

    - T-55AM2 Dyna-1 - T-55AM2 được trang bị giáp mới.[34]
    - T-55AM2B - T-55AM2 với khả năng bắn đạn tên lửa 9M117 "Bastion" (AT-10 Stabber) dẫn đường bằng laser thông qua pháo chính. T-55AM2B được trang bị ống ngắm của xạ thủ 1K13 BOM thay cho TPN-1M-22 ban đầu.
    - T-55AM2K1 - Xe tăng chỉ huy dành cho đại đội trưởng có thêm bộ đàm R-173.
    - T-55AM2K2 - Xe tăng chỉ huy cho các tiểu đoàn trưởng có thêm bộ đàm R-173.
    - T-55AM2K3 - Phiên bản dành cho trung đoàn trưởng với bộ radio R-173 và R-143T2, một máy phát điện NS1250B và một cột ăng ten mỏng 10m. Chở ít hơn 12 vòng so với xe tăng tiêu chuẩn.
- VT-55A (xe tăng vyprošťovací-xe tăng phục hồi) - ARV Tiệp Khắc được chế tạo trên thân xe T-55A và lắp một cần trục có tải trọng 15 tấn, một tời chính có tải trọng 44 tấn và một tời phụ có tải trọng 800 kg. Lần đầu tiên nó được gọi là MT-55 nhưng tên gọi này được đặt cho xe tăng đặt cầu và do đó tên gọi này phải được thay đổi.[34][36]
  - VT-55KS (kapitalistické státy) - Phiên bản xuất khẩu cho các nước không thuộc Khối Warszawa như Iraq và Syria. Tổng cộng có 2.321 chiếc được sản xuất từ năm 1967 đến năm 1983.ŽS-55A trong triển lãm quân sự Bahna, Cộng hòa Séc

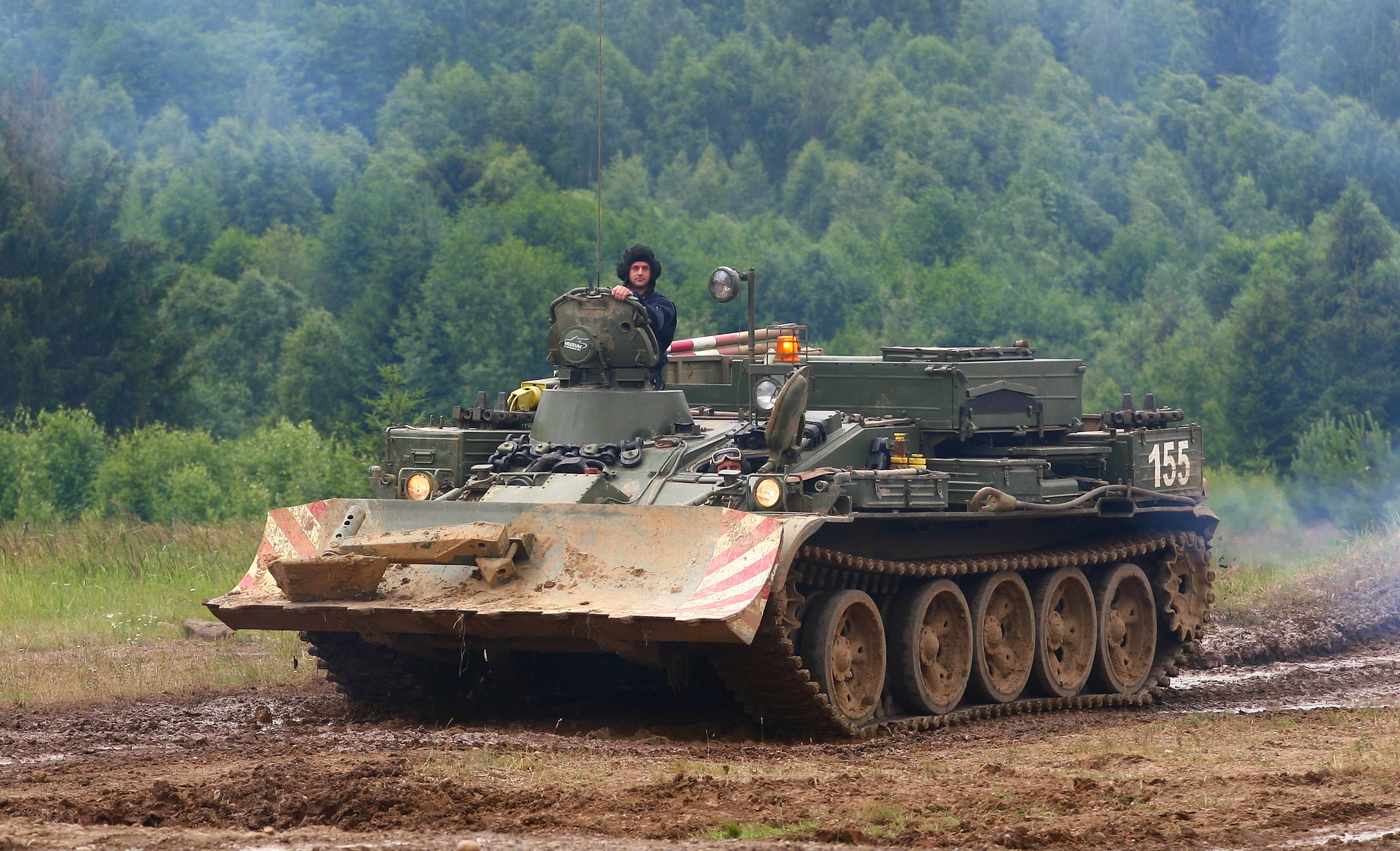
ŽS-55A trong triển lãm quân sự Bahna, Cộng hòa Séc

  - ZS-55A (ženijní stroj) - VT-55A được trang bị lưỡi ủi BTU-55.[34]
- MT-55A ( Mostni Tank - xe tăng lớp cầu) - Phiên bản thiết kế lại của MT-55 của Tiệp Khắc. Theo một số nguồn tin phương Tây, có hai mẫu xe, cụ thể là mẫu cơ bản - còn được gọi là MT-55K - và MT-55L với cầu dài hơn. Từ năm 1969 đến năm 1983, 1.278 chiếc MT-55A đã được chế tạo bởi TS Martin.
  - MT-55KS (kapitalistické státy) - Phiên bản xuất khẩu cho các nước không thuộc Hiệp ước Warsaw như Ấn Độ, Iraq và Syria. 183 chiếc được sản xuất từ năm 1971.
  - PM-55L (přepravník mostu) - Phiên bản hạng nhẹ sử dụng xe tải Tatra T-813 làm xe bọc thép và xe mang phóng.
- JVBT-55A (jeřábový vyprošťovací buldozerový tank) - Xe tăng cần cẩu của Tiệp Khắc, được trang bị cần cẩu lớn 15 tấn, tời và lưỡi ủi BTU-55. Trọng lượng chiến đấu là 42 tấn. Từ năm 1967, 508 chiếc đã được sản xuất.
  - JVBT-55KS (kapitalistické státy) - Phiên bản xuất khẩu của JVBT-55A cho các quốc gia không thuộc Hiệp ước Warsaw như Iraq. 172 chiếc được sản xuất.

#### Romania

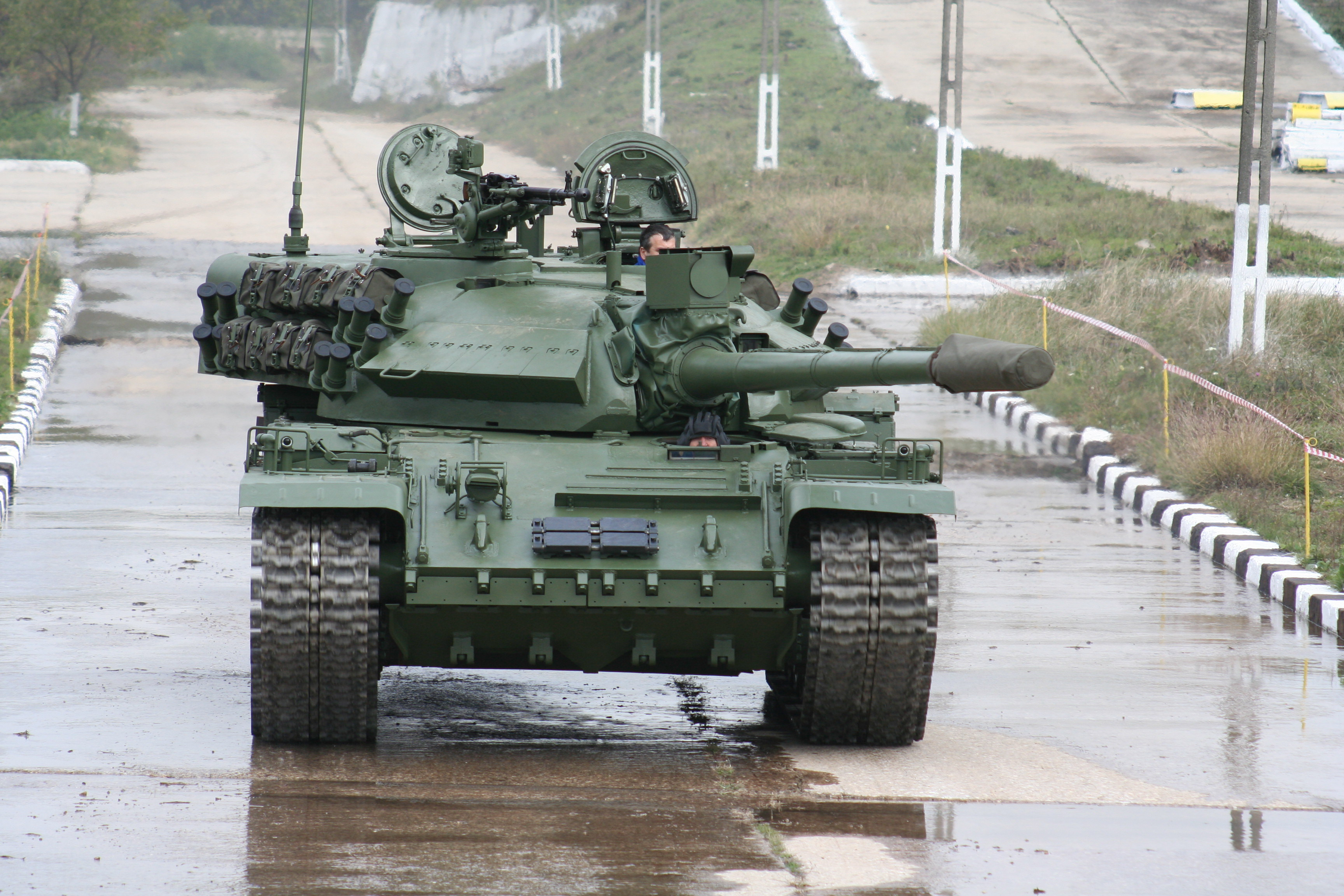
Xe tăng TR-85M1

- TR-85: xe tăng chiến đấu chủ lực của Rumani, thiết kế dựa trên kiểu T-55 nhưng có powerpack kiểu hình chữ T, động cơ V8 830 mã lực của Đức, hệ thống điều khiển bắn "Ciclop", hệ thống truyền động 6 cặp bánh xích (tăng thêm 1 bánh so với T-54/55), quanh tháp pháo được bổ sung thêm khối giáp bán nguyệt dày 20mm và váy bảo vệ bằng kim loại. Trọng lượng tăng lên 50 tấn. Pháo chính 100mm được giữ nguyên nhưng được trang bị các loại đạn mới (Romania đã hợp tác với Israel để sản xuất loại đạn xuyên giáp động năng BM-412VN - có thể xuyên giáp cán đồng nhất có độ dày 444mm ở góc chạm 90 độ từ khoảng cách 500 mét, 425mm ở khoảng cách 1000 mét và 328mm ở khoảng cách 4000 mét). TR-85M1 được trang bị máy tính điều khiển hỏa lực Ciclop-M thế hệ 3. Ngoài ra, pháo chính còn được trang bị hệ thống ổn định hai trục giúp cải thiện độ chính xác khi bắn và giảm thời gian khóa mục tiêu. Theo nhà sản xuất, máy tính đường đạn mới đảm bảo khả năng tiêu diệt mục tiêu đến 95% ở khoảng cách dưới 2000 mét, trên 75% cho mục tiêu ở khoảng cách từ 2000 - 3000 mét. Gói nâng cấp này có chi phí ở mức trung bình (khoảng 1 triệu USD/xe). Trong cuộc tập trận hồi giữa năm 2014, TR-85 được ghi nhận là đã đánh bại nhiều xe tăng chiến đấu chủ lực hiện đại nhất của Mỹ M1 Abrams trong cuộc chiến giả định ở gần thị trấn Hohenfels, Bavaria, Đức.[34]
- TR-85M3: Phiên bản nâng cấp từ TR-85, được trang bị động cơ mạnh mẽ hơn, thay thế pháo 100mm bằng cỡ 120mm hoặc 125mm cũng như nâng cấp giáp, nâng cấp hệ thống điện tử.[45][46]

#### Hungary
- T-55AM là phiên bản hiện đại hóa xe tăng T-55 cơ bản những năm 1980. 144 xe tăng T-55AM nhận được hệ thống điều khiển hỏa lực "Kladivo" do Tiệp Khắc sản xuất, ống bọc nhiệt trên pháo, lắp mới cho HMG 12,7mm, máy đo xa laser, gắn trên nòng, bên trong một hộp bọc thép hình chữ nhật lớn. Xe tăng Hungary được trang bị các khối giáp bổ sung BDD trên khu vực phía trước tháp pháo và glacis  (được gọi là "giày ngựa" hoặc "giáp lông mày Brezhne"). Các tấm giáp BDD bao gồm các hộp thép bọc thép chứa đầy Penpolyurethane và các tấm thép mỏng HHS. Lớp giáp bán phản ứng nổ BDD có thêm 120mm bảo vệ chống lại APDS và 200-250mm bảo vệ chống lại đạn HEAT, do đó, những xe tăng này có khả năng bảo vệ tương tự như các phiên bản đầu tiên của T-72 (tương tự như AM2 của CH Séc). Loại này không thành công một phần do Kladico FCS không đáng tin cậy và tính cơ động kém (các phương tiện của Hungary chưa bao giờ nhận được động cơ mới). Xe tăng T-55AM đã bị rút khỏi biên chế trong thời gian những năm đầu của thập niên 2000, một số bị loại bỏ, một số bị hỏng, chỉ còn lại một số ít xe T-72B và T-72M đang hoạt động trong quân đội Hungary.[43][44]

#### Ba Lan
- Các xe tăng do Ba Lan sản xuất thường có các cách bố trí khác nhau. Sự sắp xếp bao gồm một hộp hình chữ nhật được gắn ở bên trái của tháp pháo, một hộp xếp hình vuông nhỏ hơn ở bên trái của phần sau tháp pháo và một sàn phía sau hơi khác một chút.[38]
- T-54AD - Xe tăng chỉ huy T-54A của Ba Lan có thêm bộ đàm và tầm hoạt động 100 dặm.[47]
- T-54AM - Sản xuất T-54B của Ba Lan và Tiệp Khắc theo giấy phép.[34]
- T-55U - Bản nâng cấp T-54 của Ba Lan.[48]
- T-54 được trang bị các tấm giáp độc lập được trang bị cho các tấm chắn phía trước thân xe và lưới thép xung quanh tháp pháo để bảo vệ chống lại ATGM.[34]
- T-55L - Phiên bản Ba Lan mới của T-55A.[34]
- T-55LD - Xe tăng T-54 của Ba Lan được chế tạo lại theo tiêu chuẩn T-55A. 200 xe tăng T-54 đã được chế tạo lại vào năm 1975.[34]
- T-55AD-1 - Xe tăng chỉ huy T-55A của Ba Lan có thêm đài R-130 và giảm lượng đạn còn 38 viên.[36][49]
- T-55AD-2 - Xe tăng chỉ huy T-55A của Ba Lan có thêm đài R-123 và giảm lượng đạn còn 38 viên.[36][49]\
- T-55AM "Merida" - Phiên bản Ba Lan của T-55AM được phát triển từ cuối những năm 1970 đến đầu những năm 1980, được trang bị SKO "Merida" mới (SKO là viết tắt của System Kierowania Ogniem - hệ thống điều khiển hỏa lực) với hệ thống điều khiển hỏa lực với cảm biến gió chéo và một hệ thống máy ngắm ngày / đêm CDDN-1 mới (CCDN là viết tắt của celownik-dalmierz dzienno-nocny - máy ngắm ngày / đêm). Xe tăng cũng được trang bị thêm giáp thụ động (loại BDD) ở mặt trước thân và tháp pháo, và với hệ thống bảo vệ bao gồm hệ thống cảnh báo laser WPL-1 "Bobrawa" ( Wykrywacz Promieniowania Laserowego ) và WWGD-1 "Erb "( Wyrzutnia Wybuchowych Granatów Dymnych ) và WPD-1" Tellur ") Súng phóng lựu khói 81 mm, cả hai đều được bố trí theo cụm 8 viên ở mỗi bên tháp pháo. Cuối cùng, động cơ ban đầu đã được thay thế bằng W-55 WAX nâng cấp với công suất 613 mã lực (457 kW).[50] Một số được trang bị bộ radio mới như R-123 hoặc R-173. Được coi là MBT thế hệ thứ hai vì mức độ hiện đại hóa cao.[34][36][38] Năm 2016, T-55AM Merida cũng trở thành xe tăng đầu tiên được lắp đặt hệ thống lắp đặt nhiên liệu thay thế LPG (tự động) . Đây được thực hiện như một dự án đóng thế công khai và R&D của công ty STAG từ Białystok.[51][52][53]
  - T-55AMS - Phiên bản không có giáp ở mặt trước thân xe, có thể được trang bị hệ thống rà phá bom mìn ZB / WLWD hoặc KMT-5 hoặc một lưỡi ủi USCz-55.
  - T-55AD-1M - Xe tăng chỉ huy T-55AM "Merida" có thêm đài R-130 và giảm lượng đạn dự trữ xuống còn 38 viên.[50]
  - T-55AD-2M - Xe tăng chỉ huy T-55AM "Merida" có thêm đài R-123 và giảm lượng đạn dự trữ xuống còn 38 viên.[50]
- T-55AM2BP - Phiên bản cấp phép của Ba Lan của T-55AM2B của CH Séc. Chỉ dành cho xuất khẩu.
- W-125SC - T-55A, hay WZT-1 và BLG-67, được chuyển đổi thành bệ phóng lắp thẳng vận tải của hệ thống tên lửa phòng không S-125SC "Newa-SC". Một bệ phóng xoay hoàn toàn cho 4 tên lửa 5V27 đang thay thế tháp pháo. Các cánh tay phóng bên ngoài gập so với bên trong khi di chuyển và do đó hai tên lửa được mang theo khi di chuyển và bốn khi xe đang giữ vị trí.[34]
- WZT-1 ( Wóz Zabezpieczenia Technicznego - Xe bọc thép) - Xe bọc thép của Ba Lan dựa trên BTS-2 của Liên Xô. Nó được đóng trên thân T-55 và sau này là T-55A. Nó được sản xuất từ năm 1970 đến 1978.[54]
- WZT-2 ( Wóz Zabezpieczenia Technicznego - Xe bọc thép) - Xe bọc thép của Ba Lan được chế tạo trên thân xe T-55. Nó được chế tạo để thực hiện sửa chữa trên xe tăng T-55 và T-55A. Khi đi vào hoạt động năm 1973, nó không chỉ là loại xe cứu kéo tốt nhất trong toàn khối Hiệp ước Warsaw mà còn có thể là trên toàn thế giới. Nó vẫn có thể thực hiện các nhiệm vụ mà NATO giao cho các loại ARV cùng loại. Không giống như T-55 và WZT-1, WZT-2 vẫn là khẩu ARV cơ bản của quân đội Ba Lan được sử dụng để sửa chữa thực địa. Nó có thể thực hiện sửa chữa không chỉ trên xe tăng Liên Xô như T-54/T-55 và T-72 mà còn trên của Ba Lan và Leopard 2A4 của Đức. Tuy nhiên, do tất cả các xe tăng hiện đang trong biên chế của Ba Lan đều nặng hơn 40 tấn nên không thể kéo chúng. Nó được sử dụng để kéo các phương tiện nhẹ hơn như BMP-1 và 2S1. Tổng cộng 600 chiếc đã được sản xuất. 80 chiếc được đưa vào hoạt động tính đến năm 2004. Một số chiếc được Ratownictwo Kolejowe (Dịch vụ ứng cứu khẩn cấp của Đường sắt) sử dụng. Nhiều chủ sở hữu tư nhân đã mua chúng từ Quân đội Ba Lan. 196 chiếc trong số này cũng đã được bán cho Ấn Độ. Các phương tiện này cũng được mua bởi Iraq và Nam Tư.[36][55]
- Xe tăng công binh T-55A với mỏ cày KMT-4 ở phía trước và các hộp chứa hệ thống phá nổ nhanh PW-LWD (tương tự như Giant Viper).
- IWT ( Inżynieryjny Wóz Torujący ) - Xe kỹ thuật chiến đấu của Ba Lan, dựa trên WZT-2 và được trang bị một lưỡi gạt thủy lực, một cánh tay thủy lực và các hệ thống rà phá bom mìn PW-LWD và KMT-5. Nó sử dụng súng máy hạng nặng DShK 1938/46 để bảo vệ phòng không. Được đưa vào phục vụ với số lượng rất nhỏ vào năm 1978.
- BLG-67 - Phiên bản Ba Lan của lớp cầu Đông Đức BLG-60.[56]
  - BLG-67M - Tương tự BLG-60M: mô hình cải tiến giúp gắn 3 cầu lại với nhau để thu hẹp khoảng trống lên đến 52 m.
    - BLG-67M2 - Tương tự BLG-60M2: mẫu cải tiến, được nới rộng thêm 20 cm.

#### Ukraine
- Phiên bản T-55 do Phòng thiết kế chế tạo máy Kharkiv Morozov hiện đại hóa được trang bị 4 cụm phóng lựu đạn khói được trang bị ở mỗi bên phía trước tháp pháo và máy đo xa laser được trang bị phía trên vũ khí chính.[34]
- Phiên bản T-55 do Phòng thiết kế chế tạo máy Kharkiv Morozov hiện đại hóa trang bị pháo nòng trơn 125mm KBM1.[34]
- T-55AGM- Hiện đại hóa T-54 / T-55 của Ukraine. Nó đưa các xe tăng T-54/T-55 lên tiêu chuẩn T-80. Nó cũng có thể được áp dụng cho Type 59 do Trung Quốc sản xuất và T-62 của Liên Xô. Xe được trang bị động cơ diesel tăng áp đa nhiên liệu 5TDFM, hai kỳ làm mát bằng chất lỏng với các piston đối nghịch, phát triển công suất 850 mã lực (634 kW), thiết bị chạy được cải tiến, hệ thống điều khiển chuyển động tự động với điều khiển tay lái, bảo vệ thụ động bổ sung, tích hợp- giáp phản ứng nổ, hệ thống đối phó, hệ thống chế áp hỏa lực mới với các phương tiện vượt cấp tại trạm chỉ huy, máy nạp đạn tự động chứa 18 viên đạn và súng máy phòng không có thể ngắm và bắn từ trong tháp pháo dưới lớp giáp bảo vệ hoàn chỉnh. Súng máy phòng không được lắp trên vòm chỉ huy và có mục đích bắn vào các mục tiêu trên không và trên mặt đất. Người mua có thể chọn giữa hai tùy chọn vũ khí chính: pháo nòng trơn 125 mm KBM1 hoặc pháo nòng trơn 120 mm KBM2. Cả hai loại đều sử dụng đạn thông thường và ATGM phóng từ nòng nâng cao có thể đánh bại các loại xe tăng hiện đại ở cự ly 2000–3000 m và tới 5.000 m bằng ATGM. Xe tăng có thể mang ít nhất 30 viên đạn. Pháo nòng trơn 125 mm KBM1 nặng 2,5 tấn, có chiều dài nòng 6 m (48 cữ) và có thể bắn các loại đạn APFSDS, HEAT và HE-FRAG trong khi pháo nòng trơn 120 mm KBM2 nặng 2,63 tấn, có chiều dài nòng 6 m (50 calibers) và có thể bắn tất cả các loại đạn đáp ứng các yêu cầu của tiêu chuẩn NATO và ATGM do Ukraine sản xuất. Cả hai khẩu đều có độ dài độ giật thông thường là 26–30 cm và độ giật tối đa là 31 cm. Xe tăng có thể được trang bị súng máy đồng trục KT-7.62 hoặc PKT-7.62 và có thể mang theo 3 khẩu. Xe tăng cũng có thể được trang bị súng máy hạng nặng KT-12.7 hoặc NSVT-12.7 để bảo vệ và có thể mang theo 450 viên đạn. Tầm bắn hiệu quả gần đúng là 2 km vào ban ngày và 800m vào ban đêm. AA HMG có thể được nâng lên từ -5 đến +70 độ. Điều khiển từ xa cho súng máy phòng không được ổn định theo trục thẳng đứng trong chế độ tự động (bằng cách sử dụng ống ngắm TKN-5) và đang sử dụng ống ngắm PZU-7 cho chế độ bán tự động.[34][57]
- T-55-64 - Với hệ thống treo và động cơ T-64.
- T-55MV - Các nhà máy sửa chữa xe tăng cũ Quân đội Liên Xô số 7 ở Kiev và số 17 ở Lviv, Ukraine đã quảng cáo T-55MV trên thị trường thế giới trong vài năm. Tháp pháo, phần trước thân và các giáp bên của phiên bản này được bảo vệ bằng giáp phản ứng nổ Kontakt-5 có khả năng chịu được các đòn tấn công từ loại đạn uranium làm nghèo M829 120mm xuyên giáp của Mỹ. Vũ khí chính của T-55MV được cải tiến bằng cách sử dụng 9M117 "Bastion" (AT-10 Stabber) có thể phóng qua nòng của pháo tiêu chuẩn T-54/55. Với tầm bắn hiệu quả 4.000 m, 9M117 "Bastion" (AT-10 Stabber) có khả năng xuyên giáp tương đương 550mm thép cán. Nếu tên lửa được trang bị đầu đạn song song, khả năng xuyên giáp của nó sẽ tăng lên. Hệ thống điều khiển hỏa lực Volna với máy tính đạn đạo kỹ thuật số của nó cũng được trang bị. Syria là quốc gia đầu tiên đặt hàng 200 chiếc T-55 được nâng cấp thành T-55MV.[34]

#### Nam Tư
- TZI-JVBT - Czechoslovak JVBT-55A phục vụ trong Quân đội Nam Tư.[34]
- T-55TZI - Xe bọc thép VT-55A do Nam Tư sửa đổi.[34]
- T-55AI "Igman" - Bản nâng cấp của Nam Tư của T-55A, nhằm hiện đại hóa phân đội T-55 đã già cỗi. Nó sử dụng các thành phần phức tạp từ M-84, phiên bản tiên tiến được sản xuất trong nước của T-72, mà nó đang được phát triển song song. Những cải tiến chính bao gồm việc gắn bên ngoài 2 băng phóng cho tên lửa AT-3 Sagger, một động cơ từ T-72, một chiếc SUV đơn giản hóa với cảm biến sao băng và máy đo xa laser từ M-84, bổ sung lớp giáp cách nhau trên tháp pháo và thân trước cũng như lắp đặt bộ điều hòa khói. Khoảng 20 chiếc đã được thực hiện trước khi Nam Tư tan rã. Các nguyên mẫu đã được đưa vào phục vụ thường xuyên, tuy nhiên không có dữ liệu nào về chúng được sử dụng trong chiến đấu. Một biến thể của sự sửa đổi này, được thiết kế để xuất khẩu, được trang bị pháo L7A1 105 mm.

#### Cộng hòa Dân chủ Đức
- T-54Z (Z choZusatzausrüstung- trang bị bổ sung) - Đông Đức hiện đại hóa T-54 tương tự như T-54AM.
- T-54AZ (Z choZusatzausrüstung- trang bị bổ sung) - Đông Đức hiện đại hóa T-54 tương tự như T-54AM.
- T-54AMZ (Z choZusatzausrüstung- trang bị bổ sung) - Đông Đức hiện đại hóa T-54 tương tự như T-54AM.
- T-54T (Panzerzugmaschine ohne Bergesatz) - Đông Đức phát triển với thiết bị phục hồi và hàn. 10 chiếc được chế tạo trên khung gầm T-54A do Ba Lan sản xuất. Mã NATO: T-54 (A).
- T-54TB (Panzerzugmaschine mit Bergesatz) - Tương tự như T-54T, nhưng có tời 140t. 10 chiếc được chế tạo trên khung gầm T-54A do Ba Lan sản xuất. Mã NATO: T-54 (B).
- T-55AM2B với thùng chứa bên trái tháp pháo.
- T-55 NAL NRD - Hiện đại hóa T-55 củaĐông Đức. Nó đã không hoàn thành vì những thay đổi chính trị vào năm 1990.
- T-55T - VT-55A đã được sửa đổi với thanh đẩy và ván trượt trên tấm băng để phục vụ cho Quân đội Việt Nam.[34]
  - T-55T với bộ kéo trên tấm băng với giá đỡ nhô ra phía trước xe. Bộ phận kéo phía trước cũng có một 'mắt' linh hoạt được lắp cố định. Mã NATO: T-55T .[34][54]
- Minenräumfahrzeug (Pz) - Nguyên mẫu phương tiện rà phá bom mìn do Đông Đức phát triển. Hai phiên bản:
  - Được trang bị hệ thống rà phá mìn điện tử KMT-6 M2, EMT-5 và hệ thống dẫn đường WLWD.[34][58]
  - Được trang bị hệ thống rà phá KMT-5[58]
- T-54 M1975 / 1 - Phương tiện rà phá bom mìn kết hợp ống lăn / cánh bích thử nghiệm của Đông Đức.[34]
  - T-54 M1975 / 2 - Biến thể duy nhất có cánh của M1975 / 1.[34]
- T-55TK - Đông Đức đã nhận được 119 chiếc JVBT-55A của Tiệp Khắc từ năm 1968 đến năm 1979 và gọi chúng là Kranpanzer T-55TK.
- BLG-60 (Brückenlegegerät) - Lớp cầu kiểu kéo Đông Đức.[34] Phát triển bắt đầu vào năm 1965 (một năm sau khi dự án BLG-34 bị hủy bỏ[59] ) và chiếc đầu tiên được chuyển giao vào năm 1967. Gần 200 chiếc BLG-60 được chế tạo bởi STAG Genthin và SKET Magdeburg.
  - BLG-60 - Cầu huấn luyện.[34]
  - BLG-60M - BLG-60 được cải tiến giúp có thể gắn 2 cầu lại với nhau để thu hẹp khoảng cách lên đến 36 m. Đi vào hoạt động từ năm 1973.[59]
    - BLG-60M2 - Vì sự ra đời của xe tăng T-72 lớn hơn, khoảng 30 cầu của BLG-60M phải được nới rộng thêm 20 cm. Có thể gắn 3 cây cầu với nhau để tạo ra những khoảng trống lên đến 52 m hiện nay.

#### Cộng hòa Nhân dân Trung Hoa

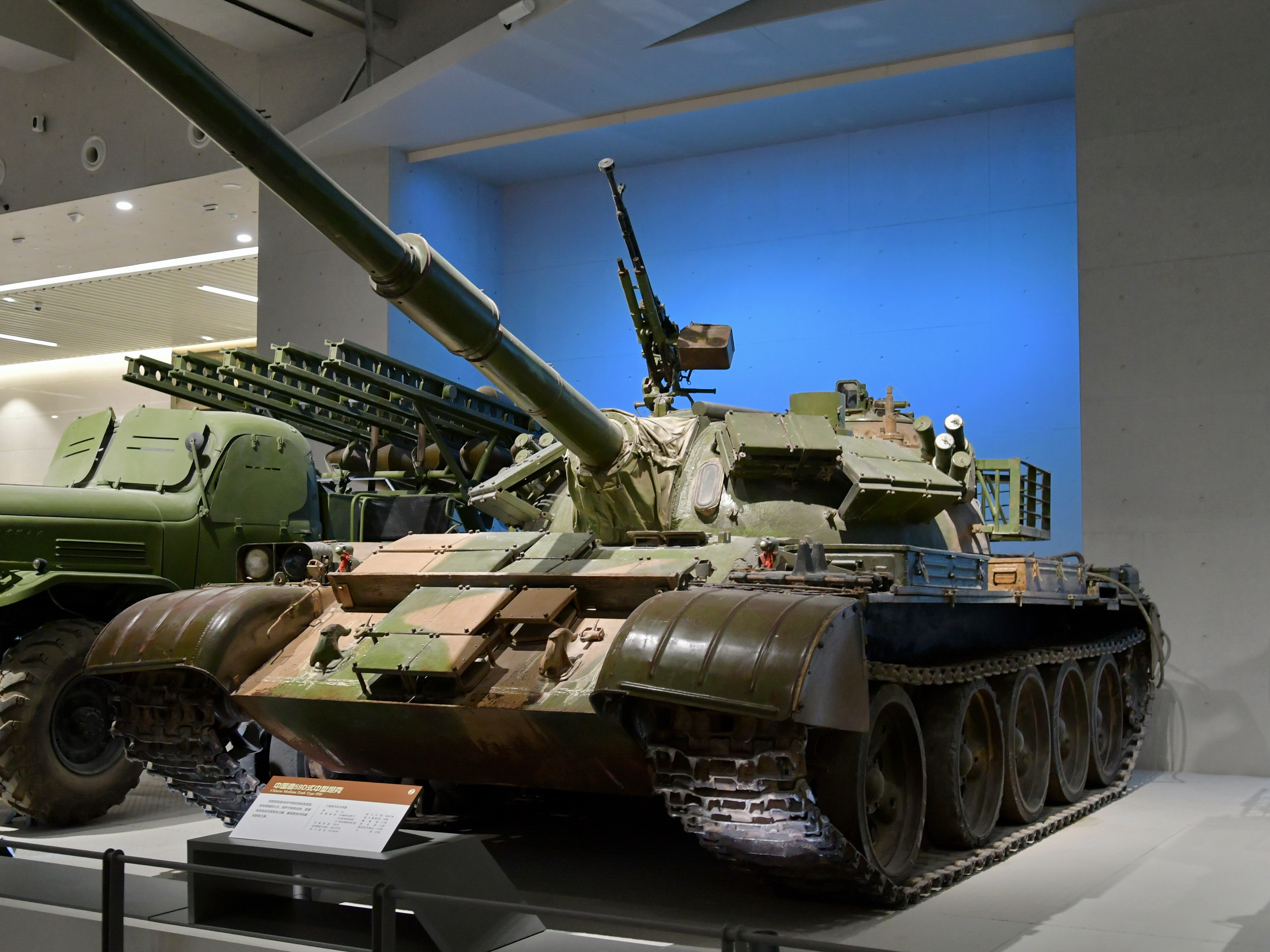
Xe tăng Type 59D của Trung Quốc

- Type 59 - xe tăng chiến đấu chủ lực của Trung Quốc chế tạo từ thập niên 1960, dựa trên mẫu T-54A của Liên Xô.
  - Type 59D - Còn có tên WZ120C. Type 59D được phát triển từ thập niên 1990, giới thiệu vào năm 1992, quá trình thử nghiệm hoàn thành vào năm 1993 và đến năm 1995 thì được triển khai trên quy mô lớn để nâng cấp Type 59 cũ nhằm đáp ứng các yêu cầu cho chiến tranh lục quân trong tương lai. Type 59D được trang bị giáp phản ứng nổ ở mặt trước cũng như tháp pháo, thiết bị nhìn đêm và đo xa laser, 8 ống phóng đạn khói ngụy trang, đi kèm hệ thống kiểm soát hỏa lực Type 37A hiện đại. Khẩu pháo 105 mm của Type-59D là loại Type 79 hoặc Type 83A được ổn định 2 mặt phẳng với cơ số đạn 44 viên, đây là một bản sao dựa trên pháo L7 (M68) trang bị trên các xe tăng của NATO, khác biệt lớn nhất là nòng pháo của Trung Quốc dài hơn loại L7 nguyên bản. Pháo Type 83A có tầm bắn hiệu quả khoảng 2 km, bắn được đạn nổ phá mảnh (HE), đạn xuyên lõm (HEAT), đạn xuyên động năng (KE). Vũ khí phụ của Type-59D gồm 1 súng máy hạng nặng 12,7 mm (cơ số đạn 500 viên), 1 súng máy 7,62 mm của lái xe và 1 súng máy đồng trục 7,62 mm. Khả năng cơ động của Type 59D cũng được nâng cao đáng kể khi thay thế động cơ diesel 12150L7 công suất 580 mã lực bằng động cơ V-46-6 V-12 730 mã lực[60] Tập đoàn Công nghiệp Quốc phòng Sudan (Sudan's Military Industry Corporation - MIC) đã xin giấy phép sản xuất T-59D dưới tên gọi xe tăng Al-Zubair 2.
  - Type 59G: Biến thể hiện đại hóa thập niên 2010, tiếp cận công nghệ của xe tăng thế hệ thứ 3. Type 59G được trang bị tháp pháo mới kiểu hàn, giống như tháp pháo của xe tăng Type 96G với bề ngoài góc cạnh thay vì tháp pháo đúc hình chỏm cầu kiểu cũ. Thay thế pháo 100mm cũ bằng pháo nòng trơn 125 mm có hệ thống nạp đạn bán tự động. Pháo chính của Type 59G có thể bắn tất cả các loại đạn gồm đạn nổ phá mảnh (HE-FRAG), đạn xuyên lõm (HEAT), đạn xuyên dưới cỡ ổn định bằng cánh đuôi có ốp giữ tự hủy (APFSDS) và cả tên lửa chống tăng. Xe có giáp phản ứng nổ phủ kín mặt trước, giáp hông cũng được thiết kế mới, lắp đặt thiết bị nhìn đêm thế hệ 2, thay thế động cơ 580 mã lực bằng động cơ diesel 800 mã lực, nâng cấp hệ thống kiểm soát hỏa lực hiện đại. Ưu thế lớn nhất của Type-59G là đơn giá chỉ vào khoảng 750.000 USD/chiếc, rẻ hơn rất nhiều xe tăng nâng cấp của Nga và Ukraine. Hoạt động trong Quân Giải phóng Nhân dân Trung Quốc và Quân đội Bangladesh. 300 chiếc đã được sản xuất và nâng cấp cho Quân đội Bangladesh.T-55 của Afghanistan

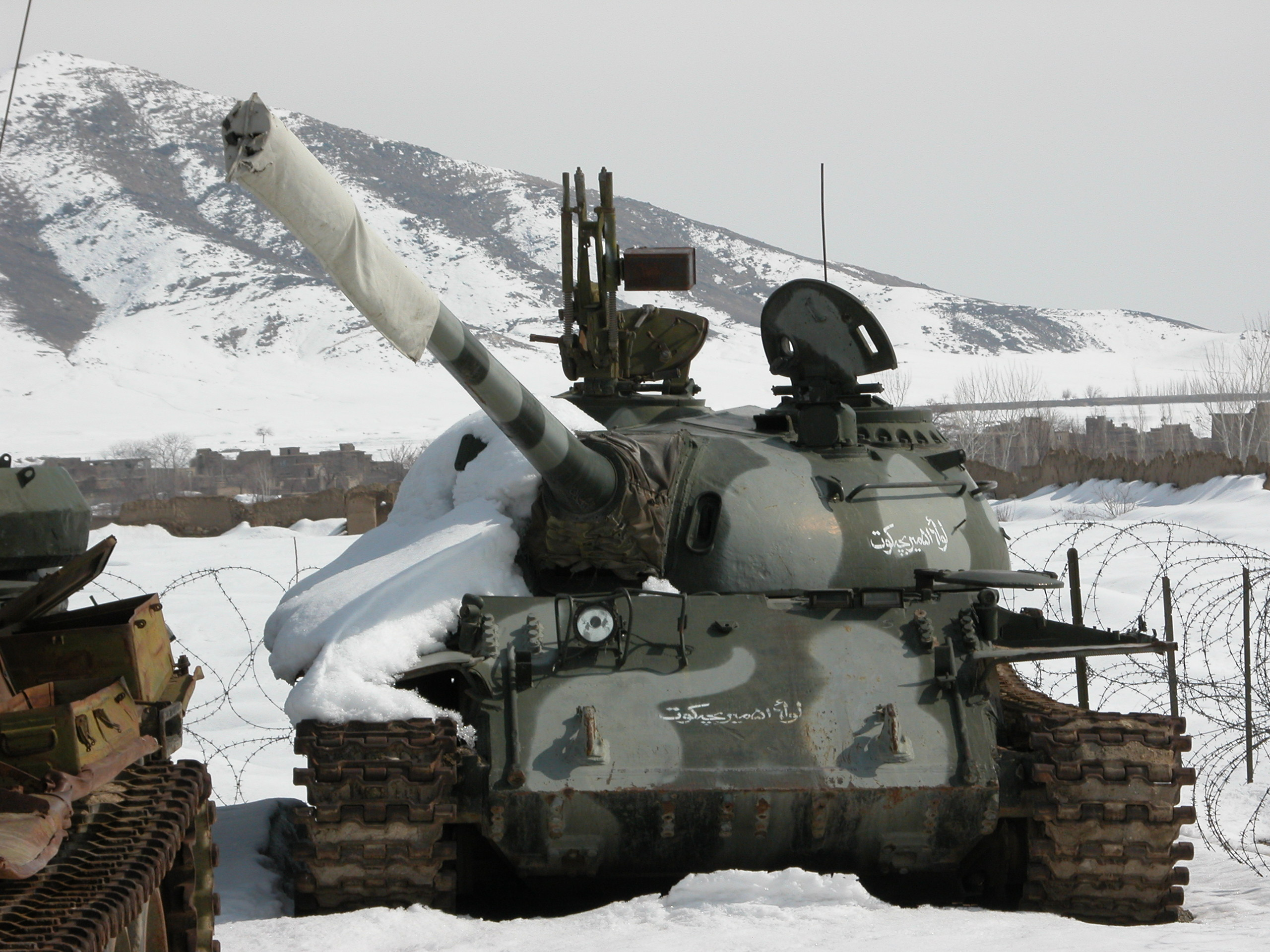
T-55 của Afghanistan

- Type 69: xe tăng chiến đấu chủ lực của Trung Quốc từ thập niên 1970, cải tiến từ Type 59.
- Type 79: xe tăng chiến đấu chủ lực của Trung Quốc từ thập niên 1980, cải tiến từ Type 69.

#### Afghanistan
- T-55s đã phục vụ trong quân đội Afghanistan một vài năm. Kể từ khi không có bất kỳ chăm sóc thực hiện, nhiều T-55s có sự pha trộn từ một số các biến thể khác nhau.[34]

#### Argentina
- Quá trình hiện đại hóa T-55 được phát triển vào cuối những năm 1980 và đầu những năm 1990 bởi công ty TENSA của Argentina cho Peru. Xe tăng được trang bị giáp đính trên tháp pháo, váy bên bằng cao su, thiết bị định vị tầm xa bằng laser trên vũ khí chính và hệ thống điều khiển hỏa lực với máy tính đạn đạo và cột buồm với cảm biến thời tiết gắn trên đỉnh tháp pháo.[34]

#### Ai Cập
- T-55E Mark 0 ("E" là viết tắt của biến thể Ai Cập) - Hiện đại hóa T-55 được trang bị động cơ mới của Nga có công suất 580 mã lực. Nó có hai biến thể:
  - T-55E Mark 0 được trang bị đèn soi trắng / hồng ngoại AEG của Đức ở phía bên tay phải của vũ khí chính và máy đo xa laser "Iskra" của Nam Tư.[34][38]
  - T-55E Mark 0 được trang bị súng máy hạng nặng phòng không DShK 1938/46 và đèn rọi AEG của Đức.Ramses II do Ai Cập cải tiến.

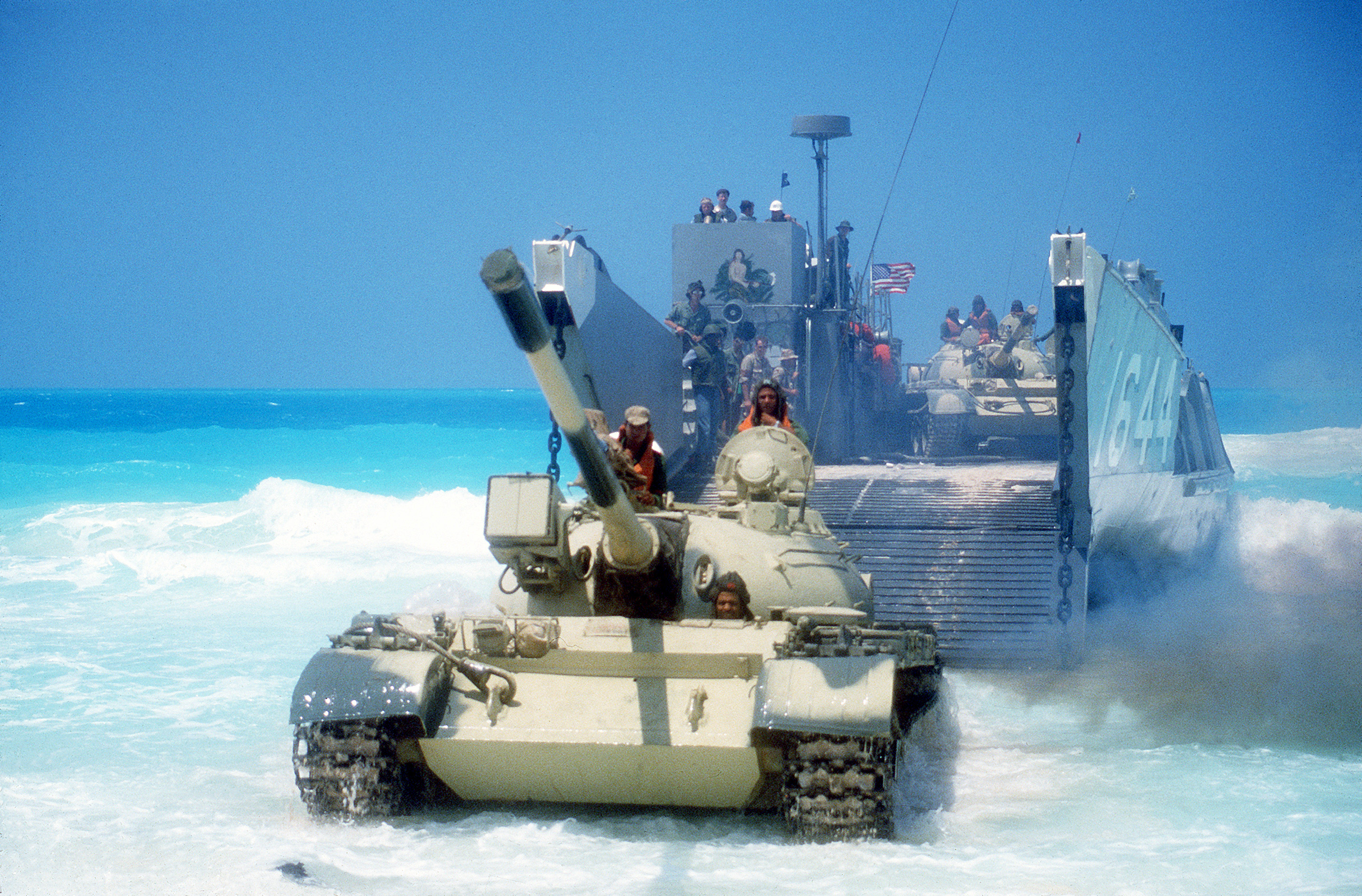
Ramses II do Ai Cập cải tiến.

- T-55E MK I ("E" là viết tắt của biến thể Ai Cập) - T-55 hiện đại hóa được trang bị động cơ mạnh hơn có công suất 650 mã lực, hệ thống điều khiển hỏa lực (bao gồm máy tính đạn đạo), đèn rọi, máy đo xa laser và giáp. Tất cả những sự bổ sung đó dẫn đến trọng lượng tăng lên 41 tấn. Nó vẫn giữ nguyên pháo tăng 100 mm ban đầu nhưng hiệu suất và cơ số đạn đã được cải thiện.
- T-55E MK II ("E" là viết tắt của biến thể Ai Cập) - T-55 được tân trang và hiện đại hóa vào giữa những năm 1990. Nó được trang bị động cơ Đức phát triển công suất 880 mã lực, pháo tăng M68 105 mm, hệ thống điều khiển hỏa lực của Ý (bao gồm máy tính đạn đạo của Ý), thiết bị hồng ngoại, máy đo xa laser, hệ thống ổn định, hệ thống treo hiện đại hóa, sáu ống phóng lựu đạn khói ở mỗi bên. tháp pháo, hệ thống bảo vệ NBC, áo giáp đính đá và váy bên hông được bọc thép. Tất cả những sự bổ sung đó dẫn đến trọng lượng tăng lên 44 tấn. Các chuyển đổi đã được hoàn thành vào cuối năm 2008.
- Ramses II - Hiện đại hóa T-54. Vào tháng 11 năm 1984, tập đoàn Teledyne Continental Motors của Mỹ (do tập đoàn General Dynamics Land Systems tiếp quản) đã được trao hợp đồng nâng cấp hỏa lực và khả năng cơ động của một chiếc T-54. Tên gọi ban đầu của quá trình hiện đại hóa là T-54E nhưng sau đó nó được đổi tên thành Ramses II. Nguyên mẫu đầu tiên được gửi đến Ai Cập để thử nghiệm hỏa lực và khả năng cơ động rộng rãi vào tháng 1 năm 1987 và chúng kết thúc vào cuối năm đó. Cuối năm 1989, Ai Cập đã ký một thỏa thuận hỗ trợ kỹ thuật với TCM để hỗ trợ Ai Cập tiếp tục thử nghiệm Ramses II. Bộ thử nghiệm mới bắt đầu vào mùa hè năm 1990. Ramses II được đưa vào sản xuất và phục vụ từ năm 2004-2005.

#### Croatia
- T-55A được trang bị giáp bổ sung ở hai bên hông và giáp đính trên tháp pháo.[34]
- T-55 Minočistač - T-55được trang bị hệ thống quét mìn kiểu vòi nổ UZR-3.[34]

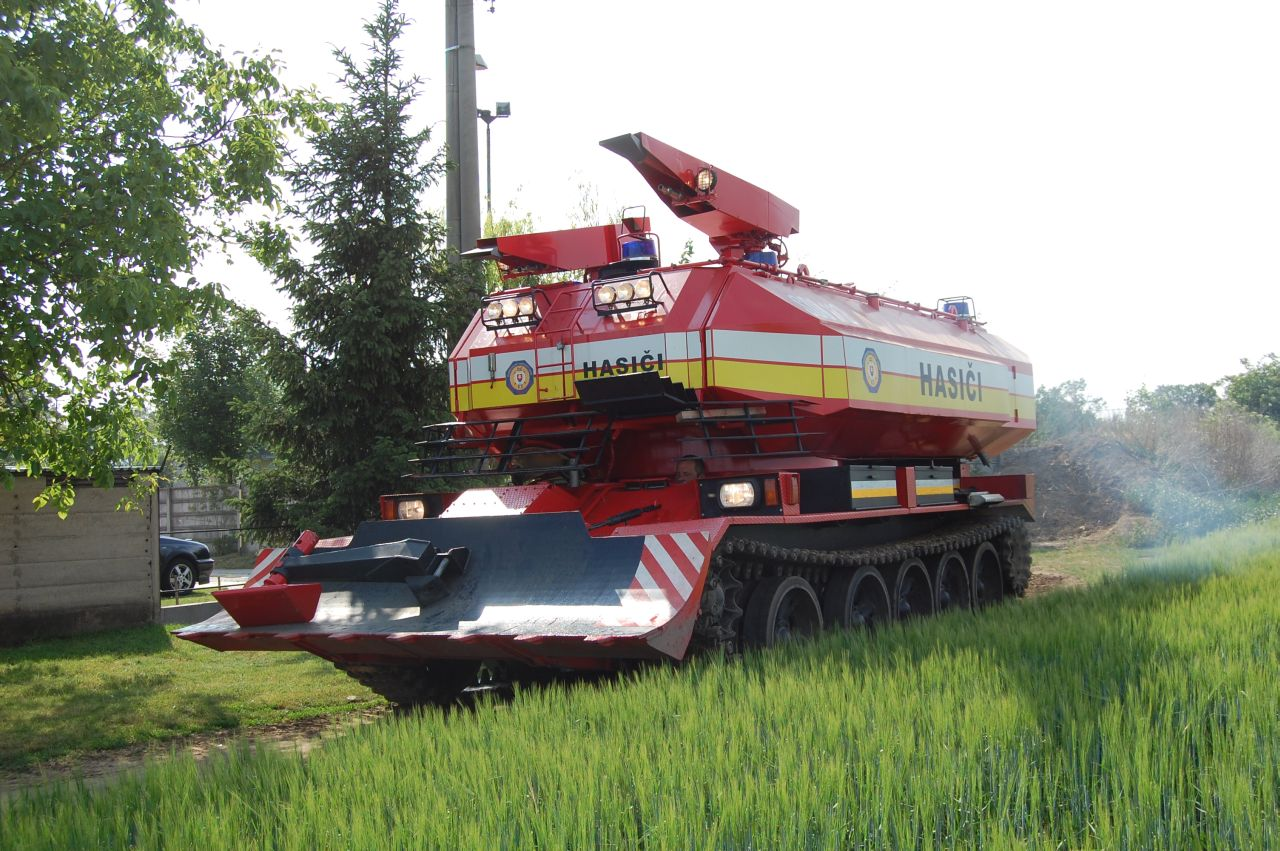
SPOT-55

#### Cuba

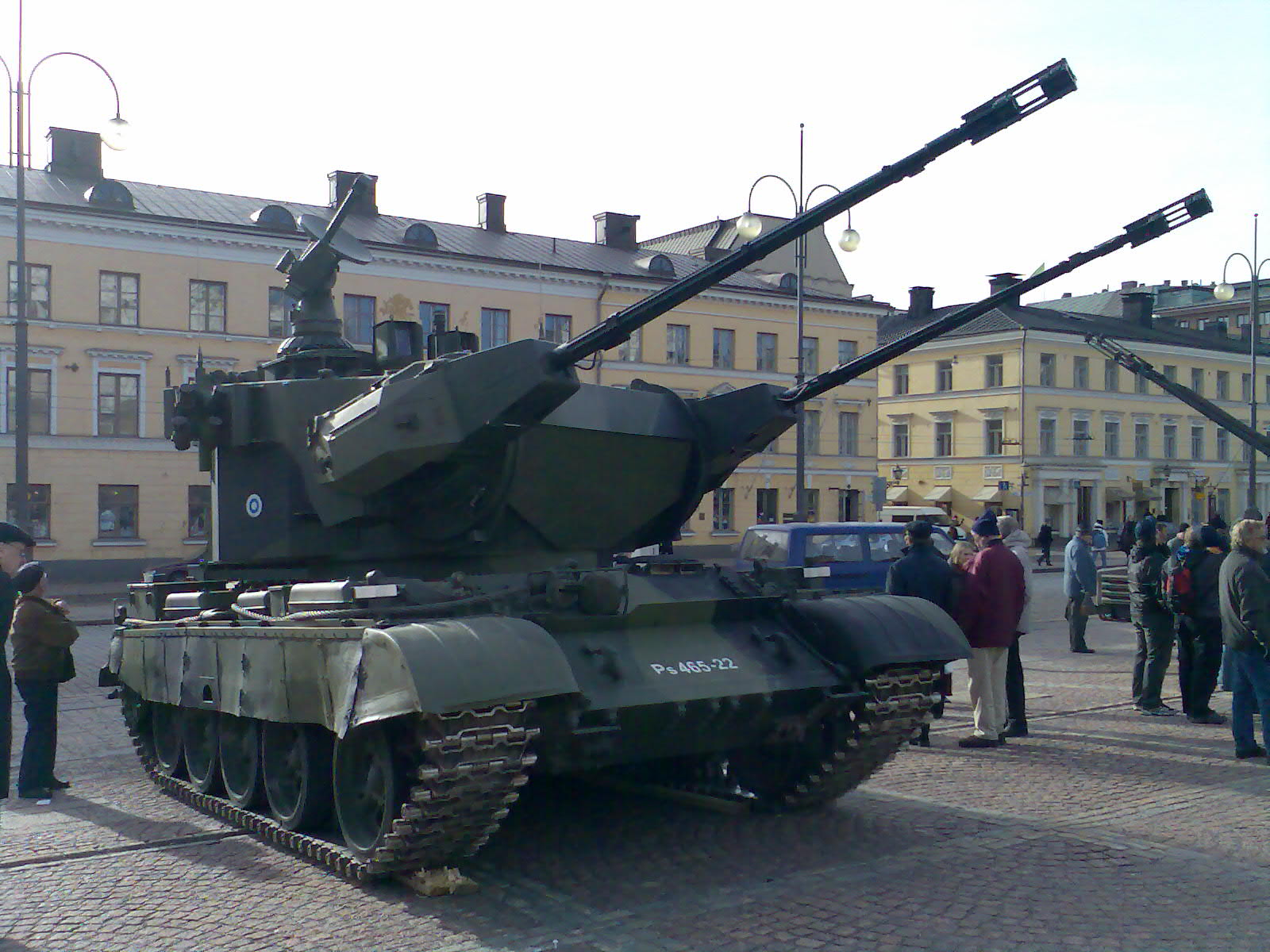
ITPSV 90 Marksman.

- T-55 chuyển đổi thành Xe mang phóng tự hành S -75 Dvina Xe có khung đỡ bánh xe cho phần mũi tên lửa.[61]

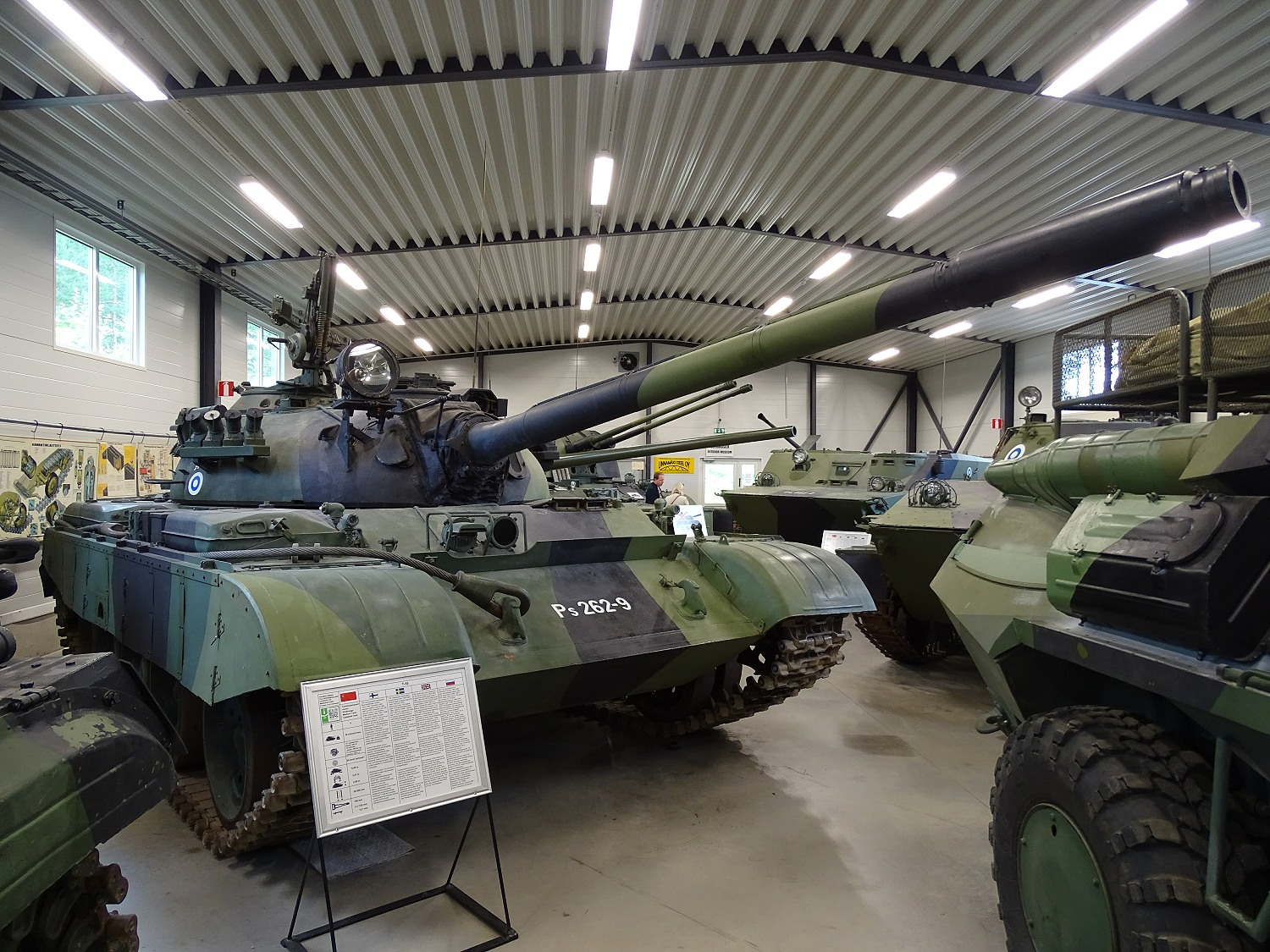
T-55M của Phần Lan.

- T-55 chuyển đổi thành Xe mang phóng tự hành S -125.[34] Xe được lắp một ống luồn cáp lớn gắn phía sau.[61]T-55M của Phần Lan.

#### Cộng hòa Séc
- T-55C-1 "Bublina" - Xe công binh không tháp pháo với lưỡi ủi BTU-55.
- T-55C-2 "Favorit" - Xe đào tạo lái xe của Cộng hòa Séc.[34]
- SPOT-55 ( Xe tăng Speciální POžárnický ) - Xe tăng chữa cháy của Cộng hòa Séc với xe tăng cỡ lớn có các cạnh vát đặt trên khung gầm T-55, hai bộ phận phun lắp phía trước mui xe tăng và lưỡi gạt lắp phía trước thân xe. Nó được phát triển bởi VOP 025 và có hai bồn chứa nước với tổng dung tích 11.000 lít. Trọng lượng là 45 tấn.[34][62]

#### Phần Lan
- T-55M - 70 xe tăng T-55A / T-55K của Phần Lan được nâng cấp lên cấp T-55M / MK. Bản nâng cấp bao gồm hệ thống điều khiển hỏa lực Bofors FCS-FV / K, đạn Mecar M-1000 APFSDS-T, súng phóng lựu Bofors Lyran 71 mm, ống phóng lựu đạn khói Wegmann 8x 76 mm, ống bọc nhiệt quanh nòng pháo, đèn rọi IR 1 triệu cd, váy bên mới và hộp chứa đồ, rãnh RMSh tương tự như T-72 và súng máy 12,7 mm ITKK 96 cho bộ nạp đạn. Giáp bổ sung đã được thử nghiệm, nhưng không được đưa vào bản nâng cấp cuối cùng. Một số được trang bị trục cuốn mìn KMT-5M.[63]
  - T-55MK - Phiên bản chỉ huy của bản nâng cấp T-55M.
- KAM-1 - Xe tăng thu hồi hạng trung của Phần Lan được chế tạo trên thân T-54, được phát triển vào năm 1984. Chỉ là nguyên mẫu.[36][64]
- KAM-2 - Xe tăng thu hồi hạng nhẹ của Phần Lan được chế tạo trên thân T-54, được phát triển vào năm 1985. Chỉ là nguyên mẫu.[36][64]
- 155GH52-SP-T55 - Loại pháo 155 mm Tampella của Phần Lan đặt trên khung gầm T-55. Chỉ nguyên mẫu.[65]
- ITPSV 90 Marksman - Phần Lan chuyển đổi SPAAG của Ba Lan trang bị tháp pháo Marksman của Anh.

#### Đức
- Bản nâng cấp T-54 do Jung Jungenthal phát triển năm 1991 để đáp ứng yêu cầu của quân đội Ai Cập (nhưng không bao giờ được mua). T-54 nâng cấp được trang bị thêm giáp thụ động, hộp số LSG 3000 mới, hệ thống làm mát cải tiến, hệ thống điều khiển pháo hoàn toàn bằng điện mới, thùng nhiên liệu dưới giáp "Superflexit" ở hai bên thân xe và lựu đạn khói 76mm phóng điện. Khẩu 100mm nguyên bản được giữ lại.[34]

#### Vương quốc Anh
- T-54A , một đề xuất của Hoàng gia nhằm nâng cấp T-54A của Quân đội Ai Cập lên pháo 105mm tiêu chuẩn của NATO.[34]
- Gói nâng cấp T-55 do AF Budge, FFG và Perkins thực hiện, nó bao gồm động cơ Perkins Condor V8 800TCA, hộp số XTG-411-5, hệ thống làm mát mới làm mát bằng dầu, hệ thống điều khiển hỏa lực Pilkington, ống ngắm nhiệt IR25 và pháo L7 105mm .[34]2 chiếc T-54 của Ấn Độ , chiếc ở phía trước được gắn bộ hút khói giả

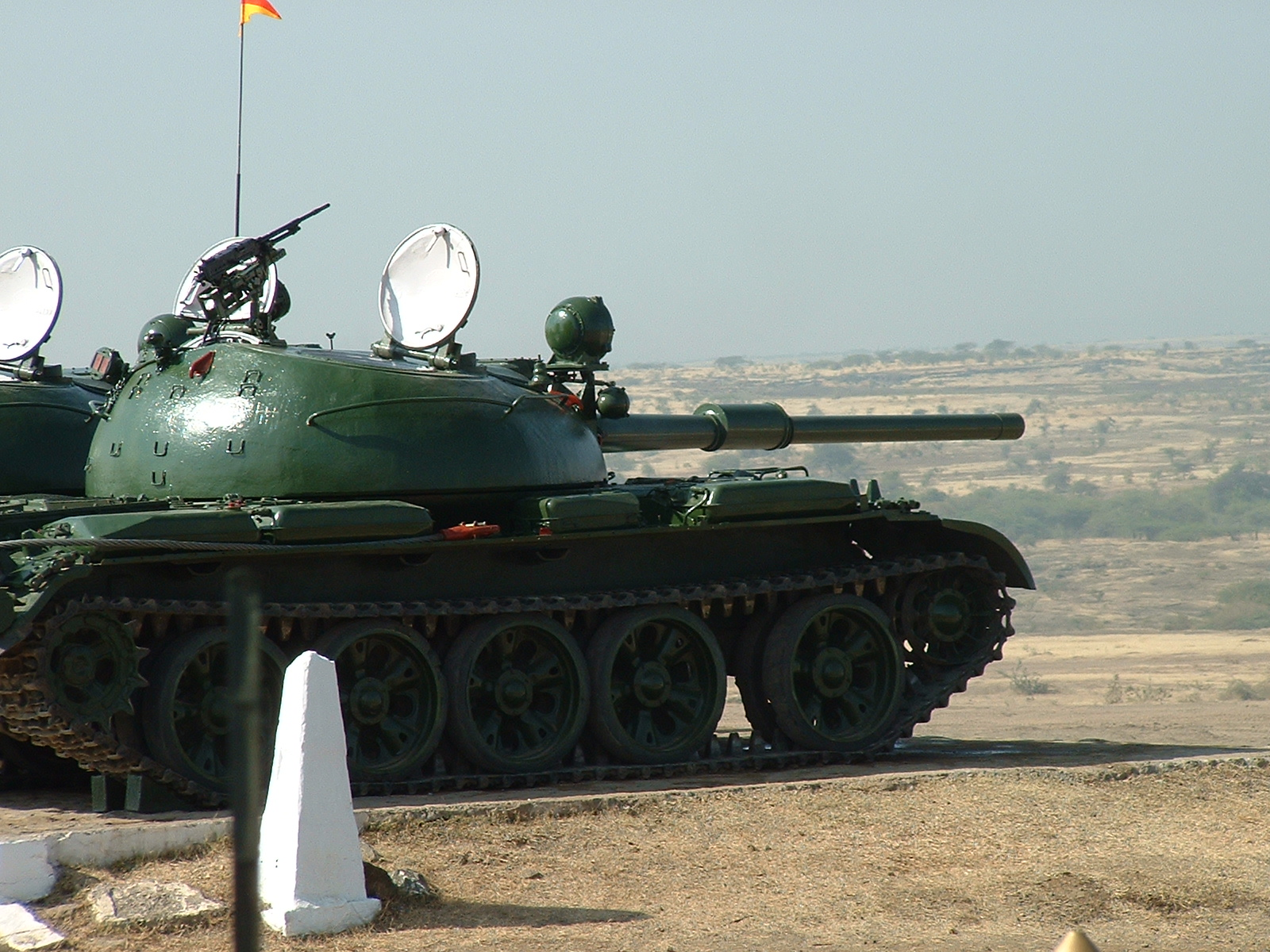
2 chiếc T-54 của Ấn Độ, chiếc ở phía trước được gắn bộ hút khói giả

#### Ấn Độ
- T-54 / T-55 được trang bị các ống thép tấm đặt trên thùng để bắt chước bộ hút khói trong cuộc chiến tranh Ấn-Pakistan năm 1971 để phân biệt với những chiếc Type 59 của Pakistan.[38] Sau đó, họ được trang bị cho Xe tăng 'Vijayanta' pháo 105 mm có bộ phận hút khói thật.[66]
- T-54B do Ấn Độ sửa đổi.[34]
- T-55A được nâng cấp với pháo 105mm.[34]T-55 Enigma của Iraq với giáp hộp gắn quanh xe

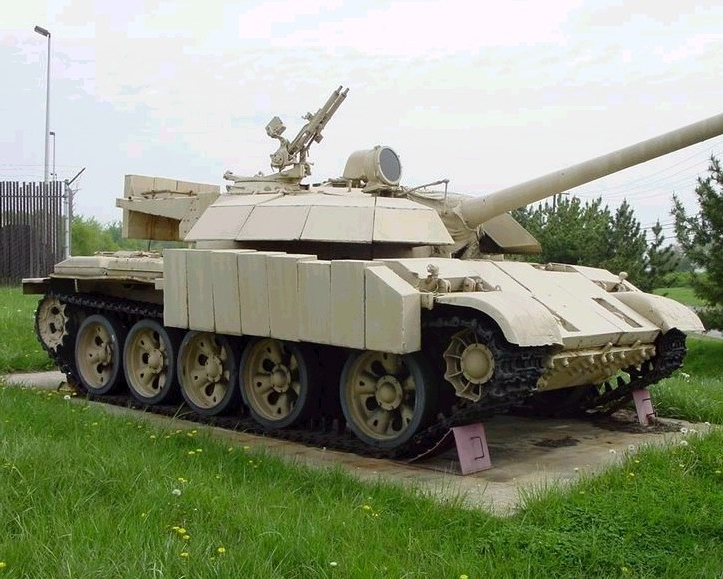
T-55 Enigma của Iraq với giáp hộp gắn quanh xe

#### Iraq
- T-55 Enigma - Xe tăng T-55, Type 59 và Type 69 được sử dụng bởi các chỉ huy Lữ đoàn Iraq có giáp gắn trên tháp pháo và thân xe gồm 3 (thân) hoặc 6 (tháp pháo) lớp NERA (phản ứng nổ không nổ do trong nước thiết kế) được bao bọc trong các hộp thép, bộ giáp hỗn hợp này được đặt tên không chính thức là "Haji". Mỗi lớp NERA bao gồm 3 lớp phụ: một tấm nhôm dày 10mm, một cao su tự nhiên dày 4mm (như phần tử phản ứng) sau đó là một tấm thép có độ cứng cao dày 4,7mm.[67] Loại giáp phồng thô sơ này kém hiệu quả hơn loại giáp Burlington hoặc BDD, nhưng nó đã thành công trong việc đánh bại các đầu đạn tích điện hình dạng hiện đại. Trận chiến Khafji, một đơn vị được cho là đã sống sót sau một vài lần trúng đạn từ tên lửa (có thể hạ gục một chiếc T-72M1 từ mặt trước) trước khi được trực thăng tiếp viện.[68]
  - T-55 Enigma với súng phóng lựu khói.[34]
- T-55QM - T-55 được trang bị pháo 105 mmL7 hoặc M68t iêu chuẩn NATO thay cho pháo 100 mm cũ. Xe tăng được trang bị một thiết bị tìm tầm xa bằng laser của Pháp. Việc nâng cấp được thực hiện từ giữa đến cuối những năm 1980.
- T-55QM2 - T-55 được các kỹ thuật viên Liên Xô nâng cấp với pháo nòng trơn 125 mm / L52 của Liên Xô và thiết bị đo xa laser của Pháp, 1986-1991.
- Kiểu-72Z- Tại Triển lãm vũ khí quốc tế diễn ra ở Baghdad từ ngày 28 tháng 4 đến ngày 2 tháng 5 năm 1989, một chiếc T-55 được trang bị pháo 2A46 125mm với bộ phận hút khói ở 1/3 đường xuống nòng từ xe tăng T-72 đã được trưng bày. Phương tiện hiện đại hóa này được đặt tên là T-72Z, điều này thoạt tiên đã đánh lừa các chuyên gia nước ngoài vì cho rằng dự án này dựa trên xe tăng T-72. Trên thực tế, con số "72" có nguồn gốc từ năm hiện đại hóa - 1372 theo lịch Hồi giáo. Cơ cấu nạp đạn của loại xe này cũng được lấy từ T-72. Việc lắp cơ cấu nạp đạn yêu cầu tăng phần phía sau của tháp pháo. Một cổng phóng vỏ sơ khai ở phía sau tháp pháo. Lớp giáp bảo vệ của xe tăng cũng được tăng cường thông qua việc sử dụng giáp bổ sung trên băng trước của xe tăng. Xe cũng lắp hệ thống điều khiển hỏa lực EFCS-3 do hãng 'Fotona' của Slovenia phát triển và một hộp số mới. Một bộ áo giáp phản ứng nổ là phụ kiện tùy chọn. Người ta tin rằng khoảng 200 xe tăng T-54/T-55 và 150 xe tăng Type-59 của Trung Quốc đã được trang bị theo tiêu chuẩn T-72Z.[34]
- T-55 được sửa đổi để bắn rocket 122 mm bằng cách tháo vũ khí chính và lắp một bệ phóng rocket đa nòng ở phía sau tháp pháo. Đồ tiếp sức dường như đã được xếp gọn trong tháp pháo và được chuyển ra ngoài thông qua một lối vào được cắt thô sơ ở phía sau tháp pháo. Nó có giá đỡ nền hình vuông với các cạnh thả xuống và phía sau.[34]
- T-54 được trang bị súng cối 160mm.[34]
- T-55 được trang bị súng phòng không S-60 trong bệ đỡ hình vuông có cạnh thả xuống và phía sau.[34]
- BTS-2 - Sản xuất muộn được xây dựng lại BTS-2 được trang bị giá treo súng máy hạng nặng phòng không và các hộp chứa đồ bổ sung.[34]
- BTS-Saddam - Xe bọc thép phục hồi do Iraq sản xuất dựa trên khung gầm T-54 đã lỗi thời. Nó được trang bị tháp pháo cố định nhỏ bên trái người lái được trang bị súng máy hạng nặng phòng không, tời lớn trong khoang chiến đấu được bao phủ bằng khung kim loại, mỏ neo đất ở phía sau thân xe. Giống như hầu hết các thiết bị do Iraq sản xuất, nó được đặt tên để vinh danh Saddam Hussein.[34]
- T-55/130 - Tên không chính thức của một loại pháo tự hành được sử dụng bởi Nhân dân Mujahideen của Iran. Về cơ bản là T-55 với pháo 130mm Kiểu 59-1 được gắn trong cấu trúc thượng tầng thô sơ thay cho tháp pháo.[69]

#### Iran
- T-72Z / Type 72Z / Safir-74 - Iran nâng cấp T-54/55 và Type-59 (bản sao T-54A của Trung Quốc), T-72Z là tên đặt cho những chiếc T-55 nâng cấp, Safir 74 là tên được đặt cho những chiếc T-54 được nâng cấp và Type 72Z là tên được đặt cho những chiếc Type-59 được nâng cấp. Các nâng cấp bao gồm hệ thống điều khiển hỏa lực mới Fotona EFCS-3B (với máy đo xa laser, cảm biến gió xuyên, máy tính đạn đạo và thiết bị nhìn đêm thụ động của xạ thủ),  pháo tăng 105mm, váy bên, súng phóng lựu khói, gói ERA, sức mạnh mới -đóng gói với động cơ diesel 12 xi-lanh V-46-6 780 mã lực và bánh xích mới. Các nguồn tin Iran tiết lộ cũng có kế hoạch trang bị pháo 2A46 125mm cho xe tăng, nhưng có vẻ như dự án này đã bị hủy bỏ.[34]
- Safir-86 - T-55 tiêu chuẩn được trang bị bộ ERA do Iran phát triển.[34]
  - Safir-86 với bố cục ERA cải tiến.[34]

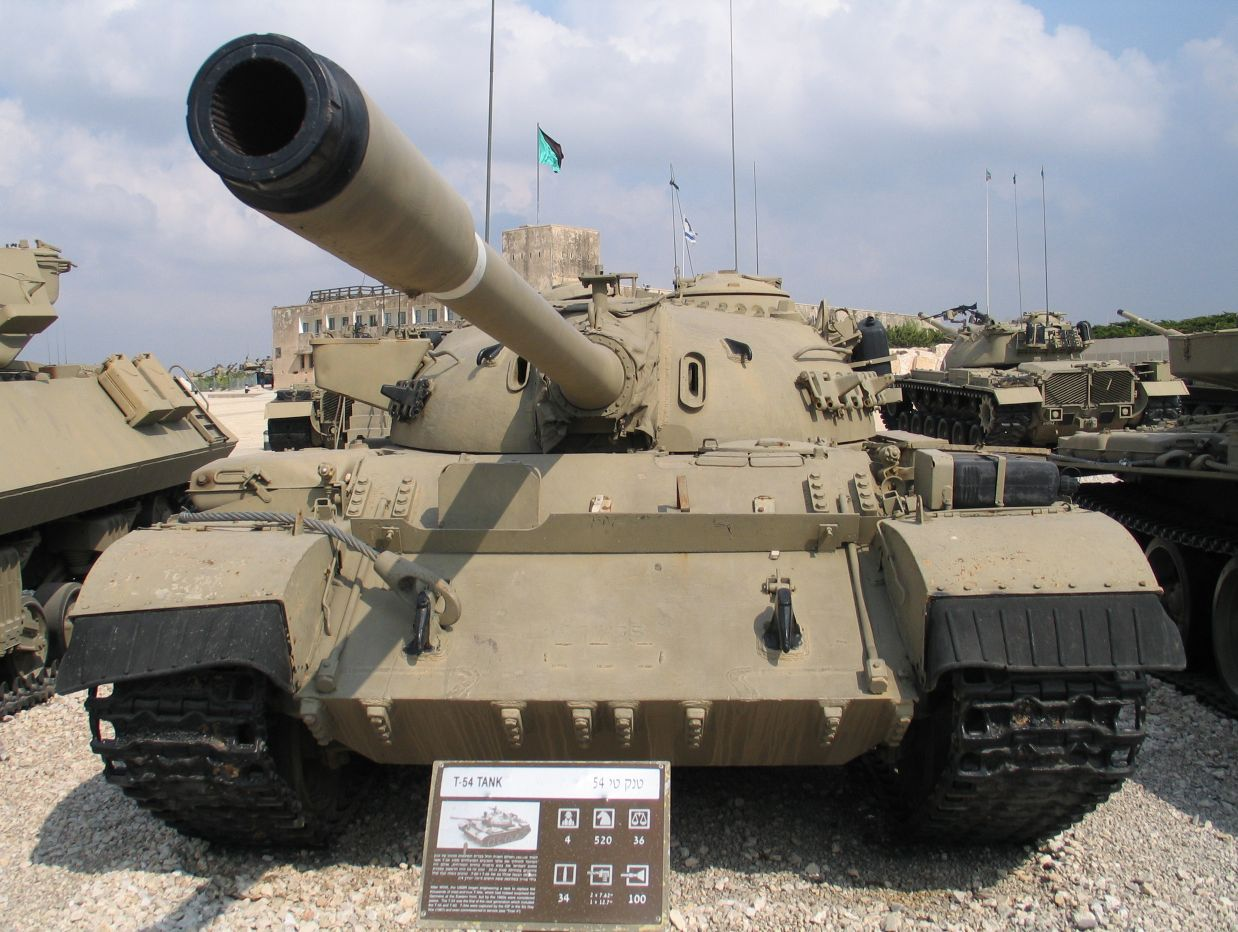
Tiran-4 tại Bảo tàng Yad la-Shiryon, Israel.

#### Israel

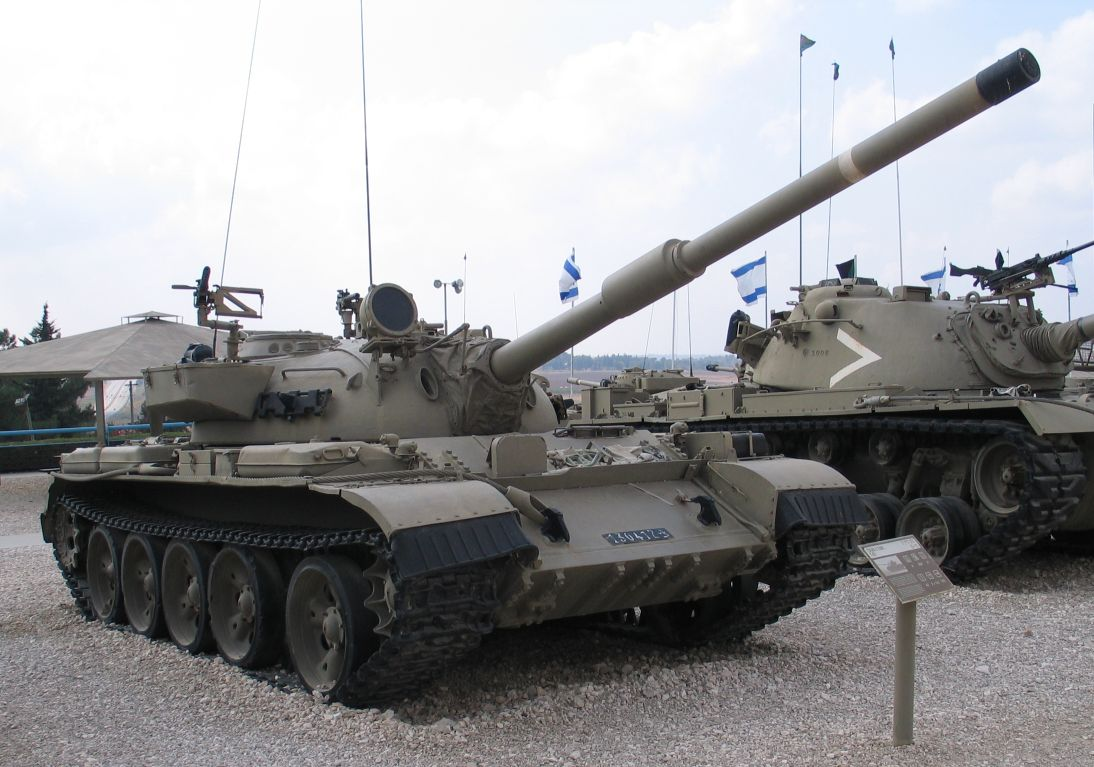
Tiran-5Sh tại Bảo tàng Yad la-Shiryon, Israel.

- Tiran-1 - T-54 hầu như không được sửa đổi đã được biên chế trong Quân đội Israel.[34]
- Tiran-2 - T-55 hầu như không được sửa đổi đã được biên chế trong Quân đội Israel.[34]
- Ti-67 - một tên gọi chung cho cuộc xung đột Israel-nâng cấp xe tăng T-54s và T-55s bị bắt vào năm 1967 và 1973. Không còn phục vụ tại Israel.Tiran-5Sh với một lưỡi ủi tại Bảo tàng Yad la-Shiryon, Israel.

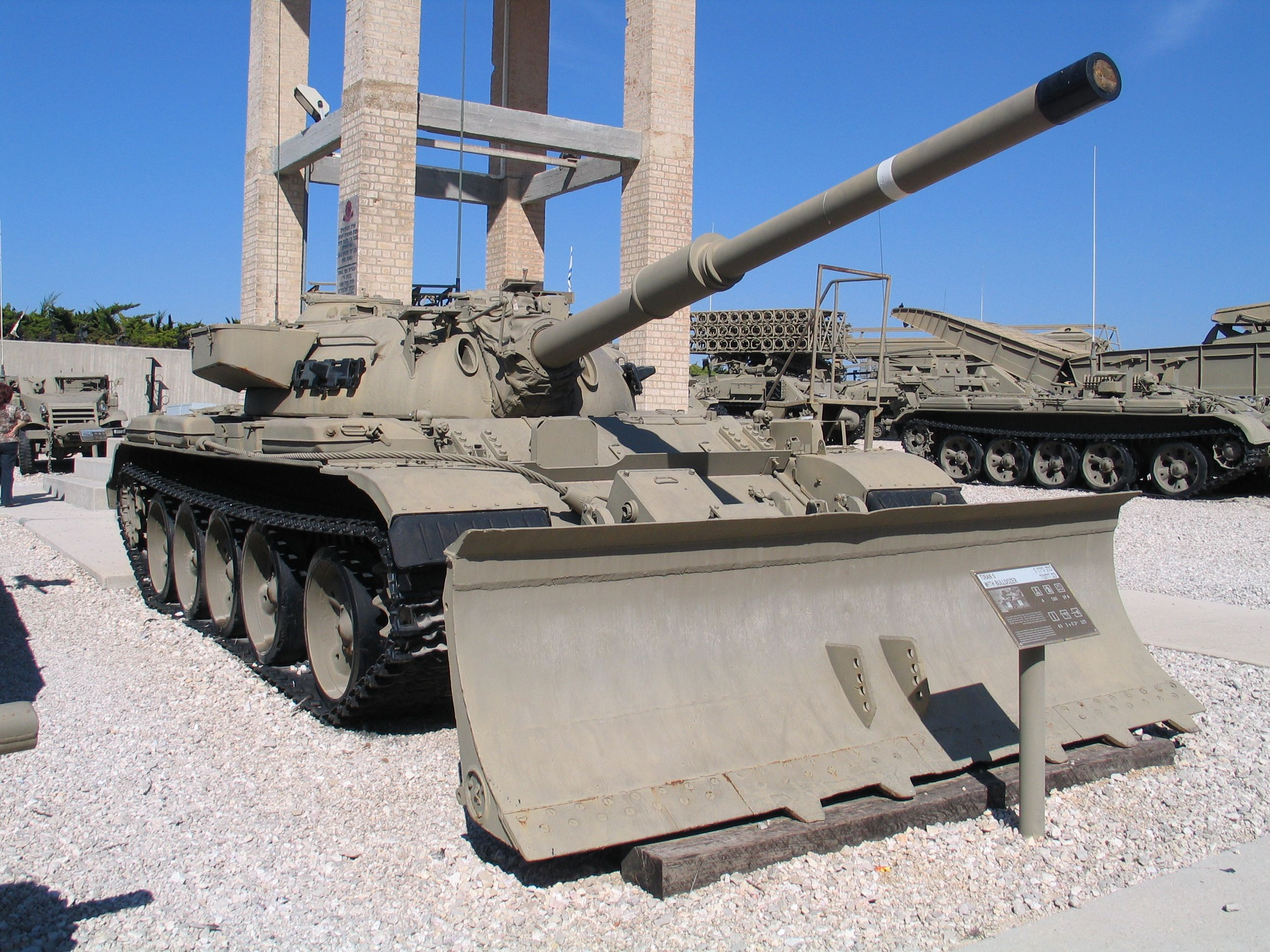
Tiran-5Sh với một lưỡi ủi tại Bảo tàng Yad la-Shiryon, Israel.

- Tiran-4 - T-54 được sửa đổi với pháo 100 mm nguyên bản.[70] Nó có hai lon nước được lắp vào phía sau tháp pháo, chắn bùn mới, cửa sập của bộ nạp mới mở ra phía sau và một giá gắn ăng-ten mới. Được trang bị sau đó là một thùng xếp tròn ở phía sau tháp pháo, súng máy hạng trung Browning.30 cal M1919A4 được lắp đặt ở phía trước cửa nạp đạn viên và lon xăng được lắp vào chắn bùn phía trước.[70]
- Tiran-4Sh - Tiran-4 nâng cấp, trang bị pháo 105 mm Sharir .[34] Nó cũng được trang bị một loại ăng-ten mới hơn, đèn chiếu hồng ngoại mới cho chỉ huy, một hệ thống ngắm bắn từ xe tăng hạng trung Sherman, bình cứu hỏa gắn phía trước đèn rọi, đèn pha mới, máy bay hạng trung Browning .30 cal M1919A4 được gắn ở trung tâm súng, giá treo cờ hiệu và một can dầu gắn phía sau chắn bùn bên trái.[70]  Nó cũng có các giá để đạn được sửa đổi cho phù hợp với loại đạn 105mm, thiết bị liên lạc mới, ghế chỉ huy được sửa đổi, ghế của xạ thủ mới, lắp chỉ báo phương vị, cửa lái được sửa đổi để có thể mở từ bên ngoài, súng máy đồng trục được thay thế bằng khẩu 7,62 Súng máy mm Browning và gắn vòm hầu súng máy hạng nặng phòng không DShK 1938/46 được thay thế bằng súng máy hạng nặng 12,7 mm Browning, điều khiển hỏa lực mới, thiết bị nhìn ban đêm, hệ thống điện, hệ thống điều hòa không khí, ăng ten gắn ở phía sau tháp pháo, xe tăng bộ binh-điện thoại ở phía sau thân xe, cửa xả hướng lên trên, lắp đặt thêm hệ thống chữa cháy.[34]
- Tiran-5 - T-55 cải tiến với pháo 100 mm nguyên bản.[34] Nó có hai lon nước được lắp vào phía sau tháp pháo, chắn bùn mới, một thùng xếp tròn ở phía sau tháp pháo và súng máy hạng trung .30 cal M1919A4 Browning gắn ở phía trước cửa sập của người nạp đạn. Được trang bị sau đó là súng máy hạng nặng .50 cal M2 trên nòng pháoxe tăng, lon xăng bổ sung, hộp sơ cứu, vòng quanh nắp của bộ nạp đạn cho khẩu .30 cal, đèn mới tương tự như đèn được sử dụng trong M60 Patton, một cáng gấp ở bên trái xe và một điện đài xe tăng bộ binh ở phía sau thân xe.[70]
- Tiran-5Sh - T-55 nâng cấp, lắp pháo Sharir 105 mm. Nó cũng có các giá để đạn được sửa đổi để phù hợp với loại đạn 105mm, thiết bị liên lạc mới, ghế chỉ huy được sửa đổi, ghế của xạ thủ mới, lắp chỉ báo phương vị, cửa lái xe được sửa đổi để có thể mở từ bên ngoài, súng máy đồng trục được thay thế bằng súng máy Browning 7,62mm và vòm treo gắn súng máy hạng nặng DShK 1938/46 được thay thế bằng súng máy hạng nặng Browning 12,7 mm, điều khiển hỏa lực mới, thiết bị nhìn ban đêm, hệ thống điện, hệ thống điều hòa không khí, ăng ten gắn ở phía sau tháp pháo, cửa xả hướng lên trên, lắp đặt thêm hệ thống xếp hàng theo dõi và hệ thống chữa cháy. Nó còn được gọi là T-55S.[34]
- Tiran-5Sh được trang bị một lưỡi gạt.
- Ti-67 được trang bị Blazer ERA.[34]
- Ti-67s- Đây là Ti-67 với nhiều cải tiến khác ngoài tất cả các sửa đổi trước đó. Chúng bao gồm lắp động cơ Detroit Diesel 8V-71T của Mỹ có công suất 609 mã lực, hộp số thủy động cơ bán tự động mới được trang bị bộ biến mô, bộ làm sạch không khí mới, giáp phản ứng nổ Blazer được bổ sung vào thân và tháp pháo, hệ thống ổn định súng Cadillac-Gage-Textron , lắp đặt hệ thống điều khiển hỏa lực vi tính EL-OP Matador, vòm chỉ huy cấu hình thấp, thiết bị dò hồng ngoại, thiết bị nhìn đêm tăng cường hình ảnh cho chỉ huy, xạ thủ và lái xe, hệ thống phát hiện và chế áp hỏa lực Spectronix, giỏ tháp pháo mới, kho chứa rộng rãi bên ngoài, Trạm lái xe được hiện đại hóa bao gồm việc thay thế các bánh xe xới bằng vô lăng, hệ thống truyền động cuối cùng mới, hệ thống nhiên liệu hoàn toàn mới và hệ thống treo cải tiến.[34]Xe bọc thép chở quân hạng nặng Achzarit

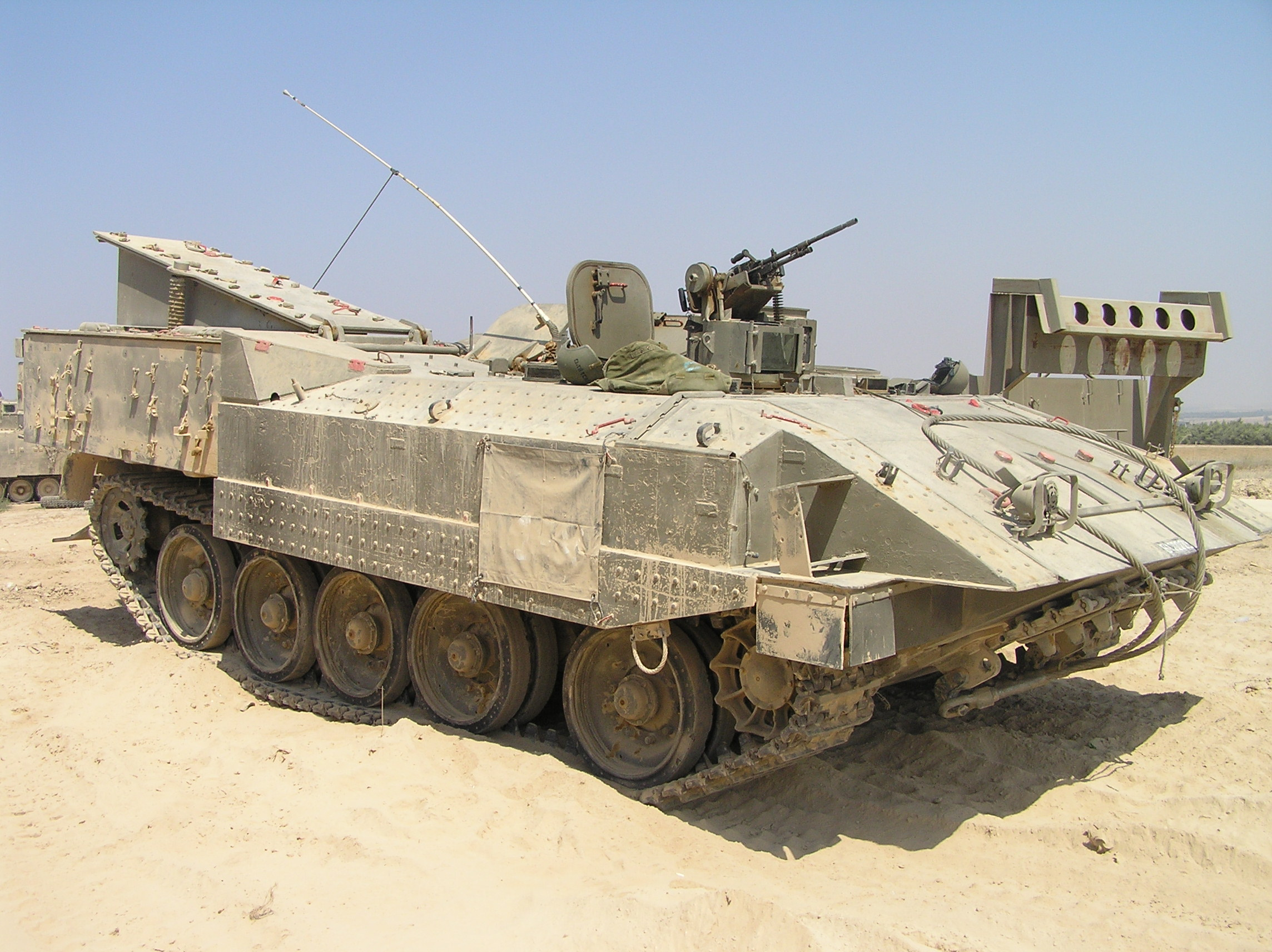
Xe bọc thép chở quân hạng nặng Achzarit

- Achzarit - Xe tăng T-55 được chuyển đổi thành xe bọc thép hạng nặng.
- VT-55A chiếm được từ Ai Cập hoặc Syria và được sửa đổi để đáp ứng nhu cầu của Quân đội Israel. Nó có một trụ gắn phía trước của các chỉ huy hình vòm cho 50cal HMG.[34]
- VT-55KS thu được từ Ai Cập hoặc Syria và được sửa đổi để đáp ứng nhu cầu của Quân đội Israel.[34]
- MT-55 bắt giữ từ Ai Cập hoặc Syria và được sửa đổi để đáp ứng nhu cầu của Quân đội Israel. Nó được gắn một ăng-ten mở rộng.[70]
- T-54 chuyển đổi thành một xe bọc thép ứng biến. Được xây dựng lại / sửa đổi bởi Quân đội Israel, những người nhanh chóng chuyển giao chúng cho lực lượng dân quân Cơ đốc giáo Nam Liban. Tháp pháo được thay thế bằng các tấm chắn giáp xung quanh vòng tháp pháo và các tấm chắn giáp được trang bị cho hai bên cửa sập của trình điều khiển. Được biết đến với cái tên Tiran hoặc T-54 APC, nó có kíp lái 5 người và mang theo một số lượng binh sĩ không xác định.[34]
- T-55M3: Xe tăng chiến đấu của Việt Nam được Israel nâng cấp từ T-54B, ứng dụng một số công nghệ mới thiết kế theo kiểu phương Tây, bổ sung thêm giáp yếm, giáp phản ứng nổ, diềm chắn xích, trang bị hệ thống điều khiển hỏa lực kiểu mới để xe tăng có thể bắn với độ chính xác cao khi hành tiến (trước kia vừa chạy vừa bắn chỉ có độ chính xác thấp). T-55M3 được trang bị giáp ERA thế hệ thứ hai có khả năng chống lại đạn tên lửa chống tăng B-72 và các loại đạn lõm chống tăng thông thường, thay pháo 100mm bằng pháo nòng xoắn 105 mm M68/L7 của Israel. Lắp đặt thêm súng cối 60 mm, súng máy PKT 7,62 mm, bộ cảm biến MAWS6056B của Pháp và động cơ diesel 1000 mã lực của Đức. Phiên bản này chỉ dừng ở mức thử nghiệm.[71]

#### Pakistan
- Al-Zarrar - Type 59 hiện đại hóa mà cũng có thể được áp dụng cho T-54s và T-55ss . Vào tháng 6 năm 2015, Serbia đã bán 282 xe tăng T-55 hiện đại hóa của mình cho Pakistan.[72]

#### Peru
- Hiện đại hóa T-55 thay thế động cơ diesel V-55 bằng động cơ diesel Caterpillar. Nó không được Quân đội Peru chấp nhận.
- T-55M1 Leon 1 - Hiện đại hóa T-55 do kỹ sư người Peru Sergio Casanave thiết kế. Dự án được đặt tên là DIEDE 2005. Quân đội Peru đã hỗ trợ dự án kể từ khi nó bắt đầu. Việc hiện đại hóa này phù hợp với T-55 với hệ thống điều khiển hỏa lực mới, máy đo xa laser và hệ thống song song SACLOS 9M14-2T HEAT Các bệ phóng ATGM Malyutka 2M  ở mỗi bên tháp pháo. Ngoài ra, khẩu pháo chính cũng được sửa đổi để bắn M-43A1 APFSDS 100 mm. Ít nhất ba chiếc trình diễn vật lý đã được thực hiện, nhưng không có chiếc nào trở thành nguyên mẫu hoạt động. Bị từ chối bởi Quân đội Peru.
- T-55M2A1 Leon 2 - Cũng được thiết kế bởi kỹ sư người Peru Sergio Casanave, đề xuất nâng cấp này bao gồm hệ thống điều khiển hỏa lực tầm nhiệt và quang học mới, khả năng bắn đạn M-43A1 / M-43A3 APFSDS (lên đến 2.600 m) và bệ phóng cho tên lửa chống tăng dẫn đường bằng tia laser 9M117 Bastion (3UBK23-1)có tầm bắn lên tới 6.000 m và độ xuyên giáp RHAe 750 mm sau ERA, động cơ mới phát triển 630 mã lực và hệ thống nhìn đêm mới. Ít nhất ba chiếc trình diễn vật lý đã được thực hiện, nhưng không có người nào trở thành nguyên mẫu hoạt động. Bị từ chối bởi Quân đội Peru.
- Tifón-2 ( (tiếng Anh Typhoon-2 ) - Hiện đại hóa T-55 do kỹ sư Sergio Casanave thiết kế và được phát triển bởi Desarrollos Industriales Casanave de Perú (DICSA), (Casanave Industrial Developments Peru) và Phòng thiết kế chế tạo máy Kharkiv Morozov của Ukraina. Nó dựa trên T-55AGM của Ukraine và gần như giống hệt nhau, ngoại trừ động cơ, vũ khí trang bị chính, Hệ thống điều khiển hỏa lực với ống ngắm xạ thủ 1G46M, ống ngắm chỉ huy PKN-5 và cả hai đều được tích hợp với ống ngắm nhiệt Buran - Catherine, có máy lạnh hệ thống,áo giáp thép hợp kim đặc biệt Deflek Ceramic, và Noshgiáp phản ứng nổ. Xe tăng được trang bị động cơ diesel tăng áp đa nhiên liệu 5TDFMA hai kỳ làm mát bằng chất lỏng mới với piston tăng công suất 1.050 mã lực và có tốc độ tối đa trên 75 km / h trên đường ở số tiến và hơn 35 km / h ở số lùi. Vũ khí trang bị chính là pháo nòng trơn 125 mm KBM-1M 48 có khả năng bắn các loại đạn thông thường với hiệu suất nâng cao, có thể tiêu diệt các loại xe tăng hiện đại từ cự ly lên đến 3.500 m (APFSDS và HEAT-TANDEM) và các khẩu có nòng phóng  ATGM  Kombat có sức xuyên 800 mm RHAe sau ERA và có khả năng tiêu diệt xe tăng hiện đại từ khoảng cách lên tới 5.000 m. Pháo nặng 2,5 tấn, có chiều dài nòng 6 m và có thể bắn các loại đạn APFSDS, HEAT và HE-FRAG.[73] Pháo có độ dài độ giật thông thường là 26–30 cm và độ dài độ giật tối đa là 31 cm. Quân đội Peru không coi là một lựa chọn để nâng cấp.[74]
- Hỗ trợ hỏa lực T-55 -Uralvagonzavod đang cung cấp cho Quân đội Peru bản nâng cấp cho những chiếc T-55 của họ như một phương án thay thế bằng xe tăng mới. Đề xuất là thay thế tháp pháo của các xe tăng hiện tại của họ bằng tháp pháo của BMPT. Tháp pháo BMPT được trang bị hai khẩu pháo tự động 2A42 30 mm, hai súng phóng lựu AGS-17, bốn ATGM 9M120 Ataka-V và một súng máy PKTM. Mỗi người điều khiển tháp pháo đều có một ống ngắm và người điều khiển vũ khí chính có một máy ảnh nhiệt, một ống ngắm quang học và một máy ảnh toàn cảnh. Nó cũng được trang bị một hệ thống phát hiện laser. Mặc dù thiết kế BMPT phù hợp với khung gầm xe tăng T-72, nó có thể được điều chỉnh để phù hợp với T-55.[75]

#### Cộng hòa Srpska
- SO 76 M-18 Mod - Những chiếc MBT đời sau T-55 được Serbia ở Bosnia trang bị tháp pháo của pháo chống tăng M18 Hellcat . Chúng được sử dụng để đào tạo thợ máy trước chiến tranh. Lực lượng Bosniak đã bắt được ít nhất một chiếc.[34][76]
- T-55 do người Serbia ở Bosnia chuyển đổi thành SPAAG trang bị súng Bofors AA.

#### Rhodesia
- T-55LD với bộ radio chiến thuật FM của Nam Phi được lấy từ xe bọc thép Eland. Thông tin liên lạc của Eland sử dụng micrô kích hoạt ở cổ họng và được coi là ưu việt hơn so với các mẫu của Liên Xô; Hệ thống này cũng đặc biệt ở chỗ, radio được vận hành bởi một chỉ huy xe tăng Rhodesian, chứ không phải người nạp đạn như tiêu chuẩn của học thuyết T-55.[34] Tám xe tăng T-55 do Ba Lan sản xuất dành cho chế độ của Idi Amin ở Uganda đã được người Nam Phi chuyển hướng tới Rhodesia, vào năm cuối cùng của Chiến tranh Rhodesian Bush.[77]

#### Serbia
- T-55H- Cải thiện khả năng vận động: động cơ tăng công suất bằng cách lắp máy bơm cao áp mới, sản xuất trong nước, lắp đặt bộ làm mát nước và làm mát dầu mới và sửa đổi bộ truyền động bằng cách lắp bánh răng mới. Cải tiến hỏa lực: lắp súng máy phòng không 12,7mm M-87 và lắp súng máy 7,62mm M-84. Cải thiện khả năng bảo vệ trong: lắp giáp bảo vệ chống nổ, lắp tấm chắn chống tích tụ, lắp đặt bình chữa cháy mới sử dụng halon, hiện đại hóa thiết bị bảo vệ hạt nhân, lắp đặt màn khói hệ thống bảo vệ tích cực (mặt nạ chủ động) và lắp đặt khối lắp ráp để cố định một phần nắp vòm của kíp xe đã đóng cửa. Các cải tiến khác bao gồm lắp đặt thiết bị tự cố thủ, lắp đặt thiết bị đào và hủy kích hoạt mỏ KMT-6, lắp đặt khối lắp ráp để cố định nắp vòm của phi hành đoàn, đóng một phần và hiện đại hóa các thiết bị IR chủ động (hồng ngoại) và chuyển chúng thành thụ động. Vào tháng 6 năm 2015, Serbia bán 282 xe tăng T-55 đã lỗi thời cho Pakistan.[72]
- VIU-55 Munja - T-55 chuyển đổi thành IFV kỹ thuật, tương tự như IDF Achzarit của Israel.

#### Slovakia
- UOS-155 "Belarty" (Univerzálny Odtarasovací Stroj) - Xe kỹ sư chiến đấu của Slovakia có gắn bộ phận dọn mìn. Xe bao gồm khung gầm T-55 với tháp pháo bọc thép (với máy xúc thủy lực có gắn xẻng) của xe công binh UDS-214.[34][78]
  - UOS-155B (Univerzálny Odtarasovací Stroj) - UOS-155 "Belarty" với máy xúc thủy lực có gắn thiết bị rà phá bom mìn.[34]
- SPOT-55 Xe tăng chữa cháy  với 2 vòi rồng và 11.000 lít nước, được tân trang lại bởi Đội cứu hỏa tình nguyện POLE để sử dụng trong các hoạt động đặc biệt.[79]

#### Slovenia
- T-55S - Nguyên mẫu của M-55S.[34]
- M-55S - T-55 Hiện đại hóa do công ty STO RAVNE và các kỹ sư của công ty Elbit của Israel phát triển. Slovenia hiện đại hóa 30 xe tăng T-55 trong kho vũ khí của mình. Chiếc T-55 cuối cùng được hiện đại hóa lên tiêu chuẩn M-55S vào tháng 5 năm 1999. Pháo tăng 100 mm ban đầu được thay thế bằng loại 105 mm với ống dẫn nhiệt. Lớp giáp bảo vệ của xe tăng đã được cải thiện đáng kể bằng cách gắn khối ERA Rafael vào thân xe và tháp pháo. Một máy tính đạn đạo kỹ thuật số đã được lắp đặt để cải thiện hệ thống điều khiển hỏa lực (FCS). Xạ thủ có kính ngắm ngày đêm ổn định hai trục Fotona SGS-55 với máy đo xa laser tích hợp. Ngoài tầm nhìn quang học tích hợp, người chỉ huy còn có ống ngắm Fotona COMTOS-55 với tính năng ổn định đường ngắm độc lập, cho phép anh ta thu được mục tiêu và đặt súng một cách độc lập nếu được yêu cầu. Người lái xe có kính tiềm vọng quan sát ngày / đêm kết hợp Fotona CODRIS. Bộ thu cảnh báo chiếu sáng bằng laser LIRD-1A được kết hợp với súng phóng lựu khói IS-6 gắn phía trước (trong đó có sáu trong hai cụm, mỗi cụm một bên tháp pháo) và có thể được tự động kích hoạt trong trường hợp khẩn cấp. Việc hiện đại hóa động cơ diesel V-12 giúp tăng công suất từ 520 mã lực lên 600 mã lực. Thiết bị chạy có váy bên bằng cao su và xe tăng được trang bị các rãnh cao su và kim loại mới. Các cải tiến cũng được thực hiện đối với các thiết bị hỗ trợ thông tin liên lạc.[34]
  - M-55S-USP - M-55S chuyển đổi thành xe huấn luyện lái xe. Tháp pháo đã được thay thế bằng một khung huấn luyện với chỗ ngồi cho một người hướng dẫn và hai người lái xe tập sự. Người lái xe thứ ba đang ở vị trí lái xe bình thường. Nó còn được gọi làLM-55 -55, M-55USP và USP9.[34]

#### Sudan
- Digna -  Bản sao T-55 do Sudan sản xuất.[80]

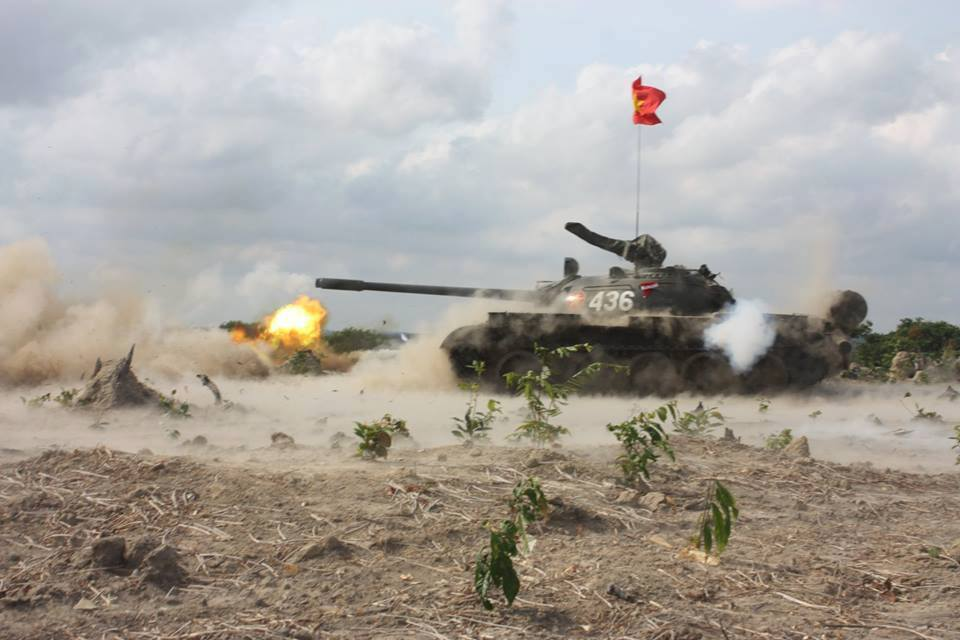
Xe tăng T-54B của Việt Nam

#### Việt Nam
- T-55M: Phiên bản cải tiến của T-54B/T-55 mà Việt Nam áp dụng, thay thế cho phiên bản T-55M3 của Isreal đã bị dừng. Xe được bổ sung thêm giáp yếm, giáp phản ứng nổ, diềm chắn xích, trang bị hệ thống điều khiển hỏa lực kiểu mới TIFCS-3BU bao gồm hệ thống ngắm bắn TSGS-54BU do Tây Ban Nha sản xuất. Hệ thống kiểm soát hoả lực TIFCS-3BU được tích hợp máy đo xa laser và bộ ổn định đường ngắm giúp bắn chính xác kể cả khi xe đang di chuyển, kính ngắm ảnh nhiệt có thể giúp xác định được mục tiêu trong đêm tối một cách dễ dàng và khai hoả chính xác. Khẩu pháo 100mm được giữ lại, nhưng được bổ sung thêm các tấm bọc cách nhiệt để làm giảm độ cong nòng pháo do nhiệt độ, giúp đường đạn bắn chính xác hơn.[81][cần dẫn nguồn][82]

## Nhà khai thác

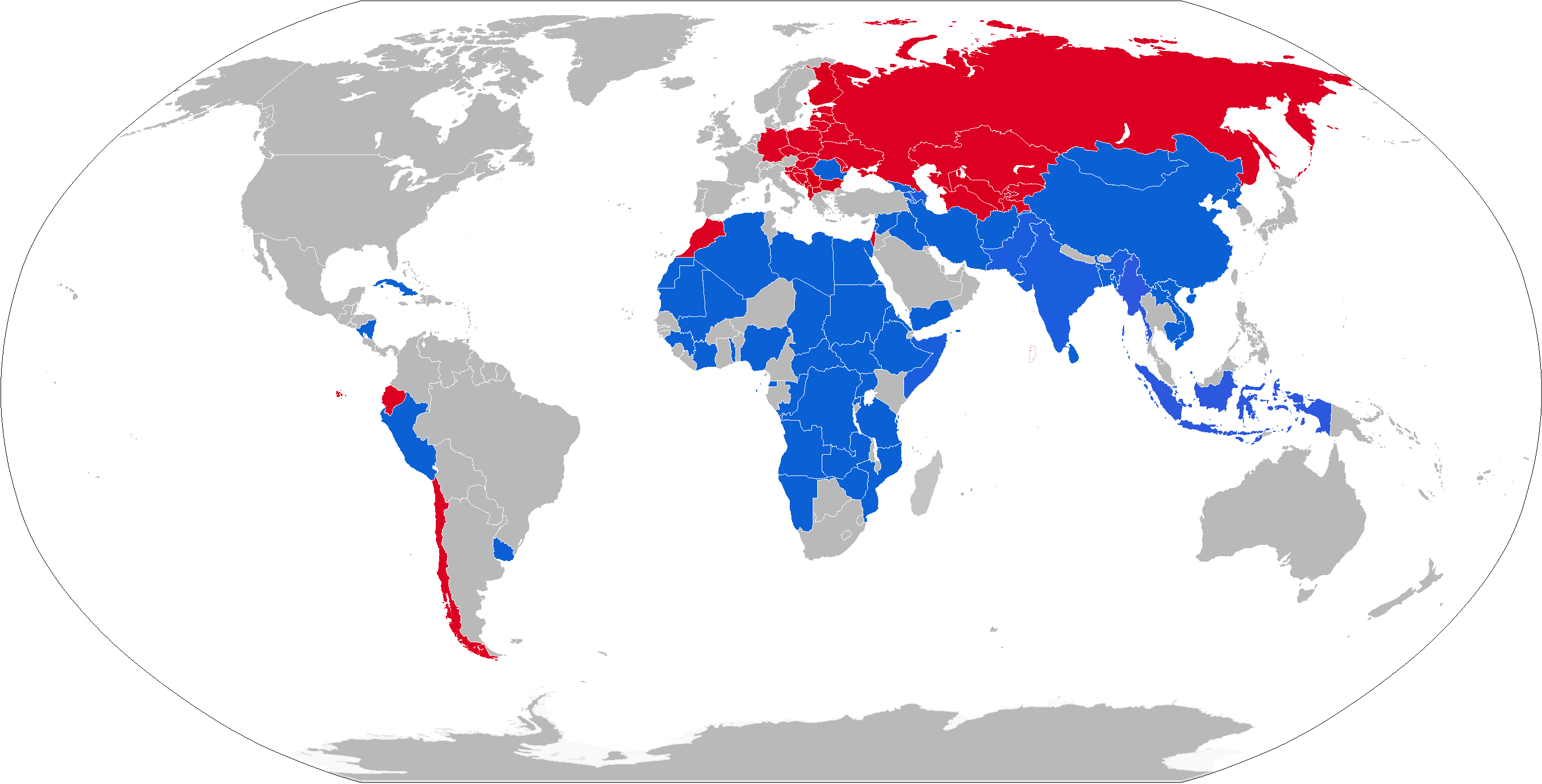
Các nhà khai thác vận hành xe tăng T-54/55 hiện tại được đánh dấu màu xanh lam; các nhà khai thác cũ được đánh dấu bằng màu đỏ

### Hiện tại
- Abkhazia - Một số chiếc T-55 đã được phục vụ vào đầu Chiến tranh 1992–1993 ở Abkhazia. Tất cả những thứ này đều bị mất trong 4 tháng đầu của cuộc giao tranh, tại thời điểm đó lực lượng Abkhazian đã bắt được 8 chiếc T-55 từ tay quân Gruzia.[66] Những lúc cao điểm, có 100 chiếc T-55 và T-72 trong biên chế.[83] Hơn 50 chiếc T-55 và T-72 đã được đưa vào sử dụng trong năm 2004. 87 chiếc T-55 và T-72 đã được phục vụ trước cuộc chiến tranh Nam Ossetia năm 2008.[84] Khoảng 50 đến 60 chiếc T-55 và T-72 hiện đang được biên chế.
- Algeria - 40 chiếc T-54 được đặt hàng từ Liên Xô vào năm 1963 và chuyển giao vào năm 1963 (những chiếc này trước đây thuộc biên chế của Liên Xô). 25 chiếc T-54 và 25 chiếc T-55 đã được  đặt hàng vào năm 1965 và được chuyển giao vào năm 1966 (những chiếc T-54 trước đây thuộc biên chế của Liên Xô). 100 chiếc T-54 đã được đặt hàng vào năm 1966 và được chuyển giao trong khoảng thời gian từ năm 1966 đến năm 1967 (những chiếc xe trước đây thuộc biên chế của Liên Xô). 100 chiếc T-55 được đặt hàng vào năm 1966 và giao hàng vào năm 1967. 50 chiếc T-55 được đặt hàng năm 1981 và được chuyển giao vào năm 1982 (những chiếc này có lẽ trước đây đã thuộc biên chế của Liên Xô).[13] 324 chiếc T-54 và T-55 trong biên chế vào đầu năm 2001,[85] 320 chiếc trong những năm năm 2003, 2004 và 270 chiếc vào năm 2006.[86], 2004[84] và 270 vào năm 2006.[87]
- Angola - 50 chiếc T-54 và có thể cả T-55 đã được đặt hàng vào năm 1975 và được chuyển giao trong khoảng thời gian từ 1975 đến 1978 (những chiếc này trước đây thuộc biên chế của Liên Xô). 100 chiếc T-55 được đặt hàng vào năm 1987 và được chuyển giao trong khoảng thời gian từ năm 1987 đến năm 1988 (những chiếc này có lẽ trước đây thuộc biên chế của Liên Xô). 30 chiếc T-55 nhận từ Nga năm 1993 đến 1994 (20 chiếc năm 1993 và 10 chiếc năm 1994).[88] 62 chiếc T-55M[88] được đặt hàng vào năm 1999 từ Belarus và giao hàng vào năm 1999 (những chiếc xe này trước đây thuộc biên chế Liên Xô và sau đó là Belarus). 31 chiếc T-55 được đặt hàng vào năm 1999 từ Bulgaria và được giao vào năm 1999 (các xe này trước đây thuộc biên chế của Bulgaria). 205 chiếc T-55AM2 được đặt hàng từ Slovakia năm 1999 với 150 chiếc được giao vào năm 1999 và 55 chiếc vào năm 2000 (những chiếc này trước đây thuộc biên chế của Tiệp Khắc và sau đó là Slovakia).[13][89] 90 chiếc T-54 và T-55 được đưa vào biên chế năm 2000.[90] Khoảng 560 chiếc T-54, T-55, T-62 và T-72 được đưa vào biên chế đầu năm 2001.[85] 400 chiếc T-54 và T-55 được đưa vào biên chế năm 2004[91] và khoảng 200 chiếc vào năm 2005[84] và 2006.[87]
- Armenia - 3 chiếc T-54 tính đến năm 2017.
- Ai Cập - 350 chiếc T-54 được đặt hàng từ Liên Xô vào năm 1960 và được chuyển giao từ năm 1961 đến năm 1966 (những chiếc xe này có thể là từ dây chuyền sản xuất của Tiệp Khắc). 150 chiếc T-55 đã được đặt hàng từ Liên Xô vào năm 1963 và được chuyển giao trong khoảng thời gian từ năm 1964 đến năm 1966. Ai Cập đã mất 820 chiếc trong Chiến tranh 6 ngày, trong đó có 82 chiếc T-55.[66] 800 chiếc T-54 được đặt hàng từ Liên Xô vào năm 1967 và được chuyển giao trong khoảng thời gian từ năm 1967 đến năm 1972 (một số xe có thể là từ dây chuyền sản xuất của Tiệp Khắc và /hoặc Ba Lan). 550 chiếc T-55 được đặt hàng từ Liên Xô vào năm 1967 và được giao trong khoảng thời gian từ 1969 đến 1973. 50 chiếc T-54 được đặt hàng từ Liên Xô vào năm 1972 và được chuyển giao vào năm 1973 (những chiếc này trước đây thuộc biên chế của Liên Xô).[13] 895 chiếc T-54 và T-55 trong biên chế đầu những năm 2003 và 2004.[84][92] 840 chiếc T-54 và T-55 được đưa vào biên chế vào năm 2006.[87] 260 chiếc Ramses II được đưa vào biên chế trong năm 2004 và 2006.[84]
- Ấn Độ - 300 chiếc T-54 được đặt hàng từ Liên Xô vào năm 1964 và được giao trong khoảng thời gian từ 1965 đến 1967. 225 chiếc T-55 được đặt hàng vào năm 1968 từ Liên Xô và được giao trong khoảng thời gian từ 1968 đến 1971. 650 chiếc T-55 đã được đặt hàng vào năm 1971 từ Liên Xô và được chuyển giao từ năm 1971 đến năm 1974.[13]  274 chiếc T-54, 44 chiếc T-55 và 7 chiếc T-55AK được đặt hàng vào năm 1970 từ Tiệp Khắc và được giao trong khoảng thời gian từ năm 1970 đến năm 1971 (một số chiếc trước đây thuộc biên chế của Tiệp Khắc). 300 chiếc T-55 đã được đặt hàng vào năm 1971 từ Ba Lan và được chuyển giao vào năm 1971 (một số chiếc trước đây thuộc biên chế của Ba Lan). 800 chiếc T-55 và những chiếc T-55 hiện đại hóa đã được đưa vào phục vụ năm 1990, khoảng 750 chiếc vào năm 1995, khoảng 700 chiếc vào năm 2000, đầu năm 2001[93] và đầu năm 2003,[94] 450 chiếc vào các năm 2002, 2005 và 2008. Số lượng T-55 và T-55 hiện đại hóa trong biên chế sẽ ở mức 450 chiếc vào năm 2010 và giảm xuống còn 220 chiếc vào năm 2015.[95] Có khoảng 550 chiếc T-55 trong biên chế và khoảng 200 chiếc được niêm cất vào năm 1999.[96] Năm 2004, Quân đội Ấn Độ có tổng cộng 700 chiếc T-55, 450 chiếc trong số đó đang hoạt động.[84] Năm 2006, Quân đội Ấn Độ có 715 chiếc T-55, được hiện đại hóa với thiết bị chiến đấu ban đêm và hệ thống điều khiển hỏa lực mới, khoảng 67 chiếc trong số đó được dự bị.[87] Vào tháng 5 năm 2011, nhiều chiếc T-55 được cho thôi phục vụ và chuyển sang kho niêm cất.[97] Một số lượng xe bọc thép phục hồi nhất định dựa trên T-54 tính đến năm 2017.
- Bangladesh - 30 chiếc T-54 được đặt hàng từ Ai Cập vào năm 1975 và chuyển giao vào năm 1975 (với tư cách viện trợ, những chiếc này trước đây thuộc biên chế của Ai Cập).[13] 100 chiếc T-54 và T-55 trong biên chế vào các năm 2004 và 2006.[84][87]
- Bulgaria - 900 chiếc T-54 được đặt hàng từ Liên Xô vào năm 1953 và được giao từ năm 1954 đến năm 1959. 900 chiếc T-55 được đặt hàng vào năm 1961 từ Liên Xô và được giao trong khoảng thời gian từ năm 1962 đến năm 1970.[13] 1475 chiếc T-54, T-55 và T-72 được biên chế vào đầu năm 2001.[98] 1042 chiếc T-54 và T-55 hoạt động vào đầu năm 2003, 2004 và 2006.[84][87][99] Hiện tại, có tới 430 chiếc đang trong biên chế hoặc niêm cất. Một số được sử dụng để đào tạo lái xe tăng cơ bản.
- Bosna và Hercegovina - [100] 10 chiếc T-55 được đặt hàng từ Ai Cập vào năm 1997 và chuyển giao vào năm 1997 (những chiếc này trước đây thuộc biên chế của Ai Cập).[13] 170 chiếc T-34, T-55, M60A3 và AMX-30 trong biên chế vào đầu năm 2001.[98] 192 chiếc T-34, T-54/T-55, M60A3s, M-84 và AMX-30 trong biên chế vào đầu năm 2003.[99] Hiện tại, quân đội Bosnia Herzegovina vận hành 180 chiếc T-55.[99]  80 chiếc T-55 được đưa vào biên chế đầu năm 2004,[101] 69 chiếc T-55 và 13 chiếc T-54 vào năm 2005[84] và 75 chiếc T-55 vào năm 2006.[87]
- Bờ Biển Ngà - 10 chiếc T-55 đã được đưa vào biên chế vào đầu năm 2003, 2004 và 2006.[84][87][102]
- Campuchia - 10 chiếc T-54 được đặt hàng từ Liên Xô vào năm 1983 và được chuyển giao vào năm 1983 (những chiếc này trước đây thuộc biên chế Liên Xô). 100 chiếc T-55 được đặt hàng từ Liên Xô năm 1988 và chuyển giao vào năm 1989 (hình thức viện trợ, các xe này trước đây có thể thuộc biên chế Liên Xô, các xe này có thể do Việt Nam cung cấp). 15 chiếc T-55 được đặt hàng từ Liên Xô năm 1990 và giao hàng vào năm 1990. 40 chiếc T-55AM2 được đặt hàng vào năm 1994 từ Cộng hòa Séc và giao hàng vào năm 1994 (những chiếc này trước đây thuộc biên chế Tiệp Khắc và sau này là của Séc). 50 chiếc T-55AM2BP được đặt hàng từ Ba Lan vào năm 1994 và chuyển giao vào năm 1994 (những chiếc này trước đây thuộc biên chế của Ba Lan).[13] 150 chiếc T-55, Type 59 và PT-76 trong biên chế vào đầu năm 2001[103] và 170 chiếc vào đầu năm 2003.[102] Hơn 100 chiếc T-54 và T-55 đã được đưa vào biên chế trong các năm 2004 và 2006.[84][87] 103 chiếc T-54 trong biên chế năm 2007. Campuchia đã mua 50 xe tăng chiến đấu chủ lực T-55A từ Đông Âu. Ngày 20 tháng 9 năm 2010, Campuchia có 220 chiếc T-54 / T-55 được biên chế vào năm 2011.[104]
- Cộng hòa Dân chủ Congo -[105] 20 chiếc T-55 được đặt hàng từ Ukraine vào năm 2005 và chuyển giao vào năm 2006 (những chiếc này trước đây thuộc biên chế Liên Xô và sau này là Ukraine).[13][88]  20 chiếc T-55 được đưa vào biên chế năm 2006.[87]
- Cộng hòa Congo - 25 chiếc T-54 và T-55 đã được đặt hàng vào năm 1982 từ một nhà cung cấp không xác định và được giao vào năm 1982 (những chiếc xe này có lẽ đã qua sử dụng).[13] 25 chiếc T-54 và T-55 đã được đưa vào biên chế trong các năm 2004 và 2006.[84][87] Hiện có 25 chiếc T-54 và T-55 đang được biên chế.
- Cộng hòa Trung Phi - 4 chiếc T-55 được đặt hàng năm 1982 từ Libya và được chuyển giao vào năm 1982 (viện trợ, những chiếc xe này trước đây có thể thuộc biên chế của Libya).[13] 4 chiếc T-55 được đưa vào biên chế vào đầu năm 2001[106] và 3 chiếc vào đầu năm 2003, 2004 và 2006.[84][87][107]
- Chad - 60 chiếc T-55 đã được đưa vào biên chế vào đầu năm 2001, 2003, 2004 và 2006.[84][87][108][109] Hiện có 60 chiếc T-55 đang được biên chế.[110]
- Cuba - 100 chiếc T-55 đã được Liên Xô viện trợ vào năm 1963 (những chiếc xe này trước đây thuộc biên chế Liên Xô). 1200 chiếc T-55 đã được đặt hàng từ Liên Xô vào năm 1964 và được giao trong khoảng thời gian từ năm 1964 đến 1975. 25 chiếc T-55 và T-54 được đặt hàng từ Liên Xô vào năm 1981 và được chuyển giao vào năm 1981 (những chiếc xe này trước đây thuộc biên chế Liên Xô).[13] Hiện tại Cuba sở hữu 1100 chiếc T-55, hầu hết trong số đó đang được cất giữ hoặc được sử dụng làm khung gầm pháo tự hành và khung gầm gắn tên lửa SA-3 và SA-2. 120 chiếc T-55 được hiện đại hóa lên tiêu chuẩn T-55M và 20 chiếc nữa lên T-55AM.[111]
- Eritrea - 120 chiếc T-55A được đặt hàng từ Bulgaria vào năm 2004 và được giao vào năm 2005 (những chiếc này trước đây thuộc biên chế của Bulgaria).[13][88] 150 chiếc T-54 và T-55 đã được đưa vào biên chế vào đầu năm 2003, 2004 và 2006.[84][87][112]
- Ethiopia - 200 chiếc T-54 và 200 chiếc T-55 được đặt hàng từ Liên Xô vào năm 1977 và được chuyển giao trong khoảng thời gian từ 1977 đến 1978 (những chiếc T-54 trước đây thuộc biên chế Liên Xô trong khi những chiếc T-55 trước đây có thể thuộc biên chế Liên Xô). 60 chiếc T-54 được đặt hàng từ Đông Đức vào năm 1978 và được chuyển giao trong khoảng thời gian từ năm 1979 đến năm 1980 (những chiếc xe này trước đây thuộc biên chế Đông Đức). 700 chiếc T-55 được đặt hàng từ Liên Xô vào năm 1980 và được giao trong khoảng thời gian từ 1980 đến 1988 (những chiếc xe này có thể là từ dây chuyền sản xuất của Tiệp Khắc). 90 chiếc T-55 được đặt hàng từ Libya vào năm 1983 và được chuyển giao vào năm 1984 (những chiếc xe này trước đây thuộc biên chế của Libya). 50 chiếc T-55 được đặt hàng từ Đông Đức vào năm 1989 và được giao vào năm 1989 (những chiếc này trước đây thuộc biên chế Đông Đức, nhiều chiếc đã được đặt hàng thêm nhưng đơn đặt hàng đã bị hủy bỏ). 40 chiếc T-55 được đặt hàng từ Belarus vào năm 1998 và được chuyển giao vào năm 1998 (những chiếc này trước đây thuộc biên chế của Belarus). 50 chiếc T-55 được đặt hàng vào năm 1998 từ Bulgaria và được giao vào năm 1999 (những chiếc này trước đây thuộc biên chế của Bulgaria, một số có thể là xe cũ của Ukraine và/hoặc của Romania được bán qua Bulgaria). 140 chiếc T-55 đã được đặt hàng từ Bulgaria vào năm 1999 và được giao trong khoảng thời gian từ 1999 đến 2002 (những chiếc này trước đây thuộc biên chế của Bulgaria, một số có thể là xe cũ của Ukraine và/hoặc Romania được bán qua Bulgaria, việc giao 40 chiếc cuối cùng là bị đình chỉ từ năm 2000 đến năm 2001 do lệnh cấm vận của Liên hợp quốc).[13] Khoảng 160 chiếc T-55 và T-62 được đưa vào biên chế vào đầu năm 2001[113] và hơn 270 chiếc vào đầu năm 2003.[112] Hơn 250 chiếc T-54, T-55 và T-62 đã được đưa vào biên chế năm 2004 và 2006.[84][87]
- Gruzia - 120 chiếc T-55AM2 và T-54 được đặt hàng từ  Cộng hòa Séc năm 1998, 10 chiếc T-55AM2 được chuyển giao vào năm 2000 và số còn lại vào năm 2001 (các xe này trước đây thuộc biên chế Tiệp Khắc và sau này là của Séc).[13][89] 108 chiếc T-55M được phục vụ vào đầu cuộc Chiến tranh 1992–1993 ở Abkhazia.[66] Khoảng 40 chiếc T-55 được đưa vào phục vụ trong các năm 1992 và 1995, 48 chiếc năm 2000, 59 chiếc năm 2002, 55 chiếc năm 2004,[84] 2005, 2006[87] và 56 chiếc năm 2008.[114]
- Guinea - 8 chiếc T-54 được đặt hàng từ  Liên Xô vào năm 1974 và được chuyển giao vào năm 1974 (những chiếc xe này có lẽ đã qua sử dụng).[13] 8 chiếc T-54 đã được đưa vào biên chế trong các năm 2004 và 2006.[84][87] Hiện có 8 chiếc T-54 đang được biên chế.
- Hungary - 300 chiếc T-54 được chuyển giao từ Liên Xô trong năm 1959-1960. Một số phương tiện phục hồi bọc thép dựa trên T-54 cho năm 2017.
- Indonesia - Một số lượng xe bọc thép phục hồi nhất định dựa trên T-54 tính đến năm 2017.
- Iraq - 250 chiếc T-54 được đặt hàng từ Liên Xô vào năm 1958 và được giao trong khoảng thời gian từ 1959 đến 1965. 50 chiếc T-54 được đặt hàng từ Liên Xô vào năm 1967 và chuyển giao vào năm 1968.[13] Khoảng 80 đến 120 chiếc T-54 đã bị thất lạc trong Chiến tranh Yom Kippur.[66] 300 chiếc T-55 được đặt hàng từ Liên Xô vào năm 1973 và được giao trong khoảng thời gian từ 1974 đến 1975. 50 chiếc T-54 và T-55 được đặt hàng vào năm 1980 từ Đông Đức và được giao vào năm 1981 (những chiếc xe này trước đây thuộc biên chế Đông Đức). 400 chiếc T-55 và T-54 được đặt hàng từ Ba Lan vào năm 1980 và giao hàng trong khoảng thời gian từ năm 1981 đến năm 1982 (những chiếc xe này trước đây có thể thuộc biên chế của Ba Lan). 250 chiếc T-55 được đặt hàng từ Ai Cập vào năm 1981 và được giao trong khoảng thời gian từ 1981 đến 1983 (những chiếc này trước đây thuộc biên chế của Ai Cập). 150 chiếc TR-580 được đặt hàng vào năm 1981 từ Romania và được giao trong khoảng thời gian từ năm 1981 đến năm 1984 (những chiếc xe này được giao qua Ai Cập). 400 chiếc T-55 được đặt hàng từ Liên Xô vào năm 1981 và được giao trong khoảng thời gian từ năm 1982 đến năm 1985 (các xe này thuộc dây chuyền sản xuất của Tiệp Khắc).[13] Khoảng 200 chiếc T-54 và T-55 đã được nâng cấp lên tiêu chuẩn T-72Z (đừng nhầm với T-54/55 / Type 59 hiện đại hóa Safir-74 của Iran còn được gọi là T-72Z).[34] 1.500 chiếc T-54, T-55 và TR-580 phục vụ trong Quân đội chính quy Iraq năm 1990 và 500 chiếc vào các năm 1995, 2000 và 2002.[115] 406 chiếc T-54 và T-55 được phục vụ trong biên chế Quân đội Chính quy Iraq năm 2003. Tất cả đều bị phá hủy hoặc loại bỏ ngoại trừ 4 chiếc T-55 hiện đang được biên chế trong Quân đội Iraq Mới.[115] 76 chiếc T-55 được biên chế trong Quân đội Iraq mới kể từ năm 2004.[116] 4 chiếc VT-55A được đặt hàng từ Hungary vào năm 2005 và được chuyển giao vào năm 2005 (viện trợ, những chiếc này trước đây thuộc biên chế của Hungary).[13] Iraq cũng đã nhận được 2 chiếc JVBT-55A vào năm 2005 từ Hungary.
- Iran - 60 chiếc T-54 và 65 chiếc T-55 được đặt hàng từ Libya vào năm 1981 và được chuyển giao vào năm 1981 (viện trợ, các xe này trước đây thuộc biên chế của Libya). 120 chiếc T-55 được đặt hàng từ Syria vào năm 1982 và được chuyển giao vào năm 1982 (những chiếc xe này trước đây thuộc biên chế của Syria).[13] Iran cũng mua một số lượng Tirans từ Israel trong Chiến tranh Iran-Iraq.[117] Một số phương tiện đã bị bắt giữ từ Iraq trong Chiến tranh Iran-Iraq. 100 chiếc T-54 và T-55 được đưa vào biên chế năm 1990, 110 chiếc năm 1995, 500 chiếc năm 2000 và khoảng 250 chiếc vào năm 2002. 540 chiếc T-54, T-55 và Type 59 được đưa vào biên chế vào các năm 2004, 2005, 2006 và 2008.[84][87][118] 200 chiếc T-54, T-55 và Type 59 đã được nâng cấp thành tiêu chuẩn Safir-74 (còn được gọi là T-72Z mặc dù không nên nhầm lẫn nó với hiện đại hóa cùng tên của Iraq) (20 chiếc có thể là xe của Sudan hiện đại hóa cho Sudan).[13]
- Kurdistan -  250-300 chiếc T-54, T-55 và Type 59 bị bắt từ quân đội Iraq trước đây. Không phải tất cả đều hoạt động. 95 chiếc phục vụ tính đến năm 2011 và 120 chiếc dự bị. Hiện chưa rõ số phận của những chiếc xe tăng bị bắt còn lại.[119]
- Lào - 15 chiếc T-54 và 15 chiếc T-55 được đặt hàng từ Liên Xô năm 1973 và chuyển giao vào năm 1975 (viện trợ, những chiếc xe này có lẽ trước đây thuộc biên chế Liên Xô).[13] 15 chiếc T-54 và T-55 đã được đưa vào phục vụ trong năm 2004 và 2006. Những chiếc T-54 và T-55 đã được duyệt binh gần đây nhất là vào tháng 1 năm 2019.[84][87][120]
- Latvia -  5 chiếc T-55AM Mérida được Ba Lan tặng vào năm 1999. 3 chiếc T-55AM được đưa vào sử dụng vào đầu năm 2001, đầu năm 2003, 2004 và 2006.[84][87][121][122]  Hiện tại 3 chiếc T-55AM2 là phục vụ.
- Lebanon - 180 chiếc T-54 và T-55 đã được đặt hàng từ Syria vào năm 1991 và được chuyển giao trong khoảng thời gian từ năm 1992 đến 1993 (viện trợ, những chiếc xe này trước đây thuộc biên chế của Syria). 40 chiếc T-54 và T-55 Tiran được Israel cung cấp cho Lực lượng Dân quân Liban Cơ đốc giáo sau năm 1980, 20 chiếc T-54/55 khác bị bắt từ quân đội Syria vào mùa hè năm 1982 và 60 chiếc nữa được Iraq cung cấp từ năm 1986 đến năm 1989. Tất cả đều phục vụ trong Lực lượng Lebanon cho đến khi kết thúc cuộc nội chiến năm 1991.[13]
- Mauritania - 35 chiếc T-55 được đặt hàng từ Liên Xô năm 1990 và chuyển giao vào năm 1991 (những chiếc xe này đã qua sử dụng). 16 chiếc T-55 được đặt hàng từ Ba Lan vào năm 2001 và được giao vào năm 2002 (những chiếc này trước đây thuộc biên chế của Ba Lan).[13] 35 chiếc T-55 trong biên chế vào đầu năm 2001, đầu năm 2003, 2004 và 2006.[84][87][123][124] Hiện có 35 chiếc T-55 đang được biên chế.
- Mozambique - 60 chiếc T-54 được đặt hàng từ Liên Xô vào năm 1981 và được chuyển giao vào năm 1982 (những chiếc xe này trước đây thuộc biên chế của Liên Xô). 50 chiếc T-55 được đặt hàng từ Liên Xô vào năm 1982 và được chuyển giao vào năm 1983 (những chiếc xe này trước đây thuộc biên chế của Liên Xô). 60 chiếc T-55 được đặt hàng từ Liên Xô vào năm 1982 và được chuyển giao từ năm 1983 đến năm 1985 (những chiếc xe này trước đây thuộc biên chế của Liên Xô).[13] Khoảng 60 chiếc T-54 trong biên chế năm 2005 và hơn 60 chiếc vào năm 2006.[84][87]
- Mông Cổ - 250 chiếc T-54 được đặt hàng từ Liên Xô vào năm 1960 và được giao trong khoảng thời gian từ năm 1961 đến năm 1964. 250 chiếc T-55 được đặt hàng vào năm 1963 từ Liên Xô và được giao trong khoảng thời gian từ năm 1964 đến năm 1967.[13] 650 chiếc T-54, T- 55 và T-62 trong biên chế vào đầu năm 2001 và 370 chiếc vào đầu năm 2003.[123][124] 370 chiếc T-54 và T-55 trong biên chế các năm 2004 và 2006.[84][87] Hiện tại là 370 chiếc T-54 và T-55 đang trong biên chế.
- Myanmar - 10 chiếc T-55 nhận từ Ấn Độ.
- Namibia - Có tới 20 chiếc T-34 và T-55 trong biên chế vào đầu năm 2001 và một số ít vào đầu năm 2003.[125][126] Một số T-34, T-54 và T-55 trong biên chế vào những năm năm 2004 và 2006.[84][87]
- Nicaragua - 20 chiếc T-55 được đặt hàng vào năm 1981 từ một nhà cung cấp không xác định và được giao vào năm 1981 (những chiếc xe này trước đây có thể thuộc biên chế của Libya). 66 chiếc T-55 được đặt hàng từ Liên Xô vào năm 1984 và được chuyển giao vào năm 1984 (những chiếc xe này trước đây thuộc biên chế của Liên Xô). 20 chiếc T-54 được đặt hàng từ Liên Xô vào năm 1984 và chuyển giao vào năm 1985 (những chiếc xe này trước đây thuộc biên chế của Liên Xô). 50 chiếc T-55được đặt hàng từ Liên Xô vào năm 1986 và chuyển giao vào năm 1987 (những chiếc xe này trước đây thuộc biên chế của Liên Xô).[13] 127 chiếc T-55 phục vụ và niêm cất vào đầu năm 2001 và đầu năm 2003, 62 chiếc trong biên chế và 65 chiếc được bảo quản vào năm 2004 và 2006.[84][87][125][126] Hiện tại 31 chiếc T-55 đang phục vụ.
- Nigeria - Khoảng từ 50 đến 100 chiếc T-55 được đặt hàng từ Liên Xô vào năm 1979 và được chuyển giao vào năm 1981 (những chiếc xe này có lẽ trước đây thuộc biên chế của Liên Xô).[13] Khoảng 200 chiếc T-55 và Vickers Mk III trong biên chế vào đầu năm 2001 và khoảng 250 chiếc vào đầu năm 2003.[125][126] 100 chiếc T-55  trong biên chế vào các năm 2004 và 2006.[84][87] Hiện có 50 chiếc T-55 đang phục vụ và chiếm 50% số xe tăng có thể sử dụng được.
- Novorossiya - 1 chiếc T-54 được mua lại từ một bảo tàng ngoài trời vào tháng 7 năm 2014, với hy vọng khôi phục xe tăng ở trạng thái sẵn sàng chiến đấu. Không rõ liệu xe tăng hiện đang hoạt động.[127]
- Pakistan - 100 chiếc T-54 được đặt hàng từ Liên Xô vào năm 1968 và được chuyển giao vào năm 1969 (những chiếc xe này trước đây thuộc biên chế Liên Xô). 100 chiếc T-55 được đặt hàng từ Liên Xô vào năm 1968 và được chuyển giao vào năm 1968.[13] Tính đến năm 2010, 54 xe tăng T-54/55 trong lực lượng Dự bị.[128] 100 xe tăng T-55H đặt hàng từ Serbia và được giao kế hoạch đến tháng 4 năm 2020 (các xe này trước đây thuộc biên chế củaSerbia).[129]
- Romania - 850 chiếc T-55 được đặt hàng từ Liên Xô năm 1969 và giao hàng từ năm 1970 đến năm 1977. 400 chiếc TR-580 được đặt hàng năm 1975 và được sản xuất từ năm 1977 đến năm 1981. 150 chiếc TR-580 được sản xuất cho Iraq.[13] Romania cũng mua một số T-54 hiện đang trong lực lượng dự bị.[130] 398 chiếc TR-580 phục vụ trong Quân đội Romania năm 1993, khoảng 88 chiếc TR-580 vào đầu năm 1999, 717 chiếc T-55 và 227 chiếc TR-580 vào đầu năm 2003[131] và 2004,[84] 268 chiếc T-55 và 43 TR-580 vào năm 2006.[87] Theo Hiệp ước đăng ký vũ khí thông thường của Liên Hợp Quốc, Lực lượng Vũ trang Romania vận hành 710 chiếc T-55 và 227 chiếc TR-580 vào năm 2006, 750 chiếc T-55 và 226 chiếc TR-580 vào năm 2007,[89] 394 chiếc T-55 và 227 chiếc TR-580 vào năm 2017,[46] 120 chiếc TR-580 được biên chế trong Lực lượng Bộ binh Hải quân Romania vào đầu năm 2001[132] và đầu năm 2003.[131]
- Rwanda - 12 chiếc T-54 và T-55 trong biên chế vào đầu năm 2001,[132] 30 chiếc vào đầu năm 2003,[131] 24 chiếc vào năm 2005[84] và 2006.[87] Ít nhất 10 chiếc Ti-67 đang hoạt động.[133]
- Serbia - 510 chiếc T-55 năm 2006 và từ 240 đến 260 chiếc trong lực lượng dự bị năm 2015. Một số lượng không xác định của các phương tiện phục hồi bọc thép JVBT đang hoạt động trong Quân đội Serbia. Vào tháng 4 năm 2020, Serbia đã chuyển giao 100 chiếc T-55H hiện đại hóa cho Pakistan.[129]
- Syria - 150 chiếc T-54 được đặt hàng từ Liên Xô vào năm 1956 và được giao trong khoảng thời gian từ 1957 đến 1958. 300 chiếc T-54  được đặt hàng từ Liên Xô vào năm 1967 và được giao trong khoảng thời gian từ năm 1967 đến 1972 (những chiếc xe này trước đây thuộc biên chế của Liên Xô). 75 chiếc T-55 đã được đặt hàng vào năm 1967 từ Liên Xô và được giao từ năm 1967 đến năm 1968. 300 chiếc T-55 được đặt hàng vào năm 1968 từ Liên Xô và được giao trong khoảng thời gian từ 1969 đến 1972. 400 chiếc T-54 và 400 chiếc T-55 đã được đặt hàng trong 1973 từ Liên Xô và được chuyển giao trong khoảng thời gian từ 1973 đến 1978 (T-54 và có thể là T-55 trước đây thuộc biên chế Liên Xô). 600 chiếc T-55 được Liên Xô đặt hàng vào năm 1978 và được chuyển giao từ năm 1979 đến năm 1981.[13] 2050 chiếc T-54 và T-55 trong biên chế và niêm cất vào năm 1990, 2100 chiếc vào năm 1995, 2150 chiếc vào năm 2000, 2000 chiếc vào năm 2001, 2003 và khoảng 2000 chiếc vào năm 2005.[134]
- Slovenia - 46 chiếc T-55 (14 chiếc đang được niêm cất) cùng 12 chiếc M-55S và M-55S-1 trong biên chế năm 1998.[135] Tổng cộng 30 chiếc T-55 đã được hiện đại hóa lên tiêu chuẩn M-55S/M-55S-1.[34] 30 chiếc M-55S-1 trong biên chế vào đầu năm 2003,[136] 2004[84] và 2006.[87] Hiện tại 30 chiếc M-55S-1 trong biên chế và đang trong quá trình thu hồi.
- Somalia - 100 chiếc T-54 được đặt hàng từ Liên Xô vào năm 1972 và được giao trong khoảng thời gian từ năm 1973 đến năm 1974. 50 chiếc T-55 được đặt hàng vào năm 1973 từ Liên Xô và được chuyển giao vào năm 1975 (những chiếc xe này trước đây thuộc biên chế của Liên Xô). 35 chiếc T-54 được đặt hàng từ Ai Cập vào năm 1977 và được giao vào năm 1977 (những chiếc này trước đây thuộc biên chế của Ai Cập).
- Somaliland - 85[137]
- Nam Ossetia - Lúc cao điểm có 12 chiếc T-55 và 75 chiếc T-72 trong biên chế.[83] 15 chiếc T-55 và T-72 phục vụ trước cuộc chiến tranh Nam Ossetia năm 2008.[138][139][140] Tất cả T-55 trong lực lượng dự bị kể từ năm 2011.
- Nam Sudan - Một số chiếc T-54 và T-55 bị bắt.[84]
- Sudan - 50 chiếc T-54 và 50 chiếc T-55 được đặt hàng từ Liên Xô vào năm 1969 và được chuyển giao trong khoảng thời gian từ 1969 đến 1970. 9 chiếc T-55 được đặt hàng vào năm 1996 từ Belarus và giao hàng vào năm 1996 (các xe này trước đây thuộc Liên Xô và sau đó là Belarus). 20 chiếc T-55AM2BP được đặt hàng từ Ba Lan vào năm 1998 và được giao vào năm 1999 (đây là lô đầu tiên trong số 50 chiếc ban đầu được bán cho Yemen, nơi nó được chuyển hướng bất hợp pháp đến Sudan sau đó việc giao 30 chiếc còn lại đã bị tạm dừng, các xe này trước đây trong biên chế Ba Lan). 60 chiếc T-55M[88] được đặt hàng vào năm 1999 từ Belarus với 40 chiếc được chuyển giao vào năm 1999[88] và 20 chiếc vào năm 2001[88] (những chiếc xe này trước đây thuộc biên chế Liên Xô và sau đó là Belarus). 20 chiếc T-72Z đặt hàng năm 2005 từ Iran và được giao vào năm 2006 (có thể là những chiếc T-54, T-55 hoặc Type 59 của Sudan được hiện đại hóa theo tiêu chuẩn T-72Z).[13] 170 chiếc T-55 và Type 59 trong biên chế vào đầu năm 2001,[141] 200 chiếc vào đầu năm 2003.[136] 200 chiếc T-54 và T-55 trong biên chế vào năm 2004 và 2006.[84][87]
- Tanzania - 32 chiếc T-54 được đặt hàng từ Đông Đức vào năm 1979 và giao hàng trong khoảng thời gian từ 1979 đến 1980 (những chiếc xe này có lẽ trước đây thuộc biên chế Đông Đức).[13] 65 chiếc T-54 và Type 59 trong biên chế vào đầu năm 2001[142] và 45 chiếc vào đầu năm 2003.[136] 30 chiếc T-54 trong biên chế vào các năm 2004 và 2006.[84][87]
- Togo - 2 chiếc T-54 và 2 chiếc T-55 được đặt hàng vào năm 1982 từ Ai Cập và được chuyển giao vào năm 1982 (những chiếc xe này đã qua sử dụng).[13] 1 T-54 và 1 T-55 trong biên chế vào đầu năm 2001, đầu năm 2003, 2004 và 2006.[84][87][136][142]
- Trung Quốc - 6.000 chiếc Type 59 được đưa vào biên chế vào các năm 1985, 1990, 1995 và 2000; 5.000 chiếc vào năm 2003 và 2005; và khoảng 5.000 vào năm 2010.
- Cộng hòa Dân chủ Nhân dân Triều Tiên - 400 chiếc T-54 và 250 chiếc T-55 được đặt hàng từ Liên Xô vào năm 1966 và được giao từ năm 1967 đến năm 1970. 300 chiếc T-54 được đặt hàng vào năm 1967 từ Liên Xô và được giao trong khoảng thời gian từ 1969 đến 1974 (những chiếc xe này có lẽ là sản xuất hoặc lắp ráp tại Triều Tiên). 50 chiếc T-55 được đặt hàng từ Liên Xô vào năm 1970 và được giao trong khoảng thời gian từ năm 1972 đến năm 1973. 500 chiếc T-55 đã được đặt hàng vào năm 1973 từ Liên Xô và được giao từ năm 1975 đến năm 1979 (Nhà cung cấp có thể là CHND Trung Hoa, trong trường hợp đó các xe sẽ không phải là T-55 mà là Type 59).[13] 19 chiếc T-55 được đặt hàng từ Nga và giao hàng vào năm 1992 (những chiếc xe này được chuyển giao qua Belarus).[88][89] Có 1.600 chiếc T-54 trong biên chế vào các năm 1985, 1990, 1995 và 2000.[143] Có 3.500 chiếc T-34, T-54, T-55, T-62 và Type 59 từ đầu năm 2001 đến năm 2004[84][102][103] và hơn 3.500 vào năm 2006.[87]
- Uganda - 16 chiếc T-54 được đặt hàng từ Liên Xô vào năm 1974 và chuyển giao vào năm 1975 (những chiếc xe này có lẽ trước đây thuộc biên chế của Liên Xô). 60 chiếc T-55 được đặt hàng từ Ukraine vào năm 1994 và chuyển giao vào năm 1995 (những chiếc này trước đây thuộc biên chế Liên Xô và sau này là Ukraine). 62 chiếc T-55 được đặt hàng từ Ukraine vào năm 1998 và được giao vào năm 1998 (những chiếc này trước đây thuộc biên chế Liên Xô và sau này là Ukraine). 28 chiếc T-55 được đặt hàng từ Bulgaria vào năm 1998 và được giao vào năm 1998 (những chiếc này trước đây thuộc biên chế của Bulgaria, một phần của thỏa thuận trị giá 35 triệu USD cho 90 chiếc, bao gồm một số chiếc được Bulgaria mua từ Ukraine và có thể là Romania để xuất khẩu sang Uganda). 10 chiếc T-55M[88]  đã được đặt hàng vào năm 2000 từ Belarus và chuyển giao vào năm 2000 (những chiếc này trước đây thuộc biên chế Liên Xô và sau này là Belorussia).[13] 140 chiếc T-54 và T-55 và PT-76 trong biên chế vào đầu năm 2001.[144] 180 chiếc T-54 và T-55 trong biên chế vào đầu năm 2003,[145] 152 chiếc vào năm 2005 và 2006.[84][87]
- Uruguay - 15 chiếc Tiran-4Sh và Tiran-5Sh được mua từ Israel vào năm 1997 và chuyển giao cùng năm (xe trước đây phục vụ Israel).[13] 15 chiếc Tiran-4Sh và Tiran-5Sh trong biên chế vào đầu năm 2001, đầu năm 2003, năm 2004 và năm 2006.[84][87][144][145]
- Việt Nam -  Hơn 1.939 chiếc T-34, T-54, T-55, T-62, PT-76 và Type 59 trong biên chế vào đầu năm 2001.[146] 850 chiếc T-54 và T-55 và 350 chiếc Type 59 trong biên chế vào đầu năm 2003, 2004 và tới năm 2022 ngày nay[84][87][147]
- Yemen - 6 chiếc T-55 được nhận từ Bulgaria vào năm 1994.[88] 97 chiếc T-55 và 35 chiếc T-55AM2 được đặt hàng vào năm 1999 từ Cộng hòa Séc cùng với những chiếc T-55 được giao vào năm 2000 và T-55AM2 vào năm 2002 (trước đây là những chiếc xe này trong biên chế Tiệp Khắc và sau đó là CH Séc và có thể đã được hiện đại hóa trước khi được chuyển giao).[13][88][89] 990 chiếc T-34 , T-54, T-55, T-62 và M60 trong biên chế vào đầu năm 2001.[93] 450 chiếc T-54 và T-55 được biên chế trong giai đoạn đầu 2003, 2004 và 2006.[84][87][94]
- Zambia - 5 chiếc T-54 được đặt hàng từ Liên Xô năm 1975 và giao hàng năm 1976. 20 chiếc T-55 được đặt hàng từ Liên Xô năm 1980 và giao hàng vào năm 1981 (một phần của hợp đồng trị giá 72–100 triệu USD).[13] 60 chiếc T-55, PT-76 và Type 59 trong biên chế vào đầu năm 2001 và đầu năm 2003.[148][149] 10 chiếc T-55 được biên chế trong các năm 2004 và 2006.[84][87]
- Zimbabwe - 20 xe tăng T-54 nhận được từ Liên Xô vào tháng 9 năm 1984.[150]

### Quá khứ
- Afghanistan - 50 chiếc T-54 và 50 chiếc T-55 được đặt hàng từ Liên Xô vào năm 1961 và được chuyển giao từ năm 1962 đến năm 1964 (những chiếc T-54 trước đây thuộc biên chế Liên Xô). 200 chiếc T-54 được đặt hàng từ Liên Xô vào năm 1978 và được giao trong khoảng thời gian từ năm 1978 đến năm 1979 (những chiếc xe này trước đây thuộc biên chế Liên Xô). 705 chiếc T-55 được đặt hàng từ Liên Xô vào năm 1978 và được giao trong khoảng thời gian từ năm 1978 đến năm 1991 (những chiếc xe này trước đây thuộc biên chế Liên Xô).[13] 1.000 chiếc T-54, T-55, T-62 và PT-76 được biên chế vào ngày 1 tháng 4 năm 1992.[85]
- Albania - Albania khai thác 75 chiếc T-54 và 300 chiếc T-55 cùng với 750 chiếc Type 59, hiện nay tất cả đều đã bị loại bỏ dần.
- Al-Qaeda tại bán đảo Ả Rập - Vận hành một số lượng nhỏ T-55 thu được từ kho dự trữ của Yemen.[13][151]
- Phong trào Amal - 50 chiếc T-55A được đặt hàng vào năm 1985–86 từ Syria và chuyển giao trong năm 1985–86 (viện trợ, những chiếc xe này trước đây đã được phục vụ tại Syria).
- Ba Lan - 3.000 chiếc T-54, T-54A, T-54AD và T-54AM được sản xuất từ năm 1956 đến năm 1964. 7.000 chiếc T-55, T-55L, T-55AD-1 và T-55AD-2 được sản xuất từ năm 1964 đến năm 1979. Một số T-54A nâng cấp lên tiêu chuẩn T-55. 200 xe tăng T-54 đã được nâng cấp thành T-55LD vào năm 1975, 10 trong số đó sau đó đã được bán cho Libya. Năm 1980 vận hành 1.207 T-55L, T-55LD, T-55AD-1 và T-55AD-2, 146 T-55, 986 T-55U và 340 T-54, T-54A, T -54AD và T-54AM. Cuối cùng hầu hết tất cả các xe tăng T-54 và T-55 đều đã được nâng cấp lên tiêu chuẩn T-55AM "Merida" (có một số chiếc không được nâng cấp trong bảo tàng). 839 chiếc cuối cùng được rút khỏi biên chế vào năm 2002. Tất cả T-54 và T-55 của Ba Lan được rút khỏi biên chế đều được sử dụng làm bia tập bắn tại các bãi tập, bán cho các quốc gia khác hoặc đưa cho các viện bảo tàng.
- Belarus[152]
- Bắc Yemen - 200 chiếc T-54 được chuyển giao từ Liên Xô từ năm 1979 đến năm 1980.[13]
- Nam Yemen - 20 chiếc T-54 được chuyển giao từ Liên Xô trong giai đoạn từ năm 1972 đến năm 1973.[13]
- Croatia - Phần lớn số T-55 của Croatia thu được từ lực lượng quân đội Nam Tư.[153] Khoảng 209 chiếc T-55 vào phục vụ năm 1998 và 222 chiếc vào các năm 2003, 2004 và 2006.[84][87][154]
- Chile - Ít nhất 4 chiếc T-54 và T-55 của Ai Cập bị bắt giữ đã được Israel bán vào năm 1978 và chuyển giao vào năm 1979, để huấn luyện các kíp lái Chile vận hành những chiếc T-55 bị bắt giữ của Peru.[155]
- Cộng hòa Séc - Ít nhất 296 chiếc T-54 và T-55, 2 chiếc MT-55, 25 chiếc VT-55 được kế thừa từ Tiệp Khắc.[13][89] 792 chiếc T-55 và T-72 trong biên chế vào đầu năm 2001.[108] Theo đăng ký vũ khí thông thường của Liên hợp quốc, Lực lượng vũ trang CH Séc vận hành 948 chiếc T-55 và T-72 vào năm 1997, 938 trong 1998, 792 vào năm 1999 và 652 vào ngày 1 tháng 1 năm 2001.[89] Phương tiện cuối cùng đã được rút khỏi biên chế vào những năm đầu của thập niên 2000.
- Tiệp Khắc - 1.800 chiếc T-54 được đặt hàng vào năm 1957 và được sản xuất theo giấy phép từ năm 1958 đến năm 1963. 1.700 chiếc T-55 được đặt hàng vào năm 1963 và được sản xuất theo giấy phép từ năm 1964 đến năm 1973.[13] Tổng cộng 2.700 chiếc T-54 đã được sản xuất theo giấy phép từ năm 1957 và năm 1966 và 8.300 chiếc T-55 và T-55A từ năm 1964 đến năm 1983 (T-55A có lẽ được sản xuất từ năm 1968) (hầu hết để xuất khẩu). Được truyền lại cho các nước kế thừa.
- Cộng hòa Dân chủ  Đức - 202 chiếc T-54 v vào năm 1956 và được giao trong khoảng thời gian từ 1956 đến 1957. 488 chiếc T-54A và T-54AM được đặt hàng từ Ba Lan và được giao trong khoảng thời gian từ 1959 đến 1964. 1766 chiếc T-55 và T-55A là được đặt hàng vào năm 1964 từ Tiệp Khắc và được giao từ năm 1964 đến năm 1980. 333 chiếc T-55 và T-55A (P) đã được đặt hàng từ Ba Lan và được giao từ năm 1965 đến năm 1973. 362 chiếc VT-55 đã được đặt hàng vào năm 1964 từ Tiệp Khắc và được giao từ năm 1965 và 1969.[13] Được chuyển giao cho nước Đức thống nhất.
- Đức - Lấy từ quân đội của CHDC Đức, tất cả được loại bỏ, bán cho các nước khác hoặc tặng cho các viện bảo tàng.
- Ecuador - 3 chiếc T-55 phục vụ vào đầu năm 2001,[113] 30 chiếc vào đầu năm 2003,[112] hơn 30 chiếc vào năm 2004 (có thể không còn hoạt động tính đến năm 2005)[84] và hơn 30 chiếc được niêm cất vào năm 2006.[87]
- Nhà nước Hồi giáo Iraq và Levant - Hoạt động với số lượng nhỏ bị bắt từ các kho dự trữ của Syria và có thể là Iraq.[156]
- Hezbollah - Vận hành xe Tiran 4 hoặc 5 Bị bắt giữ từ Quân đội Nam Lebanon năm 2000.
- Israel - Quân đội Israel đã chiếm được trong Chiến tranh 6 ngày, sửa chữa, hiện đại hóa và đưa vào trang bị khoảng 200 chiếc T-54, T-55 và PT-76. Những chiếc T-54 và T-55 đã được hiện đại hóa lên tiêu chuẩn Tiran 4 hoặc 5 trước Chiến tranh Yom Kippur.[66] Trong cuộc xung đột, Israel đã chiếm được thêm những chiếc T-54 và T-55. Tirans đã được rút khỏi biên chế vào cuối những năm 1980. Một số đã được bán và một số được chuyển đổi thành xe thiết giáp Achzarit.[70][117] Tuy nhiên, một số xe Tirans vẫn thuộc sở hữu của Quân đội Israel, có thể là quân dự bị hoặc đang được niêm cất. Quân đội Israel có 1500 chiếc T-54 và T-55 vào năm 1990, 300 chiếc vào năm 1995, 200 chiếc vào đầu năm 2001,[93] 2003[94] và 114 chiếc vào năm 2004,[84] 126 chiếc T-54, T-55 và Tiran 6s vào năm 2006,[87] 2008,  488 Tirans vào năm 1990, 300 chiếc vào năm 1995, 200 chiếc vào năm 2000, 2001, 2002, 261 chiếc vào năm 2006, 2008. Những chiếc Achzarit được phục vụ trong Quân đội Israel ít nhất là từ năm 1995. Có 270 chiếc Achzarit được phục vụ tại 2004, 276 vào năm 2006 và 2008.[84][87][157]
- Kazakhstan - 540 T-54, T-55 và M-77, tính đến năm 2010.[158]
- Libya - 100 chiếc T-54 và 100 chiếc T-55 được đặt hàng từ Liên Xô vào năm 1970 và được chuyển giao trong khoảng thời gian từ 1970 đến 1971 (những chiếc T-54 trước đây có thể thuộc biên chế của Liên Xô). 150 chiếc T-55 được Liên Xô đặt hàng năm 1973 và chuyển giao năm 1974. 500 chiếc T-54 được đặt hàng từ Liên Xô năm 1975 và chuyển giao vào năm 1976 (những chiếc xe này trước đây thuộc biên chế Liên Xô). 200 chiếc T-54 được đặt hàng từ Liên Xô vào năm 1976 và được chuyển giao trong khoảng thời gian từ năm 1976 đến 1977 (những chiếc xe này trước đây thuộc biên chế của Liên Xô). 2.000 chiếc T-55 được đặt hàng từ Liên Xô vào năm 1976 và được chuyển giao trong khoảng thời gian từ 1977 đến 1978.[13] Khoảng 2.200 chiếc T-55 trong biên chế năm 1986.[159] 1.600 chiếc T-54 và T-55 đang được phục vụ và niêm cất. Vào đầu năm 2001, 500 chiếc trong biên chế. Vào đầu năm 2003, 500 chiếc trong biên chế[121][122] và khoảng 1.040 chiếc được niêm cất trong năm 2004[84] và 2006.[87] 210 chiếc T-54 và T-55 được phục vụ năm 2010.[160]
- Liên Xô - 35.000 T-54-1 (T-54 Model 1946), T-54-2 (T-54 Model 1949), T-54 (T-54-3 hoặc T-54 Model 1951), T-54A , T-54B, T-54AK1, T-54AK2, T-54BK1 và T-54BK2 được sản xuất từ năm 1946 đến 1958. 27.500 chiếc T-55, T-55A, T-55K1, T-55K2, T-55K3, T-55AK1, T-55AK2 và T-55AK3 được sản xuất từ năm 1955 đến năm 1981. Được chuyển giao cho các quốc gia kế nhiệm.
- Bắc Macedonia - Có khoảng 58 đến 114 chiếc T-55 được đặt hàng từ Bulgaria vào năm 1999 và được giao vào năm 1999 (viện trợ, những chiếc này trước đây thuộc biên chế của Bulgaria, có tới 56 chiếc được mua để dự phòng). 36 chiếc T-55AM-2 đã được đặt hàng vào năm 1999 và chuyển giao vào năm 1999 (viện trợ, các xe này trước đây thuộc biên chế của Bulgaria).[13][88] 94 chiếc T-55 được đưa vào phục vụ vào đầu năm 2001,[123] 125 chiếc T-55 và T-72 vào đầu năm 2003,[124] 30 chiếc T-55A vào năm 2004 và 2006.[84] and 2006.[87]
- Mali - 21 chiếc T-34, T-54 và T-55 trong biên chế vào đầu năm 2001,[123] 33 chiếc vào đầu năm 2003.[124] 12 chiếc T-54 và T-55 trong biên chế năm 2004,[84] 2006[87] và 2013 nhưng với điện đài cũ hoặc hỏng.[161]
- Maroc - 40 chiếc T-54B được đặt hàng từ Liên Xô năm 1960 và chuyển giao vào năm 1962. 80 chiếc T-54 được đặt hàng từ Liên Xô năm 1966 và được giao trong khoảng thời gian từ năm 1967 đến năm 1968 (những chiếc xe này có lẽ từ dây chuyền sản xuất của Tiệp Khắc). Thiệt hai trong các cuộc chiến tranh (chiến tranh năm 1973 và chiến tranh phía tây Sahara) hoặc bị loại bỏ do thiếu phụ tùng thay thế.[13]
- Montenegro - 61 chiếc T-55 bị loại biên.[162]
- Nam Tư - 160 chiếc T-54 và 1600 chiếc T-55 trong niên chế năm 1991. Được chuyển giao cho các quốc gia kế nhiệm.
- Nga - Ít nhất 3.000 xe thừa kế từ Liên Xô. 412 chiếc T-54 và T-55 trong biến chế vào năm 1995 và 20 chiếc vào năm 2000. 1.200 chiếc T-54 và T-55 được niêm cất trong các năm 2000, 2005 và 2008.[84][87][163] Tính đến năm 2013 có 100 chiếc T-55 được niêm cất và chưa đến 500 chiếc, tuy nhiên những chiếc trong kho có thể đã bị loại bỏ.[164]
- Quân giải phóng nhân dân (Lebanon) - 70 chiếc T-55A được đặt hàng từ Syria và Libya vào năm 1983–87 và được chuyển giao vào năm 1983–87 (viện trợ, các xe này trước đây thuộc biên chế của Syria và Libya).[165]
- Peru - 24 chiếc T-54 được đặt hàng từ Liên Xô vào năm 1973 và được chuyển giao vào năm 1973. 250 chiếc T-55 được đặt hàng vào năm 1973 từ Liên Xô và được giao trong khoảng thời gian từ 1974 đến 1975.[13] Lúc cao điểm có 375 chiếc T-54 và T-55 trong biên chế. 300 chiếc T-54 và T-55 trong biên chế vào đầu năm 2001[166] và 275 chiếc (khoảng 200 chiếc còn hoạt động trong năm 2005[84] và 2006[87]) trong biên chế vào đầu năm 2003,[167] 2004[84] và 2006.[87] 300 chiếc T-54 và T-55 cũng như số lượng xe thiết giáp dựa trên T-54/55 không xác định trong biên chế năm 2014.[168]
- Phần Lan - 50 chiếc T-54 được đặt hàng từ Liên Xô năm 1960 và giao hàng từ năm 1960 đến năm 1961. 70 chiếc T-55 được đặt hàng từ Liên Xô năm 1965 và được giao trong khoảng thời gian từ năm 1965 đến năm 1967. Thêm 10 chiếc T-55AM được mua từ Ba Lan và được chuyển đổi thành T-55AM-Marksman SPAAGs (các tháp pháo được giao làm hai đợt, chiếc đầu tiên được đặt hàng vào năm 1988 và giao từ năm 1990 đến năm 1991 và chiếc thứ hai được đặt hàng vào năm 1992 và được giao vào năm 1993).[13] 230 chiếc T-55 và T-72 được đưa vào biên chế vào đầu năm 2001.[169] 74 chiếc T-55 được đưa vào biên chế vào đầu năm 2003.[86]  33 chiếc T-54 và 74 chiếc T-55M được cất giữ vào năm 2004[170] và 74 chiếc T-55M vào năm 2005.[84] 56 tháp pháo T-55 được mua từ Liên Xô vào cuối những năm 1960 và được bố trí trong các công sự ven biển như 100 khẩu pháo ven biển hạng nhẹ 56 TK . Chiếc cuối cùng trong số này đã ngừng hoạt động vào năm 2012. Số lượng T-55M vẫn được sử dụng làm phương tiện rà phá bom mìn hoặc phương tiện cứu kéo.
- Serbia và Montenegro - 1980 T-54 và T-55 được chuyển giao từ Liên Xô trong giai đoạn 1962 đến 1970.[13]
- Slovakia - Ít nhất 206 chiếc được thừa kế từ Tiệp Khắc. 1 chiếc T-55AM2B nhận từ Cộng hòa Séc năm 2000.[171] 1 chiếc T-55AM2 nhận từ Cộng hòa Séc năm 2001.[89] 2 chiếc T-55AM2 nhận từ Cộng hòa Séc năm 2005.[88][89] 275 chiếc T-55 và T-72 trong biên chế năm 1999.[89] 3 chiếc T-55 trong biên chế vào đầu năm 2001.[141]
- Cộng hòa Srpska - 72 chiếc T-55 trong biên chế vào năm 2005.[84] Được chuyển giao cho Lực lượng Vũ trang Bosnia và Herzegovina.
- Sri Lanka -  62 chiếc T-55A / AM2 được đặt hàng từ Tiệp Khắc và được chuyển giao trong khoảng thời gian từ 1990 đến 1995. T-55 phục vụ trong giai đoạn đầu Nội chiến. Những chiếc xe cuối cùng đã được rút khỏi biên chế vào năm 2010.[172]
- Rhodesia - 8 xe tăng T-55LD do Cộng hòa Nam Phi trao tặng sau khi bị bắt giữ trên một con tàu đang trên đường tới Uganda, cùng với các cố vấn SADF nhằm mục đích huấn luyện kíp lái Rhodesia. Các xe tăng được giao cho Chi đội E của Quân đoàn Thiết giáp Rhodesian. Không rõ liệu những chiếc xe tăng này đã được chuyển giao cho quốc gia kế thừa hay bị phá hủy trong Chiến tranh Rhodesian Bush.[34]
- Thụy Điển - 34 Cầu Công binh bọc thép T-55 BLG-60m2 nhận vào năm 1994 từ Đức, ban đầu được thừa kế từ Đông Đức. Tên gọi của Thụy Điển là Brobv 971 ( Brobandvagn 971 hoặc Xe cầu có bánh xích 971). Lớp cầu đã được sử dụng từ năm 1997 cho đến năm 2011 khi chúng được thay thế bằng một mô hình dựa trên Leopard 2.[173]
- Ukraine -  Ít nhất 700 chiếc T-54 và T-55 ban đầu được kế thừa từ Liên Xô.[174] 680 chiếc T-54 và T-55 trong biên chế năm 1995 và 149 chiếc năm 2000.[175] Trong các năm 2004, 2005, 2006 và 2010, có 112 chiếc T-55 thuộc biên chế.[84][87][175] Ngoài ra còn có một số lượng xe IMR và MTP-3 không xác định đang được sử dụng.[174]
- Việt Nam Dân chủ Cộng hòa -  400 chiếc T-54 được đặt hàng từ Liên Xô vào năm 1969 và chuyển giao từ năm 1970 đến năm 1972 (viện trợ). 600 chiếc T-54 được đặt hàng từ Liên Xô vào năm 1973 và được chuyển giao từ năm 1973 đến 1975 (viện trợ).[13] Chuyển giao cho Cộng hòa Xã hội Chủ nghĩa Việt Nam.
- Cộng hòa Miền Nam Việt Nam - Chuyển giao cho Cộng hòa Xã hội Chủ nghĩa Việt Nam.

### Đánh giá
- Cộng hòa Nam Phi - 10 xe tăng T-55LD do Ba Lan sản xuất (một phần trong lô 200 chiếc T-54 được chế tạo lại vào năm 1975) bị bắt giữ từ một con tàu của Pháp, chiếc Astor, đang vận chuyển một lô hàng vũ khí hạng nặng từ Libya cho Idi Amin ở Uganda. Chế độ của Amin sụp đổ vào ngày con tàu cập cảng Mombasa, và nó được chuyển hướng đến Angola. Con tàu ghé đến Durban, nơi hàng hóa bị bắt giữ. Hai chiếc xe tăng T-55LD đã được người Nam Phi giữ lại để đánh giá trong khi 8 chiếc được trao cho Rhodesia, cùng với các cố vấn của SADF nhằm mục đích đào tạo các kíp lái Rhodesia. Tin đồn được lan truyền rằng những chiếc xe tăng đã bị bắt ở Mozambique để che khuất một phần của Nam Phi trong thỏa thuận.[34]